# 국도 제77호선
국도 제77호선 (부산 ~ 파주선)은 부산광역시 중구 옛시청 교차로에서 경기도 파주시 문산읍 자유 나들목까지를 연결하는 대한민국의 일반 국도이다. 한반도의 남해안과 서해안을 따라 "L"자형으로 이어지는 도로로 대한민국에서 가장 긴 국도이고, 미개통 구간이 많이 있다.
본래는 부산 ~ 인천선이라고 하여 인천광역시 동구까지였으나, 2008년 말에 자유로가 이 도로에 포함(국도 제77호선으로 승격)되면서 대한민국의 극북과 극서, 극남을 연결하는 간선도로가 되었다. 종점에서는 국도 제1호선과 연결 된다.

## 연혁
- 2001년 8월 25일 : '부산 ~ 인천선'으로 국도 제77호선을 새로 신설함.[1]
- 2001년 10월 15일 : 국도로 승격된 서천군 비인면 충청남도·전라북도계 ~ 아산시 인주면 충청남도·경기도계 207.8 km 구간 개통[2]
- 2002년 2월 : 국도로 승격된 평택시 현덕면 권관리 ~ 화성시 우정면 주곡리 37.72 km 구간 개통[3]
- 2002년 4월 20일 : 안면대교(태안군 남면 신온리 ~ 안면읍 창기리) 6.54 km 구간 확장 개통[4], 기존 교량 구간 폐지[5]
- 2005년 12월 14일 : 신지대교(완도군 신지면 송곡리(강독리) ~ 완도읍 가용리) 3.399km 구간 신설 개통[6]
- 2005년 12월 30일 : 평택시 포승면 원정리 ~ 화성시 우정읍 화산리 7.2 km 구간 확장 개통, 기존 9.8 km 구간 폐지[7]
- 2006년 8월 16일 : 망운 ~ 현경간 도로(무안군 망운면 목서리 ~ 현경면 외반리) 4.68km 구간 확장 개통[8]
- 2006년 12월 22일 : 진산지구 도로(태안군 남면 진산리) 1.2 km 구간 개량 개통 및 기존 400m 구간 폐지[9], 장곡지구 도로(태안군 고남면 장곡리 ~ 중장리) 600m 구간 개량 개통 및 기존 300m 구간 폐지[10], 중장지구 도로(태안군 안면읍 중장리) 1.02 km 구간 개량 개통 및 기존 500m 구간 폐지[11]
- 2008년 1월 28일 : 우정 ~ 장안 ~ 발안간 도로(화성시 우정읍 화산리 ~ 멱우리) 4.4 km 구간 확장 개통[12]
- 2008년 2월 1일 : 영전리 위험도로(해남군 북평면 영전리) 960m 구간 개량 개통 및 기존 180m 구간 폐지[13], 칠곡리 위험도로(영광군 홍농읍 칠곡리) 1.358 km 구간 개량 개통 및 기존 907m 구간 폐지[14]
- 2008년 6월 19일 : 마창대교(마산시 현동 ~ 창원시 양곡동) 8.59 km 구간을 자동차 전용도로로 지정[15]
- 2008년 6월 30일 : 우정 ~ 장안 ~ 발안간 도로 준공으로 기존 화성시 우정읍 화산리 ~ 멱우리 6.76 km 구간 폐지[16]
- 2008년 7월 1일 : 마산시 국도대체우회도로(우산 ~ 귀곡간 도로 및 마창대교, 마산시 현동 ~ 창원시 양곡동) 10.47 km 구간 신설 개통[17]
- 2008년 11월 17일 : 자유로 구간이 편입되어 종점이 인천광역시 동구에서 경기도 파주시 문산읍으로 변경되었다. 이에 따라 노선명도 '부산 ~ 인천선'에서 '부산 ~ 파주선'으로 변경.[18]
- 2009년 12월 22일 : 보령시 남포면 옥동리 ~ 화산동 7.09 km 구간 확장 개통, 기존 시내 통과 4.7 km 구간 폐지[19]
- 2008년 12월 30일 : 완도군 완도읍 가용리 ~ 2.1 km 구간 확장 개통, 기존 구간 폐지[20]
- 2009년 12월 30일 : 부안 변산우회도로(부안군 변산면 마포리 ~ 지서리) 2.87 km 구간 확장 개통, 기존 부안군 변산면 운산리 ~ 지서리 1.45 km 구간 폐지[21]
- 2010년 12월 28일 : 진동우회도로(창원시 마산합포구 진전면 봉곡리 ~ 임곡리 1.09 km 구간과 창원시 마산합포구 진전면 오서리 ~ 진동면 인곡리 9.18 km 구간) 확장 개통[22] 및 기존 창원시 마산합포구 진전면 오서리 ~ 임곡리 1.6 km 구간과 창원시 마산합포구 진전면 근곡리 ~ 진동면 인곡리 6.75 km 구간 폐지[23][24]
- 2012년 2월 17일 : 창원시 마산합포구 진동면 동전리 ~ 우산동 3.5 km 구간 임시 개통[25]
- 2012년 4월 12일 : 여수시 둔덕동 ~ 돌산읍 우두리 구간 확장 개통[26][27]
- 2012년 9월 27일 : 해남군 북평면 남창리 1.26 km 구간 확장 개통, 기존 590m 구간 폐지[28]
- 2012년 11월 30일 : 창원시 마산합포구 진동면 동전리 ~ 우산동 6.56 km 구간 확장 개통[29], 기존 창원시 마산합포구 현동 ~ 우산동 1.05 km 구간 폐지[30]
- 2013년 5월 27일 : 여수 ~ 순천간 도로 및 우두 ~ 종화간 도로, 거북선대교 개통으로 인해 기존 여수시 둔덕동 ~ 돌산읍 우두리 11.0 km 구간 폐지[31]
- 2013년 7월 1일 : 무안군 운남면 연리 ~ 망운면 목서리 9.6 km 구간 확장 개통, 기존 10.5 km 구간 폐지[32]
- 2013년 9월 17일 : 압해 ~ 운남간 도로 및 김대중대교(신안군 압해읍 복룡리 ~ 무안군 운남면 연리) 5.2 km 구간 2013년 9월 23일까지 임시 개통[33]
- 2013년 12월 2일 : 창원시 마산합포구 진전면 근곡리 ~ 창포리 3.84 km 구간 개량 개통[34]
- 2013년 12월 27일 : 압해 ~ 운남간 도로(신안군 압해읍 복룡리 ~ 무안군 운남면 연리) 6.4 km 구간 확장 개통, 기존 6.1 km 구간 폐지[35][36]
- 2014년 12월 26일 : 양화교 ~ 양화대교 남단 2.1 km 구간 자동차전용도로 해제[37]
- 2015년 2월 10일 : 송정 ~ 마산간 도로 중 송정 교차로 ~ 목동 교차로(무안군 현경면 송정리) 2.2 km 구간 임시 개통[38]
- 2015년 9월 24일 : 대산 ~ 석문 ~ 가곡간 도로(당진시 석문면 통정리 ~ 송산면 가곡리) 9.28 km 구간 확장 개통, 기존 1.6 km 구간 폐지[39]
- 2015년 12월 22일 : 화태대교 및 돌산 ~ 화태간 도로 (여수시 돌산읍 신복리 ~ 남면 화태리) 3.78 km 구간 신설 개통[40]
- 2016년 3월 25일 : 영광대교 및 홍농 ~ 백수간 도로(영광군 백수읍 구수리 ~ 홍농읍 칠곡리) 2.2 km 구간 신설 개통, 기존 영광군 홍농읍 칠곡리 2.4 km 구간 폐지[41]
- 2016년 12월 27일 : 팔영대교 및 적금 ~ 영남간 도로(여수시 화정면 적금리 ~ 고흥군 영남면 우천리) 2.98 km 구간 신설 개통, 기존 고흥군 영남면 우천리 250m 구간 폐지[42]
- 2016년 12월 30일 : 대산 ~ 석문간 도로(서산시 대산읍 화곡리 ~ 당진시 석문면 삼봉리) 10.66 km 구간 확장 개통 및 기존 서산시 대산읍 화곡리 2.59 km 구간과 당진시 석문면 삼봉리 ~ 통정리 4 km 구간 폐지[43], 원청 ~ 태안간 도로 1공구(태안군 남면 원청리 ~ 신장리) 7.1 km 구간 확장 개통 및 기존 태안군 남면 달산리 ~ 신장리 2.0 km 구간 폐지[44]
- 2017년 2월 27일 : 고현 ~ 하동IC간 도로 3공구(남해군 고현면 도마리 ~ 오곡리) 800m 구간 확장 개통[45]
- 2017년 6월 30일 : 원청 ~ 태안간 도로 2공구(태안군 남면 신장리 ~ 태안읍 장산리) 7.2 km 구간 확장 개통 및 기존 태안군 태안읍 남산리 500m 구간 폐지[46]
- 2017년 7월 1일 : 남양 ~ 안산간 도로(화성시 남양읍 송림리 ~ 문호리) 4.42 km 구간 신설 개통[47]
- 2017년 10월 27일 : 남양 ~ 안산간 도로(화성시 남양읍 문호리 문호 교차로 ~ 초지 교차로) 3.39 km 구간 신설 개통[48]
- 2017년 11월 28일 : 신지 ~ 고금간 도로 및 장보고대교(완도군 고금면 상정리 ~ 신지면 송곡리) 3.537 km 구간 신설 개통 및 기존 완도군 고금면 상정리 총 1.365 km 구간 폐지[49]
- 2018년 2월 9일 : 송정 ~ 마산간 도로 중 홀통 교차로 ~ 송정 교차로(무안군 현경면 마산리 ~ 송정리) 6.5 km 구간 임시 개통[50]
- 2018년 4월 23일 : 송정 ~ 마산간 도로(무안군 현경면 마산리 ~ 외반리) 8.05 km 전 구간과 무안군 해제면 용학리 ~ 유월리 1.26 km 구간 확장 개통, 기존 무안군 현경면 마산리 ~ 오류리 610m 구간과 무안군 현경면 마산리 ~ 평산리 8.8 km 구간 폐지[51]
- 2018년 9월 20일 : 화산 ~ 평호간 도로(해남군 화산면 안호리 ~ 평호리) 1.8 km 구간 신설 개통[52]
- 2018년 12월 27일 : 동백대교(전라북도 군산시 해망동 ~ 충청남도 서천군 장항읍 성주리) 3.185 km 구간 신설 개통[53]
- 2019년 4월 19일 : 남양 ~ 안산간 도로 개통으로 인해 기존 화성시 남양읍 송림리 ~ 신외리 5.9 km 구간 폐지[54]
- 2019년 12월 18일 : 영광 ~ 해제간 도로 및 칠산대교(무안군 해제면 송석리 ~ 영광군 염산면 봉남리) 9.52 km 구간 신설 개통, 기존 구간 폐지[55]
- 2019년 12월 26일 : 보령 ~ 태안간 도로(보령시 오천면 원산도리 ~ 태안군 고남면 고남리) 6.3 km 구간 신설 개통, 기존 태안군 고남면 고남리 1.1 km 구간 폐지[56], 염산 ~ 백수간 도로(영광군 염산면 두우리 ~ 백수읍 하사리) 6.0 km 구간 신설 개통[57]
- 2019년 12월 31일 : 화양 ~ 적금간 도로 3공구(여수시 화정면 조발리 ~ 낭도리) 3.899 km 구간 신설 개통[58]
- 2020년 1월 23일 : 설날 연휴인 1월 28일까지 화양 ~ 적금간 도로 2공구 및 화양대교(전남 여수시 화양면 장수리 ~ 화정면 조발리) 2.04 km 구간 임시 개통[59], 설날 연휴인 1월 28일까지 화양 ~ 적금간 도로 4공구 및 적금대교(전남 여수시 화정면 낭도리 ~ 적금리) 3.648 km 구간 임시 개통[60], 설날 연휴인 1월 28일까지 화양 ~ 적금간 도로 1공구(전남 여수시 화양면 안포리 ~ 장수리) 8.8 km 구간 임시 개통[61]
- 2020년 1월 30일 : 화양 ~ 적금간 도로 4공구 및 적금대교(전남 여수시 화정면 낭도리 ~ 적금리) 3.648 km 구간 정식 신설 개통[62], 화양 ~ 적금간 도로 1공구(전남 여수시 화양면 안포리 ~ 장수리) 8.8 km 구간 확장 개통 및 기존 10.0 km 구간 폐지[63]
- 2020년 2월 28일 : 화양 ~ 적금간 도로 2공구 및 화양대교(전남 여수시 화양면 장수리 ~ 화정면 조발리) 2.047 km 구간 정식 신설 개통 및 기존 여수시 화양면 장수리 580m 구간 폐지[64]
- 2020년 11월 30일 : 신온 ~ 창기간 도로(태안군 안면읍 창기리 ~ 신온리) 1.6 km 구간 확장 개통[65], 국도 제23호선 강진 ~ 마량간 도로 개량 개통으로 인해 강진군 마량면 마량리 190m 구간 접속도로 신설 개통[66]
- 2020년 12월 30일 : 장좌지구 위험도로(고성군 동해면 장좌리) 1.02 km 구간 개량 개통[67], 기존 440m 구간 폐지[68], 장좌지구 위험도로2(고성군 동해면 장좌리) 180m 구간 개량 개통[69], 기존 300m 구간 폐지[70]
- 2021년 12월 1일 : 보령 ~ 태안간 도로(보령시 신흑동 ~ 오천면 원산도리) 8.2 km 구간 신설 개통[71]
- 2021년 12월 22일 : 중현지구 위험도로(남해군 서면 노구리 ~ 정포리) 440m 구간 개량 개통[72], 기존 구간 폐지[73]

## 계획·공사 중인 도로
인천에서 부산까지 이어지는 897km의 대규모 해안국도 연결사업이 경기도와 충청남도, 전북특별자치도, 전라남도, 경상남도에 지방도로 분산돼 있던 도로가 일반국도로 승격되었다. 2008년에 서울특별시와 경기도 파주시를 잇는 자유로가 국도 77호선으로 편입됨에 따라 구간이 연장되었다.

## 경유지
부산광역시
- 중구 (동광동1가 · 남포동) - 서구 (충무동 · 아미동 · 부민동 · 대신동) - 사하구 (괴정동 · 당리동 · 하단동) - 강서구 (명지동 · 녹산동 · 송정동)

경상남도
- 창원시 (진해구 (용원동 · 두동 · 마천동 · 남양동 · 성내동 · 남문동 · 서중동 · 제덕동 · 서중동 · 죽곡동 · 원포동 · 장천동 · 풍호동 · 자은동 · 석동 · 경화동 · 태백동 · 현동) - 성산구 (양곡동 · 귀곡동 · 귀산동) - 마산합포구 (가포동 · 예곡동 · 우산동 · 현동 · 진동면 · 진북면 · 진전면)) - 고성군 (동해면 · 거류면) - 통영시 (광도면 · 도산면) - 고성군 (삼산면 · 하일면 · 하이면) - 사천시 (사등동 · 향촌동 · 동금동 · 선구동 · 동동 · 서동 · 대방동 · 늑도동) - 남해군 (창선면 · 삼동면 · 미조면 · 상주면 · 이동면 · 남해읍 · 고현면 · 서면)

전라남도
- 여수시 (낙포동 · 상암동 · 호명동 · 둔덕동 · 미평동 · 만흥동 · 덕충동 · 공화동 · 수정동 · 종화동 · 돌산읍 · 남면 · 화정면 · 화양면 · 화정면) - 고흥군 (영남면 · 점암면 · 영남면 · 점암면 · 포두면 · 도화면 · 풍양면 · 도덕면 · 도양읍 · 도덕면 · 풍양면 · 고흥읍 · 두원면 · 점암면 · 과역면 · 남양면 · 대서면) - 보성군 (조성면 · 득량면 · 미력면 · 보성읍 · 회천면) - 장흥군 (안양면 · 용산면 · 관산읍 · 대덕읍) - 강진군 마량면 - 완도군 (고금면 · 신지면 · 완도읍 · 군외면) - 해남군 (북평면 · 송지면 · 현산면 · 화산면 · 황산면 · 문내면 · 화원면) - 목포시 (달동 · 율도동) - 신안군 압해읍 - 무안군 (운남면 · 망운면 · 현경면 · 해제면) - 영광군 (염산면 · 백수읍 · 홍농읍)

전북특별자치도
- 고창군 (상하면 · 해리면) - 부안군 변산면 - 군산시 (옥도면 · 비응도동 · 오식도동 · 내초동 · 소룡동 · 해망동)

충청남도

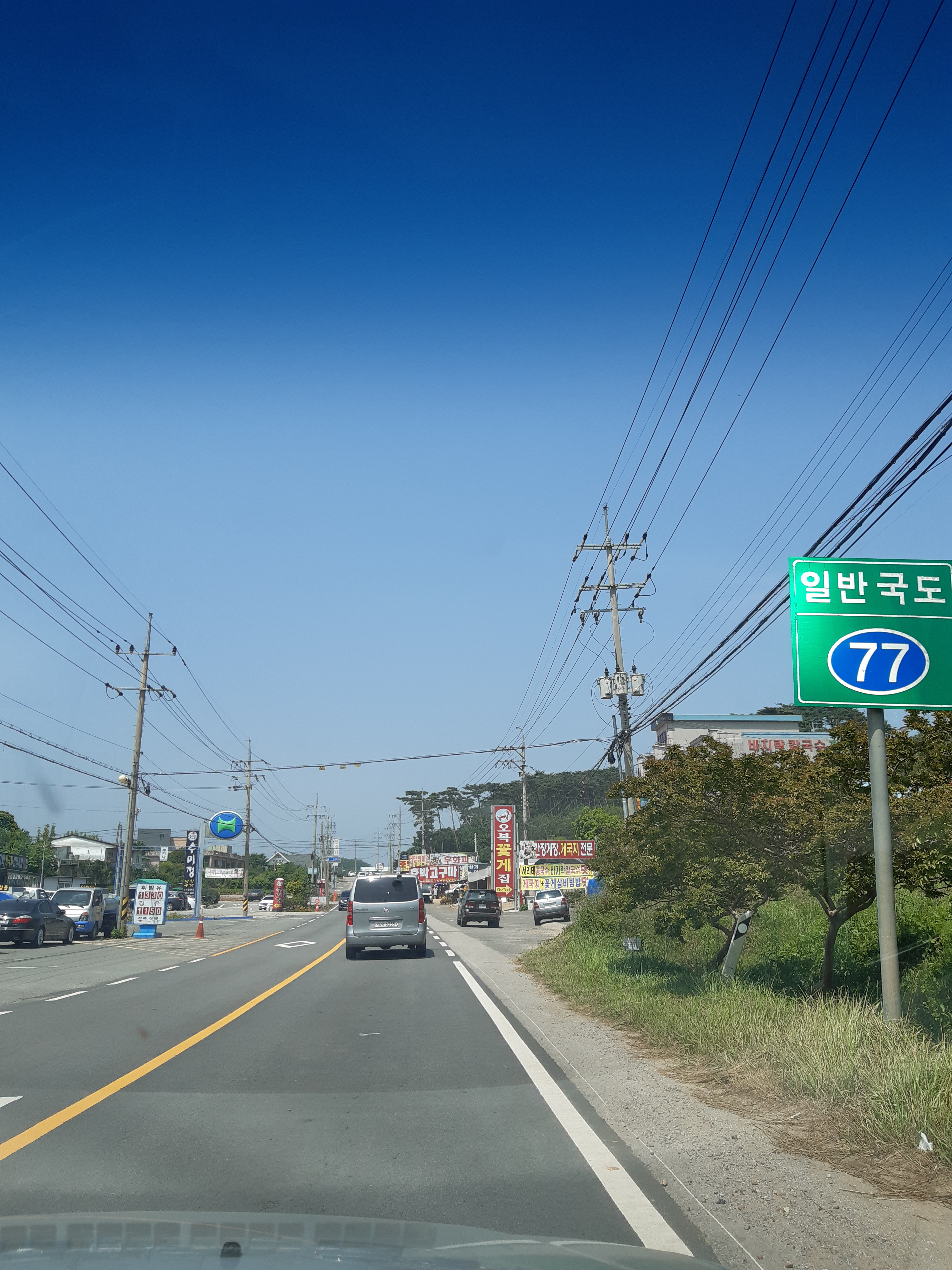
충청남도 태안군에 있는 77호선(안면대로)

- 서천군 (장항읍 · 마서면 · 서천읍 · 종천면 · 비인면) - 보령시 (주산면 · 웅천읍 · 남포면 · 명천동 · 동대동 · 화산동 · 동대동 · 명천동 · 궁촌동 · 내항동 · 남곡동 · 요암동 · 신흑동 · 오천면) - 태안군 (고남면 · 안면읍 · 남면 · 태안읍) - 서산시 (팔봉면 · 인지면 · 예천동 · 읍내동 · 인지면 · 갈산동 · 성연면 · 지곡면 · 대산읍) - 당진시 (석문면 · 송산면 · 송악읍 · 신평면) - 아산시 인주면

경기도
- 평택시 (현덕면 · 포승읍) - 화성시 (우정읍 · 장안면 · 우정읍 · 남양읍 · 새솔동) - 안산시 단원구 (초지동 · 원시동 · 목내동 · 성곡동) - 시흥시 (정왕동 ·월곶동)

인천광역시
- 남동구 고잔동 - 연수구 (동춘동 · 옥련동) - 미추홀구 (학익동 · 용현동 · 숭의동) - 중구 (신흥동 · 신생동 · 사동 · 항동 · 해안동 · 항동 · 선린동 · 북성동2가 · 송월동2가 · 북성동1가) - 동구 (만석동 · 화수동 · 송현동 · 송림동) - 미추홀구 도화동 - 동구 송림동 - 서구 (가좌동 · 석남동 · 가정동) - 계양구 (효성동 · 작전동 · 서운동)

경기도
- 부천시 (삼정동 · 내동 · 오정동)

서울특별시
- 강서구 오쇠동

경기도
- 부천시 오정구 고강동

서울특별시
- 강서구 (공항동 · 외발산동 · 내발산동 · 등촌동 · 염창동) - 영등포구 (양화동 · 당산동) - 마포구 (합정동 · 망원동 · 상암동)

경기도
- 고양시 (덕양구 (덕은동 · 현천동 · 행주내동 · 행주외동 · 토당동 · 신평동) - 일산동구 장항동 - 일산서구 (대화동 · 법곳동 · 구산동) - 파주시 (문발동 · 신촌동 · 송촌동 · 탄현면 · 문산읍)

## 노선

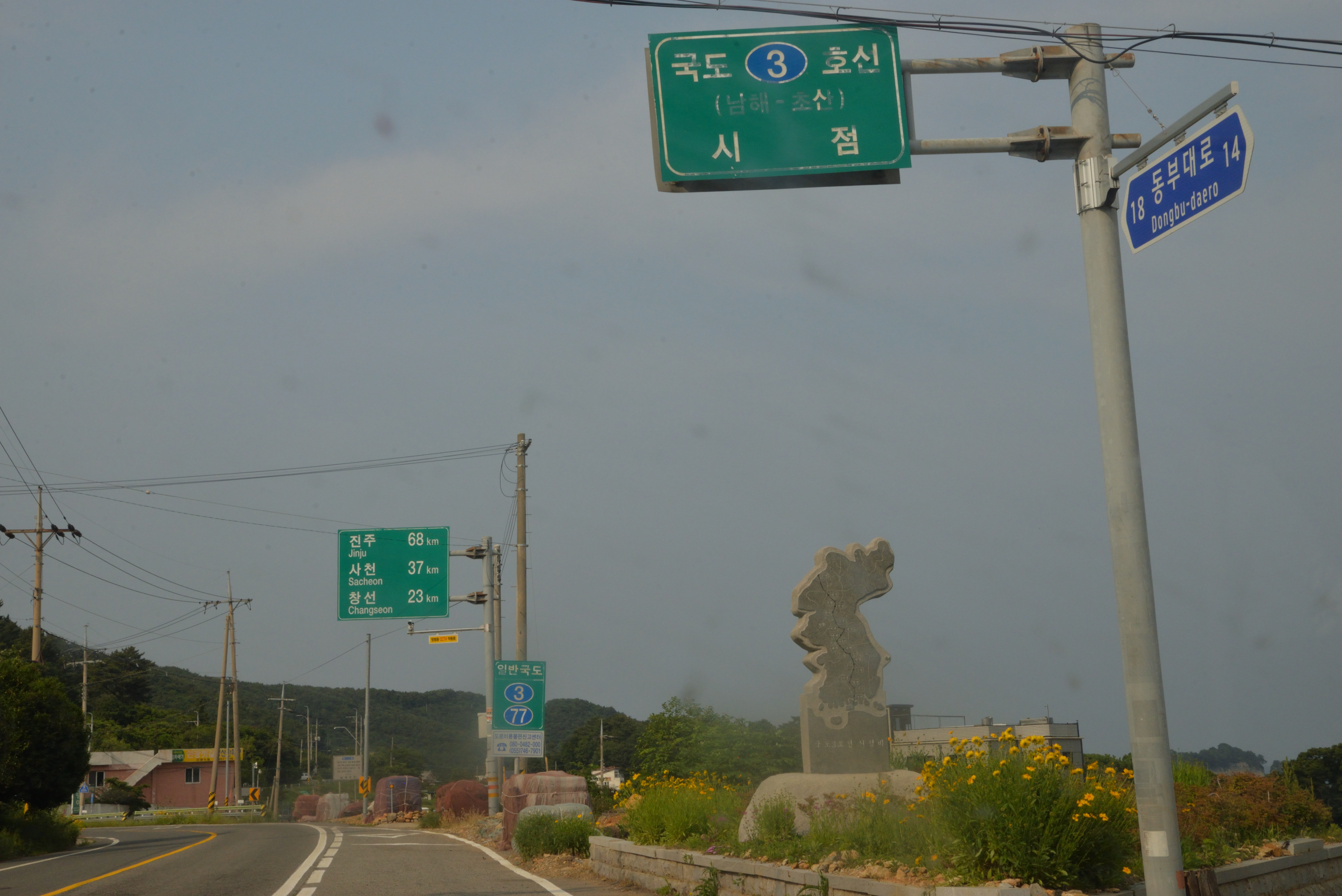
남해군 미조면 송정리

- (■): 자동차 전용도로 구간

### 부산광역시
| 이름                            | 접속 노선                                       | 소재지     | 소재지                               | 비고                     |
| ------------------------------- | ----------------------------------------------- | ---------- | ------------------------------------ | ------------------------ |
| 옛시청 교차로 (옛시청사거리)    | 국도 제7호선 (중앙대로) 태종로                  | 부산광역시 | 중구                                 | 기점 국도 제2호선과 중복 |
| 남포역                          |                                                 | 부산광역시 | 중구                                 | 국도 제2호선과 중복      |
| 남포사거리                      | 중구로 자갈치로37번길                           | 부산광역시 | 중구                                 | 국도 제2호선과 중복      |
| 자갈치 교차로 (자갈치역)        | 보수대로 자갈치로15번길                         | 부산광역시 | 중구                                 | 국도 제2호선과 중복      |
| 자갈치 교차로 (자갈치역)        | 보수대로 자갈치로15번길                         | 부산광역시 | 서구                                 | 국도 제2호선과 중복      |
| 충무동사거리                    | 충무대로 자갈치로                               | 부산광역시 |                                      | 국도 제2호선과 중복      |
| 토성동역앞                      | 까치고개로                                      | 부산광역시 |                                      | 국도 제2호선과 중복      |
| 부산대학교병원 토성역           |                                                 | 부산광역시 |                                      | 국도 제2호선과 중복      |
| 부민사거리                      | 부산광역시도 제6301호선 (대청로) 임시수도기념로 | 부산광역시 |                                      | 국도 제2호선과 중복      |
| 동아대학교 부민캠퍼스           |                                                 | 부산광역시 |                                      | 국도 제2호선과 중복      |
| 부용사거리                      | 부용로                                          | 부산광역시 |                                      | 국도 제2호선과 중복      |
| 동대신사거리 (동대신역)         | 대영로                                          | 부산광역시 |                                      | 국도 제2호선과 중복      |
| 구덕운동장삼거리                | 망양로                                          | 부산광역시 |                                      | 국도 제2호선과 중복      |
| 구덕운동장                      | 꽃마을로                                        | 부산광역시 |                                      | 국도 제2호선과 중복      |
| 서대신사거리 (서대신역)         | 대영로 대티로 구덕로321번길                     | 부산광역시 |                                      | 국도 제2호선과 중복      |
| 대티터널                        |                                                 | 부산광역시 | 국도 제2호선과 중복 연장 401m        |                          |
| 대티터널                        | 사하구                                          | 부산광역시 | 국도 제2호선과 중복 연장 401m        |                          |
| 대티역 괴정초등학교             |                                                 | 부산광역시 | 국도 제2호선과 중복                  |                          |
| 괴정사거리 (괴정역)             | 사하로 낙동대로216번길                          | 부산광역시 | 국도 제2호선과 중복                  |                          |
| 사하초등삼거리 (사하초등학교)   | 장평로                                          | 부산광역시 | 국도 제2호선과 중복                  |                          |
| 사하역                          |                                                 | 부산광역시 | 국도 제2호선과 중복                  |                          |
| 당리주민센터사거리              | 다대로 낙동대로372번길                          | 부산광역시 | 국도 제2호선과 중복                  |                          |
| (사하구청입구)                  | 낙동대로398번길                                 | 부산광역시 | 국도 제2호선과 중복 하행 좌회전 불가 |                          |
| 당리역                          |                                                 | 부산광역시 | 국도 제2호선과 중복                  |                          |
| 하단 교차로                     | 낙동대로 승학로 하신중앙로                      | 부산광역시 | 국도 제2호선과 중복                  |                          |
| 하단역                          |                                                 | 부산광역시 | 국도 제2호선과 중복                  |                          |
| 하구둑 교차로                   | 강변대로                                        | 부산광역시 | 국도 제2호선과 중복                  |                          |
| 낙동강하굿둑                    |                                                 | 부산광역시 | 국도 제2호선과 중복                  |                          |
| 을숙도휴게소                    |                                                 | 부산광역시 | 국도 제2호선과 중복                  |                          |
| 명지 나들목                     | 공항로                                          | 부산광역시 | 국도 제2호선과 중복                  | 강서구                   |
| 경일중학교입구                  | 영강길 낙동남로1013번길                         | 부산광역시 | 국도 제2호선과 중복                  | 강서구                   |
| 청량사어귀                      | 제도로                                          | 부산광역시 | 국도 제2호선과 중복                  | 강서구                   |
| 부산강서경찰서 녹산제2교 녹산교 |                                                 | 부산광역시 | 국도 제2호선과 중복                  | 강서구                   |
| 성산삼거리                      | 국가지원지방도 제58호선 (생곡로)                | 부산광역시 | 국도 제2호선과 중복                  | 강서구                   |
| 녹산중학교 녹명초등학교         |                                                 | 부산광역시 | 국도 제2호선과 중복                  | 강서구                   |
| 본녹산삼거리                    | 화전산업대로                                    | 부산광역시 | 국도 제2호선과 중복                  | 강서구                   |
| 산양삼거리                      | 녹산화전로                                      | 부산광역시 | 국도 제2호선과 중복                  | 강서구                   |
| 녹송육교                        | 국가지원지방도 제58호선 (가락대로)              | 부산광역시 | 국도 제2호선과 중복                  | 강서구                   |
| 녹송교                          |                                                 | 부산광역시 | 국도 제2호선과 중복                  | 강서구                   |
| 용원삼거리                      | 만금로 김해산업로                               | 부산광역시 | 국도 제2호선과 중복                  | 강서구                   |

### 경상남도
| 이름                                                                                             | 접속 노선                                                        | 소재지                                          | 소재지                                                                                             | 비고                                                                             |
| ------------------------------------------------------------------------------------------------ | ---------------------------------------------------------------- | ----------------------------------------------- | -------------------------------------------------------------------------------------------------- | -------------------------------------------------------------------------------- |
| 용원삼거리                                                                                       | 만금로 진해산업로                                                | 창원시                                          | 진해구                                                                                             | 국도 제2호선과 중복                                                              |
| 용재삼거리                                                                                       | 용원동로                                                         | 창원시                                          | 진해구                                                                                             | 국도 제2호선과 중복                                                              |
| 회야골삼거리                                                                                     | 용원북로                                                         | 창원시                                          | 진해구                                                                                             | 국도 제2호선과 중복                                                              |
| 용원택지 교차로                                                                                  | 안골로                                                           | 창원시                                          | 진해구                                                                                             | 국도 제2호선과 중복                                                              |
| 송곡삼거리                                                                                       | 안청로                                                           | 창원시                                          | 진해구                                                                                             | 국도 제2호선과 중복                                                              |
| 의곡 교차로                                                                                      | 보배로                                                           | 창원시                                          | 진해구                                                                                             | 국도 제2호선과 중복                                                              |
| 대장천교                                                                                         |                                                                  | 창원시                                          | 진해구                                                                                             | 국도 제2호선과 중복                                                              |
| 웅동 교차로 (마천육교)                                                                           | 국도 제58호선 (웅장로) 남영로                                    | 창원시                                          | 진해구                                                                                             | 국도 제2호선과 중복                                                              |
| 성내천교                                                                                         |                                                                  | 창원시                                          | 진해구                                                                                             | 국도 제2호선과 중복                                                              |
| 재덕2교                                                                                          | 웅천동로                                                         | 창원시                                          | 진해구                                                                                             | 국도 제2호선과 중복                                                              |
| 재덕교                                                                                           |                                                                  | 창원시                                          | 진해구                                                                                             | 국도 제2호선과 중복                                                              |
| 신남문교                                                                                         | 웅천서로                                                         | 창원시                                          | 진해구                                                                                             | 국도 제2호선과 중복                                                              |
| 천자 교차로                                                                                      | 웅천로                                                           | 창원시                                          | 진해구                                                                                             | 국도 제2호선과 중복                                                              |
| 어은 교차로                                                                                      | 어은로 죽곡로                                                    | 창원시                                          | 진해구                                                                                             | 국도 제2호선과 중복                                                              |
| 대발령 (만남의광장)                                                                              |                                                                  | 창원시                                          | 진해구                                                                                             | 국도 제2호선과 중복                                                              |
| 진해구청후문                                                                                     | 행암로 진해대로1099번길                                          | 창원시                                          | 진해구                                                                                             | 국도 제2호선과 중복                                                              |
| 진해구청                                                                                         |                                                                  | 창원시                                          | 진해구                                                                                             | 국도 제2호선과 중복                                                              |
| 풍호사거리 (풍호고가교)                                                                          | 천자로                                                           | 창원시                                          | 진해구                                                                                             | 국도 제2호선과 중복                                                              |
| 풍호초등교사거리                                                                                 | 풍호로                                                           | 창원시                                          | 진해구                                                                                             | 국도 제2호선과 중복                                                              |
| 자은본동사거리                                                                                   | 진해대로975번길                                                  | 창원시                                          | 진해구                                                                                             | 국도 제2호선과 중복                                                              |
| 해군아파트사거리                                                                                 | 덕산로                                                           | 창원시                                          | 진해구                                                                                             | 국도 제2호선과 중복                                                              |
| 벚꽃마을사거리                                                                                   | 진해대로921번길 진해대로922번길                                  | 창원시                                          | 진해구                                                                                             | 국도 제2호선과 중복                                                              |
| 자은교사거리                                                                                     | 자은교                                                           | 창원시                                          | 진해구                                                                                             | 국도 제2호선과 중복                                                              |
| 냉천사거리                                                                                       | 냉천로                                                           | 창원시                                          | 진해구                                                                                             | 국도 제2호선과 중복                                                              |
| 만리들사거리                                                                                     | 석동로                                                           | 창원시                                          | 진해구                                                                                             | 국도 제2호선과 중복                                                              |
| 진해경찰서 (경찰서삼거리)                                                                        |                                                                  | 창원시                                          | 진해구                                                                                             | 국도 제2호선과 중복                                                              |
| 석동행정복지센터 돌리사거리                                                                      | 돌리로 진해대로776번길                                           | 창원시                                          | 진해구                                                                                             | 국도 제2호선과 중복                                                              |
| 3호광장                                                                                          | 국도 제25호선 (해원로)                                           | 창원시                                          | 진해구                                                                                             | 국도 제2호선과 중복                                                              |
| 상공회의소삼거리                                                                                 | 진해대로728번길                                                  | 창원시                                          | 진해구                                                                                             | 국도 제2호선과 중복                                                              |
| 중앙고삼거리                                                                                     | 경화시장로 병암북로                                              | 창원시                                          | 진해구                                                                                             | 국도 제2호선과 중복                                                              |
| 경화역 (경화역삼거리)                                                                            | 경화로                                                           | 창원시                                          | 진해구                                                                                             | 국도 제2호선과 중복                                                              |
| 새마을사거리                                                                                     | 조천로 진해대로624번길                                           | 창원시                                          | 진해구                                                                                             | 국도 제2호선과 중복                                                              |
| 경화고가교                                                                                       | 태백로 태백서로                                                  | 창원시                                          | 진해구                                                                                             | 국도 제2호선과 중복                                                              |
| 여좌고가교                                                                                       |                                                                  | 창원시                                          | 진해구                                                                                             | 국도 제2호선과 중복                                                              |
| 진해고가교                                                                                       | 여좌로                                                           | 창원시                                          | 진해구                                                                                             | 국도 제2호선과 중복                                                              |
| 시민회관사거리                                                                                   | 여좌천로174번길                                                  | 창원시                                          | 진해구                                                                                             | 국도 제2호선과 중복                                                              |
| 가마니골삼거리                                                                                   | 여좌천로                                                         | 창원시                                          | 진해구                                                                                             | 국도 제2호선과 중복                                                              |
| 장복로사거리                                                                                     | 장복산길                                                         | 창원시                                          | 진해구                                                                                             | 국도 제2호선과 중복                                                              |
| 장복터널                                                                                         |                                                                  | 창원시                                          | 진해구                                                                                             | 국도 제2호선과 중복 연장 840m                                                    |
| 장복터널                                                                                         | 성산구                                                           | 창원시                                          | | 국도 제2호선과 중복 연장 840m                                                    |
| 양곡 나들목                                                                                      | 남해안대로 봉양로                                                | 창원시                                          | 국도 제2호선과 중복                                                                                |                                                                                  |
| 양곡터널                                                                                         |                                                                  | 창원시                                          | 국도 제2호선과 중복 상행 연장 1,046m 하행 연장 1,135m                                              |                                                                                  |
| 귀산터널                                                                                         |                                                                  | 창원시                                          | 국도 제2호선과 중복 상행 연장 403m 하행 연장 345m                                                  |                                                                                  |
| 귀산1교                                                                                          | 귀산로                                                           | 창원시                                          | 국도 제2호선과 중복                                                                                |                                                                                  |
| 마창대교 요금소 (귀산고개)                                                                       |                                                                  | 창원시                                          | 국도 제2호선과 중복                                                                                |                                                                                  |
| 마창대교                                                                                         |                                                                  | 창원시                                          | 국도 제2호선과 중복 유료도로                                                                       |                                                                                  |
| 마창대교                                                                                         | 마산합포구                                                       | 창원시                                          | 국도 제2호선과 중복 유료도로                                                                       |                                                                                  |
| 가포 교차로                                                                                      | 드림베이대로                                                     | 창원시                                          | 국도 제2호선과 중복                                                                                |                                                                                  |
| 가포터널                                                                                         |                                                                  | 창원시                                          | 국도 제2호선과 중복 상행 연장 1,235m 하행 연장 1,230m                                              |                                                                                  |
| 현동 교차로                                                                                      | 국도 제5호선 (경남대로) 국도 제14호선 국도 제79호선 (밤밭고개로) | 창원시                                          | 국도 제2, 5, 14, 79호선과 중복                                                                     |                                                                                  |
| 옥동 교차로                                                                                      | 현동로 밤밭고개로                                                | 창원시                                          | 국도 제2, 5, 14, 79호선과 중복 상행 진입 불가 하행 진출 불가                                       |                                                                                  |
| 우산 교차로                                                                                      | 밤밭고개로                                                       | 창원시                                          | 국도 제2, 5, 14, 79호선과 중복 상행 진출 불가 하행 진출 불가                                       |                                                                                  |
| 현동 분기점                                                                                      | 국도 제5호선 (구산중앙로)                                        | 창원시                                          | 국도 제2, 5, 14, 79호선과 중복                                                                     |                                                                                  |
| 동전터널 신동전터널                                                                              |                                                                  | 창원시                                          | 국도 제2, 14, 79호선과 중복 동전터널 상행 전용 (연장 609m) 신동전터널 하행 전용 (연장 1,080m)      |                                                                                  |
| 동전터널 신동전터널                                                                              | 마산합포구 진동면                                                | 창원시                                          | 국도 제2, 14, 79호선과 중복 동전터널 상행 전용 (연장 609m) 신동전터널 하행 전용 (연장 1,080m)      |                                                                                  |
| 태봉 교차로                                                                                      | 태봉2길                                                          | 창원시                                          | 국도 제2, 14, 79호선과 중복                                                                        |                                                                                  |
| 오산 교차로                                                                                      | 오산3길                                                          | 창원시                                          | 국도 제2, 14, 79호선과 중복                                                                        |                                                                                  |
| 신대방삼거리                                                                                     | 삼진의거대로                                                     | 창원시                                          | 국도 제2, 14, 79호선과 중복                                                                        |                                                                                  |
| 태봉교                                                                                           |                                                                  | 창원시                                          | 국도 제2, 14, 79호선과 중복                                                                        |                                                                                  |
| 진북터널                                                                                         |                                                                  | 창원시                                          | 국도 제2, 14, 79호선과 중복 상행 연장 927m 하행 연장 916m                                          |                                                                                  |
| 진북터널                                                                                         | 마산합포구 진북면                                                | 창원시                                          | 국도 제2, 14, 79호선과 중복 상행 연장 927m 하행 연장 916m                                          |                                                                                  |
| 진동 교차로                                                                                      | 진북산업로                                                       | 창원시                                          | 국도 제2, 14, 79호선과 중복                                                                        |                                                                                  |
| 진동천교 덕곡천교                                                                                |                                                                  | 창원시                                          | 국도 제2, 14, 79호선과 중복                                                                        |                                                                                  |
| 진북 교차로                                                                                      | 지방도 제1021호선 (학동로)                                       | 창원시                                          | 국도 제2, 14, 79호선과 중복 상행 진입 불가 하행 진출 불가                                          |                                                                                  |
| 대평교 지산교                                                                                    |                                                                  | 창원시                                          | 국도 제2, 14, 79호선과 중복                                                                        |                                                                                  |
| 지산 분기점                                                                                      | 국도 제79호선 국가지원지방도 제67호선 (진함로)                   | 창원시                                          | 국도 제2, 14, 79호선과 중복 국가지원지방도 제67호선과 중복 상행 진출 불가 하행 진입 불가           |                                                                                  |
| 인곡교                                                                                           |                                                                  | 창원시                                          | 국도 제2, 14호선과 중복 국가지원지방도 제67호선과 중복                                             |                                                                                  |
| 예곡 교차로                                                                                      | 의림로                                                           | 창원시                                          | 국도 제2, 14호선과 중복 국가지원지방도 제67호선과 중복 상행 진입 불가 하행 진출 불가               |                                                                                  |
| 예곡교 옥곡교                                                                                    |                                                                  | 창원시                                          | 국도 제2, 14호선과 중복 국가지원지방도 제67호선과 중복                                             |                                                                                  |
| 진전터널                                                                                         |                                                                  | 창원시                                          | 국도 제2, 14호선과 중복 국가지원지방도 제67호선과 중복 상행 연장 600m 하행 연장 550m               |                                                                                  |
| 진전터널                                                                                         | 마산합포구 진전면                                                | 창원시                                          | 국도 제2, 14호선과 중복 국가지원지방도 제67호선과 중복 상행 연장 600m 하행 연장 550m               |                                                                                  |
| 신기교                                                                                           |                                                                  | 창원시                                          | 국도 제2, 14호선과 중복 국가지원지방도 제67호선과 중복                                             |                                                                                  |
| 진목 교차로                                                                                      | 국도 제2호선 국도 제14호선 (남해안대로) 삼진의거대로             | 창원시                                          | 국도 제2, 14호선과 중복 국가지원지방도 제67호선과 중복                                             |                                                                                  |
| 암아 교차로                                                                                      | 지방도 제1002호선 지방도 제1021호선 (삼진의거대로)               | 창원시                                          | 국가지원지방도 제67호선과 중복 지방도 제1002, 1021호선과 중복                                      |                                                                                  |
| 이창교                                                                                           |                                                                  | 창원시                                          | 국가지원지방도 제67호선과 중복 지방도 제1002, 1021호선과 중복                                      |                                                                                  |
| (동진교 서단)                                                                                    | 지방도 제1002호선 (회진로)                                       | 창원시                                          | 국가지원지방도 제67호선과 중복 지방도 제1002, 1021호선과 중복                                      |                                                                                  |
| 동진교                                                                                           |                                                                  | 창원시                                          | 국가지원지방도 제67호선과 중복 지방도 제1021호선과 중복                                            |                                                                                  |
| 동진교                                                                                           |                                                                  | 고성군                                          | 국가지원지방도 제67호선과 중복 지방도 제1021호선과 중복                                            | 동해면                                                                           |
| 내산산업단지                                                                                     |                                                                  | 고성군                                          | 국가지원지방도 제67호선과 중복 지방도 제1021호선과 중복                                            | 동해면                                                                           |
| (덕곡)                                                                                           | 지방도 제1010호선 (동해로)                                       | 고성군                                          | 국가지원지방도 제67호선과 중복 지방도 제1021호선과 중복                                            | 동해면                                                                           |
| 동해청소년수련학교 (구 동해초등학교 대동분교) 장좌교 장좌산업단지                                |                                                                  | 고성군                                          | 국가지원지방도 제67호선과 중복 지방도 제1021호선과 중복                                            | 동해면                                                                           |
| 봉곡삼거리                                                                                       | 거류로                                                           | 고성군                                          | 국가지원지방도 제67호선과 중복 지방도 제1021호선과 중복                                            | 거류면                                                                           |
| 거류초등학교                                                                                     |                                                                  | 고성군                                          | 국가지원지방도 제67호선과 중복 지방도 제1021호선과 중복                                            | 거류면                                                                           |
| 당동삼거리                                                                                       | 지방도 제1009호선 (거류로)                                       | 고성군                                          | 국가지원지방도 제67호선과 중복 지방도 제1021호선과 중복                                            | 거류면                                                                           |
| 거류체육공원                                                                                     |                                                                  | 고성군                                          | 국가지원지방도 제67호선과 중복 지방도 제1021호선과 중복                                            | 거류면                                                                           |
| 송곡치                                                                                           |                                                                  | 고성군                                          | 국가지원지방도 제67호선과 중복 지방도 제1021호선과 중복                                            | 거류면                                                                           |
|                                                                                                  | 통영시                                                           | 광도면                                          | 국가지원지방도 제67호선과 중복 지방도 제1021호선과 중복                                            |                                                                                  |
| 황리사거리                                                                                       | 통영시                                                           | 광도면                                          | 국가지원지방도 제67호선과 중복 지방도 제1021호선과 중복                                            | 공단로                                                                           |
| 안정국가산업단지 벽방초등학교                                                                    | 통영시                                                           | 광도면                                          | 국가지원지방도 제67호선과 중복 지방도 제1021호선과 중복                                            |                                                                                  |
| 무직고개                                                                                         | 통영시                                                           | 광도면                                          | 국가지원지방도 제67호선과 중복 지방도 제1021호선과 중복                                            |                                                                                  |
| 노산삼거리 (북통영 나들목)                                                                       | 통영시                                                           | 광도면                                          | 35호선 통영대전고속도로 국도 제14호선 국가지원지방도 제58호선 국가지원지방도 제67호선 (남해안대로) | 국도 제14호선과 중복 국가지원지방도 제58, 67호선과 중복 지방도 제1021호선과 중복 |
| 솔고개                                                                                           | 통영시                                                           |                                                 | 도산면                                                                                             | 국도 제14호선과 중복 국가지원지방도 제58호선과 중복 지방도 제1021호선과 중복     |
| 관덕삼거리                                                                                       | 통영시                                                           | 지방도 제1021호선 (도산일주로)                  | 도산면                                                                                             | 국도 제14호선과 중복 국가지원지방도 제58호선과 중복 지방도 제1021호선과 중복     |
| 도산삼거리                                                                                       | 통영시                                                           | 국도 제14호선 (남해안대로)                      | 도산면                                                                                             | 국도 제14호선과 중복 국가지원지방도 제58호선과 중복                              |
| 도산초등학교 도산면사무소 도산중학교 가오치항                                                    | 통영시                                                           |                                                 | 도산면                                                                                             | 국가지원지방도 제58호선과 중복                                                   |
| (유촌)                                                                                           | 통영시                                                           |                                                 | 도산면                                                                                             | 국가지원지방도 제58호선과 중복                                                   |
| (교량 이름 미상)                                                                                 | 통영시                                                           |                                                 | 도산면                                                                                             | 미개통 도산면 ~ 삼산면 연결                                                      |
| (교량 이름 미상)                                                                                 |                                                                  | 고성군                                          | 삼산면                                                                                             | 미개통 도산면 ~ 삼산면 연결                                                      |
| 장지삼거리                                                                                       | 지방도 제1010호선 (공룡로) (두포5길)                             | 고성군                                          | 삼산면                                                                                             | 국가지원지방도 제58호선과 중복                                                   |
| 삼산면행정복지센터                                                                               |                                                                  | 고성군                                          | 삼산면                                                                                             | 국가지원지방도 제58호선과 중복                                                   |
| 용호삼거리                                                                                       | 지방도 제1010호선 (두포로)                                       | 고성군                                          | 삼산면                                                                                             | 국가지원지방도 제58호선과 중복                                                   |
| 삼오초등학교(폐교)                                                                               |                                                                  | 고성군                                          | 삼산면                                                                                             | 국가지원지방도 제58호선과 중복                                                   |
| 중촌삼거리                                                                                       | 장치로                                                           | 고성군                                          | 삼산면                                                                                             | 국가지원지방도 제58호선과 중복                                                   |
| 하일초등학교 수태분교 (폐교)                                                                     |                                                                  | 고성군                                          | 하일면                                                                                             | 국가지원지방도 제58호선과 중복                                                   |
| 임포삼거리                                                                                       | 자란만로                                                         | 고성군                                          | 하일면                                                                                             | 국가지원지방도 제58호선과 중복                                                   |
| 학림교 하일중학교 하일면사무소                                                                   |                                                                  | 고성군                                          | 하일면                                                                                             | 국가지원지방도 제58호선과 중복                                                   |
| 월흥사거리                                                                                       | 월흥3길                                                          | 고성군                                          | 하이면                                                                                             | 국가지원지방도 제58호선과 중복                                                   |
| 하이초등학교 월흥분교 (폐교)                                                                     |                                                                  | 고성군                                          | 하이면                                                                                             | 국가지원지방도 제58호선과 중복                                                   |
| 정곡삼거리                                                                                       | 상족암로                                                         | 고성군                                          | 하이면                                                                                             | 국가지원지방도 제58호선과 중복                                                   |
| 하이면사무소                                                                                     |                                                                  | 고성군                                          | 하이면                                                                                             | 국가지원지방도 제58호선과 중복                                                   |
| 신덕사거리                                                                                       | 지방도 제1001호선 (하이로)                                       | 고성군                                          | 하이면                                                                                             | 국가지원지방도 제58호선과 중복                                                   |
| 하이초등학교                                                                                     |                                                                  | 고성군                                          | 하이면                                                                                             | 국가지원지방도 제58호선과 중복                                                   |
| 덕호교                                                                                           |                                                                  | 고성군                                          | 하이면                                                                                             | 국가지원지방도 제58호선과 중복                                                   |
|                                                                                                  | 사천시                                                           | 향촌동                                          | | 국가지원지방도 제58호선과 중복                                                   |
| 향촌삽재농공단지                                                                                 | 사천시                                                           | 향촌동                                          | | 국가지원지방도 제58호선과 중복                                                   |
| 향촌사거리                                                                                       | 사천시                                                           | 향촌동                                          | 동금로 향촌4길                                                                                     | 국가지원지방도 제58호선과 중복                                                   |
| 동금사거리                                                                                       | 사천시                                                           | 신항로                                          | 동서금동                                                                                           | 국가지원지방도 제58호선과 중복                                                   |
| 사천경찰서                                                                                       | 사천시                                                           |                                                 | 동서금동                                                                                           | 국가지원지방도 제58호선과 중복                                                   |
| 2호광장 교차로                                                                                   | 사천시                                                           | 지방도 제1016호선 (삼상로) 중앙로               | 동서금동                                                                                           | 국가지원지방도 제58호선과 중복                                                   |
| 목전빌딩사거리                                                                                   | 사천시                                                           | 동금로 한내로                                   | 동서금동                                                                                           | 국가지원지방도 제58호선과 중복                                                   |
| 삼천포교                                                                                         | 사천시                                                           |                                                 | 동서금동                                                                                           | 국가지원지방도 제58호선과 중복                                                   |
|                                                                                                  | 사천시                                                           | 선구동                                          | | 국가지원지방도 제58호선과 중복                                                   |
| 중앙시장사거리                                                                                   | 사천시                                                           | 중앙로 건어시장길                               | | 국가지원지방도 제58호선과 중복                                                   |
| 삼천포초등학교 선구동 행정복지센터                                                               | 사천시                                                           |                                                 | | 국가지원지방도 제58호선과 중복                                                   |
| 대방초등학교                                                                                     | 사천시                                                           |                                                 | 동서동                                                                                             | 국가지원지방도 제58호선과 중복                                                   |
| 각산사거리                                                                                       | 사천시                                                           | 유람선길                                        | 동서동                                                                                             | 국가지원지방도 제58호선과 중복                                                   |
| 대방사거리                                                                                       | 사천시                                                           | 대방길                                          | 동서동                                                                                             | 국가지원지방도 제58호선과 중복                                                   |
| 대방 교차로                                                                                      | 사천시                                                           | 국도 제3호선 국가지원지방도 제58호선 (사천대로) | 동서동                                                                                             | 국도 제3호선과 중복 국가지원지방도 제58호선과 중복                               |
| 삼천포대교                                                                                       | 사천시                                                           |                                                 | 동서동                                                                                             | 국도 제3호선과 중복                                                              |
| 모개도                                                                                           | 사천시                                                           |                                                 | 동서동                                                                                             | 국도 제3호선과 중복                                                              |
| 초양대교                                                                                         | 사천시                                                           |                                                 | 동서동                                                                                             | 국도 제3호선과 중복                                                              |
| 초양도                                                                                           | 사천시                                                           | 초양길                                          | 동서동                                                                                             | 국도 제3호선과 중복                                                              |
| 늑도대교                                                                                         | 사천시                                                           |                                                 | 동서동                                                                                             | 국도 제3호선과 중복                                                              |
| 늑도                                                                                             | 사천시                                                           | 늑도길                                          | 동서동                                                                                             | 국도 제3호선과 중복                                                              |
| 창선대교                                                                                         | 사천시                                                           |                                                 | 동서동                                                                                             | 국도 제3호선과 중복                                                              |
|                                                                                                  | 남해군                                                           | 창선면                                          | | 국도 제3호선과 중복                                                              |
| 단항사거리                                                                                       | 남해군                                                           | 창선면                                          | 지방도 제1024호선 (서부로) 동부대로2964번길                                                        | 국도 제3호선과 중복                                                              |
| (이름 없음)                                                                                      | 남해군                                                           | 창선면                                          | 율도로                                                                                             | 국도 제3호선과 중복                                                              |
| 당저교                                                                                           | 남해군                                                           | 창선면                                          | 지방도 제1024호선 (흥선로) 창선로66번길                                                            | 국도 제3호선과 중복                                                              |
| 지족삼거리                                                                                       | 남해군                                                           | 창선면                                          | 지방도 제1024호선 (서부로)                                                                         | 국도 제3호선과 중복 지방도 제1024호선과 중복                                     |
| 창선교                                                                                           | 남해군                                                           | 창선면                                          | | 국도 제3호선과 중복 지방도 제1024호선과 중복                                     |
|                                                                                                  | 남해군                                                           | 삼동면                                          | | 국도 제3호선과 중복 지방도 제1024호선과 중복                                     |
| 지족삼거리                                                                                       | 남해군                                                           | 지방도 제1024호선 (삼이로)                      | | 국도 제3호선과 중복 지방도 제1024호선과 중복                                     |
| 삼동면종합복지회관 남수중학교 경남해양과학고등학교 한려유스호스텔 삼동초등학교 물건리 (독일마을) | 남해군                                                           |                                                 | 국도 제3호선과 중복                                                                                |                                                                                  |
| 초전삼거리                                                                                       | 남해군                                                           | 국도 제19호선 (남해대로)                        | 미조면                                                                                             | 국도 제3호선과 중복 국도 제19호선과 중복                                         |
| 송정해수욕장                                                                                     | 남해군                                                           |                                                 | 미조면                                                                                             | 국도 제19호선과 중복                                                             |
| 상주중학교 상주해수욕장 상주면 행정복지센터 상주초등학교                                         | 남해군                                                           |                                                 | 상주면                                                                                             | 국도 제19호선과 중복                                                             |
| 상주현                                                                                           | 남해군                                                           |                                                 | 상주면                                                                                             | 국도 제19호선과 중복                                                             |
| (이름 없음)                                                                                      | 남해군                                                           | 보리암로                                        | 이동면                                                                                             | 국도 제19호선과 중복                                                             |
| 신전삼거리                                                                                       | 남해군                                                           | 지방도 제1024호선 (남서대로)                    | 이동면                                                                                             | 국도 제19호선과 중복 지방도 제1024호선과 중복                                    |
| 이동 교차로 (이동육교)                                                                           | 남해군                                                           | 지방도 제1024호선 (삼이로) 무림로               | 이동면                                                                                             | 국도 제19호선과 중복 지방도 제1024호선과 중복                                    |
| 석평 교차로                                                                                      | 남해군                                                           | 무림로                                          | 이동면                                                                                             | 국도 제19호선과 중복                                                             |
| 석평교                                                                                           | 남해군                                                           |                                                 | 이동면                                                                                             | 국도 제19호선과 중복                                                             |
| 보광 교차로                                                                                      | 남해군                                                           | 죽방로                                          | 이동면                                                                                             | 국도 제19호선과 중복                                                             |
| 고모 교차로                                                                                      | 남해군                                                           | 강진만로                                        | 이동면                                                                                             | 국도 제19호선과 중복                                                             |
| 용두 교차로                                                                                      | 남해군                                                           | 남해대로2264번길                                | 이동면                                                                                             | 국도 제19호선과 중복                                                             |
| 다천교                                                                                           | 남해군                                                           |                                                 | 이동면                                                                                             | 국도 제19호선과 중복                                                             |
| 다천 교차로                                                                                      | 남해군                                                           | 남해대로2363번길                                | 이동면                                                                                             | 국도 제19호선과 중복                                                             |
| 다초 교차로                                                                                      | 남해군                                                           | 남해대로2431번길 초음로37번길                   | 이동면                                                                                             | 국도 제19호선과 중복                                                             |
| 남해기상관측소 보물섬 마늘나라 남해군 농업기술센터                                               | 남해군                                                           |                                                 | 이동면                                                                                             | 국도 제19호선과 중복                                                             |
| 초곡 교차로                                                                                      | 남해군                                                           | 초양로 남해대로2477번길                         | 이동면                                                                                             | 국도 제19호선과 중복                                                             |
| 다정교                                                                                           | 남해군                                                           |                                                 | 이동면                                                                                             | 국도 제19호선과 중복                                                             |
| 대입현 교차로                                                                                    | 남해군                                                           | 당넘로                                          | 남해읍                                                                                             | 국도 제19호선과 중복                                                             |
| 입현 교차로                                                                                      | 남해군                                                           | 강진만로                                        | 남해읍                                                                                             | 국도 제19호선과 중복                                                             |
| 소입현 교차로                                                                                    | 남해군                                                           | 남해대로2698번길                                | 남해읍                                                                                             | 국도 제19호선과 중복                                                             |
| 입현교                                                                                           | 남해군                                                           |                                                 | 남해읍                                                                                             | 국도 제19호선과 중복                                                             |
| 유배문화박물관앞 교차로                                                                          | 남해군                                                           | 에코파크길                                      | 남해읍                                                                                             | 국도 제19호선과 중복                                                             |
| 남변사거리                                                                                       | 남해군                                                           | 스포츠로 화전로                                 | 남해읍                                                                                             | 국도 제19호선과 중복                                                             |
| 경남도립남해대학                                                                                 | 남해군                                                           |                                                 | 남해읍                                                                                             | 국도 제19호선과 중복                                                             |
| 남해지하차도                                                                                     | 남해군                                                           |                                                 | 남해읍                                                                                             | 국도 제19호선과 중복                                                             |
| 남해제일고등학교 남해시외버스터미널                                                              | 남해군                                                           |                                                 | 남해읍                                                                                             | 국도 제19호선과 중복                                                             |
| 남해 교차로                                                                                      | 남해군                                                           | 화전로                                          | 남해읍                                                                                             | 국도 제19호선과 중복                                                             |
| 동산교                                                                                           | 남해군                                                           |                                                 | 남해읍                                                                                             | 국도 제19호선과 중복                                                             |
| 심천 교차로                                                                                      | 남해군                                                           | 남해대로2984번길                                | 남해읍                                                                                             | 국도 제19호선과 중복                                                             |
| 풍산 교차로                                                                                      | 남해군                                                           | 남해대로3100번가길                              | 고현면                                                                                             | 국도 제19호선과 중복                                                             |
| 이어 교차로                                                                                      | 남해군                                                           | 화방로 남해대로3100번길                         | 고현면                                                                                             | 국도 제19호선과 중복                                                             |
| 대곡 교차로                                                                                      | 남해군                                                           | 남해대로                                        | 고현면                                                                                             | 국도 제19호선과 중복                                                             |
| 도마교                                                                                           | 남해군                                                           |                                                 | 고현면                                                                                             | 국도 제19호선과 중복                                                             |
| 성산 교차로                                                                                      | 남해군                                                           | 지방도 제1024호선 (설천로) 남해대로             | 고현면                                                                                             | 국도 제19호선과 중복 지방도 제1024호선과 중복                                    |
| 가청곡 교차로                                                                                    | 남해군                                                           | 삼봉로                                          | 고현면                                                                                             | 국도 제19호선과 중복 지방도 제1024호선과 중복                                    |
| (고현주유소)                                                                                     | 남해군                                                           | 탑동로                                          | 고현면                                                                                             | 국도 제19호선과 중복 지방도 제1024호선과 중복                                    |
| 고현교                                                                                           | 남해군                                                           |                                                 | 고현면                                                                                             | 국도 제19호선과 중복 지방도 제1024호선과 중복                                    |
| 탑동 교차로                                                                                      | 남해군                                                           | 국도 제19호선 (남해대로)                        | 고현면                                                                                             | 국도 제19호선과 중복 지방도 제1024호선과 중복                                    |
| 포상교                                                                                           | 남해군                                                           |                                                 | 고현면                                                                                             | 지방도 제1024호선과 중복                                                         |
| 삼베마을 (구 고현초등학교 갈화분교)                                                              | 남해군                                                           |                                                 | 고현면                                                                                             | 지방도 제1024호선과 중복                                                         |
| 정포삼거리                                                                                       | 남해군                                                           | 정포로                                          | 서면                                                                                               | 지방도 제1024호선과 중복                                                         |
| 중현지구복지회관 (구 성명초등학교 중현분교)                                                      | 남해군                                                           |                                                 | 서면                                                                                               | 지방도 제1024호선과 중복                                                         |
| 회룡삼거리                                                                                       | 남해군                                                           | 화방로                                          | 서면                                                                                               | 지방도 제1024호선과 중복                                                         |
| 노구리                                                                                           | 남해군                                                           |                                                 | 서면                                                                                               | 지방도 제1024호선과 중복                                                         |
| 한려대교                                                                                         | 남해군                                                           |                                                 | 서면                                                                                               | 미개통 남해군 ~ 여수시 연결                                                      |

### 전라남도
| 이름                                                  | 접속 노선                                  | 소재지                                                                                    | 소재지                                                    | 비고                                                                                  |
| ----------------------------------------------------- | ------------------------------------------ | ----------------------------------------------------------------------------------------- | --------------------------------------------------------- | ------------------------------------------------------------------------------------- |
| (해저터널)                                            |                                            | 여수시                                                                                    | 삼일동                                                    | 미개통 남해군 ~ 여수시 연결                                                           |
| 낙포부두                                              |                                            | 여수시                                                                                    | 삼일동                                                    |                                                                                       |
| 낙포삼거리                                            | 여수산단로                                 | 여수시                                                                                    | 삼일동                                                    |                                                                                       |
| 상암삼거리                                            | 망양로                                     | 여수시                                                                                    | 삼일동                                                    |                                                                                       |
| 상암초등학교                                          |                                            | 여수시                                                                                    | 삼일동                                                    |                                                                                       |
| 둔덕 나들목                                           | 국도 제17호선 (엑스포대로)                 | 여수시                                                                                    | 둔덕동                                                    |                                                                                       |
| 여도중학교 여도초등학교                               |                                            | 여수시                                                                                    | 둔덕동                                                    |                                                                                       |
| 둔덕삼거리                                            | 좌수영로                                   | 여수시                                                                                    | 둔덕동                                                    |                                                                                       |
| 시티파크리조트                                        |                                            | 여수시                                                                                    | 둔덕동                                                    |                                                                                       |
| 둔덕문입구삼거리 (전남대학교 둔덕캠퍼스)              |                                            | 여수시                                                                                    | 둔덕동                                                    |                                                                                       |
| 둔덕동행정복지센터                                    |                                            | 여수시                                                                                    | 둔덕동                                                    |                                                                                       |
| 11호광장 교차로                                       | 만성로 쌍봉로                              | 여수시                                                                                    | 둔덕동                                                    |                                                                                       |
| 성심병원앞 교차로                                     | 둔덕4길 둔덕5길                            | 여수시                                                                                    | 둔덕동                                                    |                                                                                       |
| 여수미평초등학교                                      |                                            | 여수시                                                                                    | 미평동                                                    |                                                                                       |
| 미평삼거리                                            | 미평로                                     | 여수시                                                                                    | 미평동                                                    |                                                                                       |
| 문수삼거리                                            | 문수로                                     | 여수시                                                                                    | 광림동                                                    |                                                                                       |
| 이마트 여수점 여수종합버스터미널                      |                                            | 여수시                                                                                    | 광림동                                                    |                                                                                       |
| 버스터미널앞 교차로                                   | 진남체육관길                               | 여수시                                                                                    | 광림동                                                    |                                                                                       |
| 오림삼거리                                            | 충민로                                     | 여수시                                                                                    | 광림동                                                    |                                                                                       |
| 여수진남초등학교                                      |                                            | 여수시                                                                                    | 광림동                                                    |                                                                                       |
| 연등2교                                               |                                            | 여수시                                                                                    | 광림동                                                    |                                                                                       |
|                                                       | 충무동                                     | 여수시                                                                                    |                                                           |                                                                                       |
| 여수시민회관                                          | 충무로                                     | 여수시                                                                                    |                                                           |                                                                                       |
| 한재사거리                                            | 진남로 한재로                              | 여수시                                                                                    | 서강동                                                    |                                                                                       |
| 서교동로터리                                          | 남산로 중앙로 서교1길                      | 여수시                                                                                    | 서강동                                                    |                                                                                       |
| 돌산대교입구 교차로                                   | 봉강로 신월로                              | 여수시                                                                                    | 대교동                                                    |                                                                                       |
| 봉산시장입구                                          | 봉산1로                                    | 여수시                                                                                    | 대교동                                                    |                                                                                       |
| 봉산초등학교앞                                        | 봉산2로                                    | 여수시                                                                                    | 대교동                                                    |                                                                                       |
| (돌산대교입구)                                        | 남산로                                     | 여수시                                                                                    | 대교동                                                    |                                                                                       |
| 돌산대교                                              |                                            | 여수시                                                                                    | 대교동                                                    |                                                                                       |
|                                                       | 돌산읍                                     | 여수시                                                                                    |                                                           |                                                                                       |
| 돌산공원                                              |                                            | 여수시                                                                                    |                                                           |                                                                                       |
| 돌산 교차로                                           | 국도 제17호선 (엑스포대로)                 | 여수시                                                                                    | 국도 제17호선과 중복                                      |                                                                                       |
| 세구지삼거리                                          | 강남로                                     | 여수시                                                                                    | 국도 제17호선과 중복                                      |                                                                                       |
| (이름 없음)                                           | 강남해안로                                 | 여수시                                                                                    | 국도 제17호선과 중복                                      |                                                                                       |
| 상포 교차로                                           | 마상포길                                   | 여수시                                                                                    | 국도 제17호선과 중복                                      |                                                                                       |
| 진모 교차로                                           |                                            | 여수시                                                                                    | 국도 제17호선과 중복                                      |                                                                                       |
| 굴전 교차로                                           | 안굴전길                                   | 여수시                                                                                    | 국도 제17호선과 중복                                      |                                                                                       |
| 무술목 교차로                                         | 계동로                                     | 여수시                                                                                    | 국도 제17호선과 중복                                      |                                                                                       |
| 도실 교차로                                           | 평사로                                     | 여수시                                                                                    | 국도 제17호선과 중복                                      |                                                                                       |
| 월암 교차로                                           | 월암길                                     | 여수시                                                                                    | 국도 제17호선과 중복                                      |                                                                                       |
| 둔전 교차로                                           | 둔전길                                     | 여수시                                                                                    | 국도 제17호선과 중복                                      |                                                                                       |
| 돌산중앙중학교                                        | 돌산로                                     | 여수시                                                                                    | 국도 제17호선과 중복                                      |                                                                                       |
| 돌산터널                                              |                                            | 여수시                                                                                    | 국도 제17호선과 중복 연장 998m                            |                                                                                       |
| 죽포 교차로                                           | 향일암로                                   | 여수시                                                                                    | 국도 제17호선과 중복                                      |                                                                                       |
| 서기 교차로                                           | 돌산로                                     | 여수시                                                                                    | 국도 제17호선과 중복                                      |                                                                                       |
| 서덕 교차로                                           | 승월길                                     | 여수시                                                                                    | 국도 제17호선과 중복                                      |                                                                                       |
| 덕곡재                                                |                                            | 여수시                                                                                    | 국도 제17호선과 중복                                      |                                                                                       |
| 송시 교차로                                           | 평사로                                     | 여수시                                                                                    | 국도 제17호선과 중복                                      |                                                                                       |
| 고분재                                                |                                            | 여수시                                                                                    | 국도 제17호선과 중복                                      |                                                                                       |
| 돌산읍행정복지센터                                    |                                            | 여수시                                                                                    | 국도 제17호선과 중복                                      |                                                                                       |
| 동내 교차로                                           | 망월대길                                   | 여수시                                                                                    | 국도 제17호선과 중복                                      |                                                                                       |
| 여수해양과학고등학교 돌산중학교 돌산향교 돌산초등학교 |                                            | 여수시                                                                                    | 국도 제17호선과 중복                                      |                                                                                       |
| 신복 교차로                                           | 돌산로                                     | 여수시                                                                                    | 국도 제17호선과 중복                                      |                                                                                       |
| 화태대교                                              |                                            | 여수시                                                                                    |                                                           |                                                                                       |
|                                                       | 남면                                       | 여수시                                                                                    |                                                           |                                                                                       |
| 화태 교차로                                           | 화태길 묘두길                              | 여수시                                                                                    |                                                           |                                                                                       |
| 월호대교                                              |                                            | 여수시                                                                                    | 미개통 구간 화태도 ~ 월호도 연결                          |                                                                                       |
| 월호대교                                              | 화정면                                     | 여수시                                                                                    | 미개통 구간 화태도 ~ 월호도 연결                          |                                                                                       |
| 월호도                                                | 지방도 제863호선                           | 여수시                                                                                    | 미개통 구간 지방도 제863호선과 중복                       |                                                                                       |
| 개도대교                                              |                                            | 여수시                                                                                    | 미개통 구간 지방도 제863호선과 중복 월호도 ~ 개도 연결    |                                                                                       |
| 개도                                                  |                                            | 여수시                                                                                    | 미개통 구간 지방도 제863호선과 중복                       |                                                                                       |
| 제도대교                                              |                                            | 여수시                                                                                    | 미개통 구간 지방도 제863호선과 중복 개도 ~ 제도 연결      |                                                                                       |
| 제도                                                  |                                            | 여수시                                                                                    | 미개통 구간 지방도 제863호선과 중복                       |                                                                                       |
| 화정대교                                              |                                            | 여수시                                                                                    | 미개통 구간 지방도 제863호선과 중복 제도 ~ 백야도 연결    |                                                                                       |
| (백야등대입구)                                        |                                            | 여수시                                                                                    | 지방도 제863호선과 중복                                   |                                                                                       |
| 백야삼거리                                            | 백야해안길                                 | 여수시                                                                                    | 지방도 제863호선과 중복                                   |                                                                                       |
| 화백삼거리                                            | 화백길                                     | 여수시                                                                                    | 지방도 제863호선과 중복                                   |                                                                                       |
| 백야대교                                              |                                            | 여수시                                                                                    | 지방도 제863호선과 중복                                   |                                                                                       |
|                                                       | 화양면                                     | 여수시                                                                                    | 지방도 제863호선과 중복                                   |                                                                                       |
| 안포 교차로                                           | 화양로                                     | 여수시                                                                                    | 지방도 제863호선과 중복                                   |                                                                                       |
| 삼섬 교차로                                           |                                            | 여수시                                                                                    | 지방도 제863호선과 중복                                   |                                                                                       |
| 돌산개 교차로                                         | 돌산개길                                   | 여수시                                                                                    | 지방도 제863호선과 중복                                   |                                                                                       |
| 세포3 교차로                                          | 화양로                                     | 여수시                                                                                    | 지방도 제863호선과 중복                                   |                                                                                       |
| 세포1 교차로                                          | 국가지원지방도 제22호선 (안포나진로)       | 여수시                                                                                    | 지방도 제863호선과 중복                                   |                                                                                       |
| 장등 교차로                                           | 장수로                                     | 여수시                                                                                    | 지방도 제863호선과 중복                                   |                                                                                       |
| 화양 교차로                                           | 장수안포로                                 | 여수시                                                                                    | 지방도 제863호선과 중복                                   |                                                                                       |
| 장척1 교차로                                          | 장수로                                     | 여수시                                                                                    | 지방도 제863호선과 중복                                   |                                                                                       |
| 장척2 교차로                                          | 장수로                                     | 여수시                                                                                    | 지방도 제863호선과 중복                                   |                                                                                       |
| 수문 교차로                                           | 장수신기길                                 | 여수시                                                                                    | 지방도 제863호선과 중복                                   |                                                                                       |
| 장수1 교차로                                          | 지방도 제863호선 (장수로)                  | 여수시                                                                                    | 지방도 제863호선과 중복                                   |                                                                                       |
| 장수2 교차로                                          | 자매로                                     | 여수시                                                                                    |                                                           |                                                                                       |
| 공정 교차로                                           | 지방도 제863호선 (화서로)                  | 여수시                                                                                    | 상행 진출 불가 하행 진입 불가                             |                                                                                       |
| 화양조발대교                                          |                                            | 여수시                                                                                    |                                                           |                                                                                       |
|                                                       | 화정면                                     | 여수시                                                                                    |                                                           |                                                                                       |
| 조발 교차로                                           | 조발도길                                   | 여수시                                                                                    |                                                           |                                                                                       |
| 둔병대교                                              |                                            | 여수시                                                                                    |                                                           |                                                                                       |
| 둔병 교차로                                           | 둔병도길                                   | 여수시                                                                                    |                                                           |                                                                                       |
| 낭도대교                                              |                                            | 여수시                                                                                    |                                                           |                                                                                       |
| 낭도터널                                              |                                            | 여수시                                                                                    | 연장 364m                                                 |                                                                                       |
| 낭도 교차로                                           | 낭도로                                     | 여수시                                                                                    |                                                           |                                                                                       |
| 적금대교                                              |                                            | 여수시                                                                                    |                                                           |                                                                                       |
| 적금전망 교차로                                       |                                            | 여수시                                                                                    |                                                           |                                                                                       |
| 요막교                                                |                                            | 여수시                                                                                    |                                                           |                                                                                       |
| 적금 교차로                                           | 적금뒷등길                                 | 여수시                                                                                    |                                                           |                                                                                       |
| 팔영대교                                              |                                            | 여수시                                                                                    |                                                           |                                                                                       |
|                                                       | 고흥군                                     | 영남면                                                                                    |                                                           |                                                                                       |
| 영남 교차로                                           | 고흥군                                     | 영남면                                                                                    | 팔영로 우천우두길                                         |                                                                                       |
| 점암면오산 교차로                                     | 고흥군                                     | 지방도 제843호선 (능가사로)                                                               | 점암면                                                    |                                                                                       |
| 신성삼거리                                            | 고흥군                                     | 해맞이로                                                                                  | 영남면                                                    |                                                                                       |
| 남포미술관 (구 영남중학교)                            | 고흥군                                     |                                                                                           | 영남면                                                    |                                                                                       |
| 양사삼거리                                            | 고흥군                                     | 해맞이로                                                                                  | 영남면                                                    |                                                                                       |
| 영남초등학교                                          | 고흥군                                     |                                                                                           | 영남면                                                    |                                                                                       |
| 만호삼거리                                            | 고흥군                                     | 천사로                                                                                    | 영남면                                                    |                                                                                       |
| 능정교                                                | 고흥군                                     |                                                                                           | 영남면                                                    |                                                                                       |
|                                                       | 고흥군                                     | 점암면                                                                                    |                                                           |                                                                                       |
| 해창만삼거리                                          | 고흥군                                     |                                                                                           | 포두면                                                    |                                                                                       |
| 해창만방조제 해창3교                                  | 고흥군                                     |                                                                                           | 포두면                                                    |                                                                                       |
| 오도                                                  | 고흥군                                     | 오취길                                                                                    | 포두면                                                    |                                                                                       |
| 해창만2방조제 내초교                                  | 고흥군                                     |                                                                                           | 포두면                                                    |                                                                                       |
| 옥강 교차로                                           | 고흥군                                     | 국도 제15호선 국가지원지방도 제15호선 (우주로) 외초길                                     | 포두면                                                    | 국도 제15호선과 중복 국가지원지방도 제15호선과 중복                                   |
| 포두남중학교 (폐교)                                   | 고흥군                                     |                                                                                           | 포두면                                                    | 국도 제15호선과 중복 국가지원지방도 제15호선과 중복                                   |
| 봉암1 교차로                                          | 고흥군                                     | 우주로                                                                                    | 포두면                                                    | 국도 제15호선과 중복 국가지원지방도 제15호선과 중복                                   |
| 봉암2 교차로                                          | 고흥군                                     | 우주로                                                                                    | 포두면                                                    | 국도 제15호선과 중복 국가지원지방도 제15호선과 중복                                   |
| 우산1 교차로                                          | 고흥군                                     | 우주로                                                                                    | 포두면                                                    | 국도 제15호선과 중복 국가지원지방도 제15호선과 중복                                   |
| 우산2 교차로                                          | 고흥군                                     | 우주로                                                                                    | 포두면                                                    | 국도 제15호선과 중복 국가지원지방도 제15호선과 중복                                   |
| 동래도삼거리                                          | 고흥군                                     |                                                                                           | 포두면                                                    | 국도 제15호선과 중복 국가지원지방도 제15호선과 중복                                   |
| 남성삼거리                                            | 고흥군                                     | 국도 제15호선 국가지원지방도 제15호선 (우주로)                                            | 포두면                                                    | 국도 제15호선과 중복 국가지원지방도 제15호선과 중복                                   |
| 남성초등학교 (폐교)                                   | 고흥군                                     |                                                                                           | 포두면                                                    |                                                                                       |
| 석수포삼거리                                          | 고흥군                                     | 봉산로                                                                                    | 도화면                                                    |                                                                                       |
| 발포삼거리                                            | 고흥군                                     | 지방도 제855호선 (충무사길)                                                               | 도화면                                                    | 지방도 제855호선과 중복                                                               |
| 당곤삼거리                                            | 고흥군                                     | 봉산로                                                                                    | 도화면                                                    | 지방도 제855호선과 중복                                                               |
| 도화면당오 교차로                                     | 고흥군                                     | 지방도 제855호선 (도화로)                                                                 | 도화면                                                    | 지방도 제855호선과 중복                                                               |
| 오치교                                                | 고흥군                                     | 당오천변2길                                                                               | 도화면                                                    |                                                                                       |
| 도화면이목동 교차로                                   | 고흥군                                     | 구암로 이목동길                                                                           | 도화면                                                    |                                                                                       |
| 여의천교                                              | 고흥군                                     | 더수연안길                                                                                | 도화면                                                    |                                                                                       |
| 강동교                                                | 고흥군                                     |                                                                                           | 풍양면                                                    |                                                                                       |
| 풍남삼거리                                            | 고흥군                                     | 지방도 제851호선 (풍남로)                                                                 | 풍양면                                                    |                                                                                       |
| (이름 없음)                                           | 고흥군                                     | 유자로                                                                                    | 풍양면                                                    |                                                                                       |
| 오마2교                                               | 고흥군                                     |                                                                                           | 풍양면                                                    |                                                                                       |
| 1호방조제                                             | 고흥군                                     |                                                                                           | 풍양면                                                    |                                                                                       |
|                                                       | 고흥군                                     | 도덕면                                                                                    |                                                           |                                                                                       |
| 오마1교 2호방조제                                     | 고흥군                                     |                                                                                           |                                                           |                                                                                       |
| 오마삼거리                                            | 고흥군                                     | 오마로                                                                                    |                                                           |                                                                                       |
| 3호방조제                                             | 고흥군                                     |                                                                                           |                                                           |                                                                                       |
|                                                       | 고흥군                                     | 도양읍                                                                                    |                                                           |                                                                                       |
| 봉암1교                                               | 고흥군                                     |                                                                                           |                                                           |                                                                                       |
| 봉서삼거리                                            | 고흥군                                     | 비봉로                                                                                    |                                                           |                                                                                       |
| (이름 없음)                                           | 고흥군                                     | 우주항공로 천마로                                                                         |                                                           |                                                                                       |
| 버스터미널삼거리                                      | 고흥군                                     | 천마로 번영1길                                                                            |                                                           |                                                                                       |
| 녹동오거리                                            | 고흥군                                     | 비봉로 천마로 비봉뚝길 차경길                                                             |                                                           |                                                                                       |
| 차경사거리 (용정 교차로)                              | 고흥군                                     | 국도 제27호선 (거금로) 차경구렁목길                                                       | 국도 제27호선과 중복                                      |                                                                                       |
| 상유삼거리                                            | 고흥군                                     | 고흥로                                                                                    | 국도 제27호선과 중복                                      |                                                                                       |
| 도촌 교차로                                           | 고흥군                                     | 고흥로 도촌길                                                                             | 국도 제27호선과 중복                                      | 도덕면                                                                                |
| 도덕 교차로                                           | 고흥군                                     | 고흥로                                                                                    | 국도 제27호선과 중복                                      | 도덕면                                                                                |
| 당두 교차로                                           | 고흥군                                     | 공호길                                                                                    | 국도 제27호선과 중복                                      | 풍양면                                                                                |
| 풍양 교차로                                           | 고흥군                                     | 호산로                                                                                    | 국도 제27호선과 중복                                      | 풍양면                                                                                |
| 상림 교차로                                           | 고흥군                                     | 지방도 제851호선 (고흥로)                                                                 | 국도 제27호선과 중복 상행 진출 불가 하행 진입 불가        | 풍양면                                                                                |
| 등암 교차로                                           | 고흥군                                     | 고흥로                                                                                    | 고흥읍                                                    | 국도 제27호선과 중복                                                                  |
| 봉계 교차로                                           | 고흥군                                     | 봉계2길                                                                                   | 고흥읍                                                    | 국도 제27호선과 중복                                                                  |
| 호형 교차로                                           | 고흥군                                     | 국도 제15호선 국가지원지방도 제15호선 (우주로) 봉동주공길                                 | 고흥읍                                                    | 하행 진출 불가 상행 진입 불가                                                         |
| 호형 교차로                                           | 고흥군                                     | 국도 제15호선 국가지원지방도 제15호선 (우주로) 학교길                                     | 고흥읍                                                    | 국도 제15, 27호선과 중복 국가지원지방도 제15호선과 중복 상행 진출 불가 하행 진입 불가 |
| 남계 교차로                                           | 고흥군                                     | 고흥로                                                                                    | 고흥읍                                                    | 국도 제15, 27호선과 중복 국가지원지방도 제15호선과 중복                               |
| 지등 교차로                                           | 고흥군                                     | 고흥로                                                                                    | 두원면                                                    | 국도 제15, 27호선과 중복 국가지원지방도 제15호선과 중복                               |
| 운대 교차로                                           | 고흥군                                     | 지방도 제830호선 (두원운석길) 고흥로 금오길                                               | 두원면                                                    | 국도 제15, 27호선과 중복 국가지원지방도 제15호선과 중복                               |
| 신안 교차로                                           | 고흥군                                     | 고흥로                                                                                    | 점암면                                                    | 국도 제15, 27호선과 중복 국가지원지방도 제15호선과 중복                               |
| 연봉 교차로                                           | 고흥군                                     | 지방도 제855호선 (해창로) 고흥로                                                          | 점암면                                                    | 국도 제15, 27호선과 중복 국가지원지방도 제15호선과 중복                               |
| 석봉 교차로                                           | 고흥군                                     | 과역로                                                                                    | 과역면                                                    | 국도 제15, 27호선과 중복 국가지원지방도 제15호선과 중복                               |
| 과역 교차로                                           | 고흥군                                     | 고흥로                                                                                    | 과역면                                                    | 국도 제15, 27호선과 중복 국가지원지방도 제15호선과 중복                               |
| 노송 교차로                                           | 고흥군                                     | 고흥로 과역로                                                                             | 과역면                                                    | 국도 제15, 27호선과 중복 국가지원지방도 제15호선과 중복                               |
| 남양 교차로                                           | 고흥군                                     | 고흥로 남양로 남양희망길                                                                  | 남양면                                                    | 국도 제15, 27호선과 중복 국가지원지방도 제15호선과 중복                               |
| 탄포 교차로                                           | 고흥군                                     | 국도 제15호선 국도 제27호선 국가지원지방도 제15호선 (우주항공로) 고흥로 아평길 운교주곡길 | 남양면                                                    | 국도 제15, 27호선과 중복 국가지원지방도 제15호선과 중복                               |
| 탄포삼거리                                            | 고흥군                                     | 고흥로                                                                                    | 남양면                                                    |                                                                                       |
| 대서면상남리 교차로                                   | 고흥군                                     | 송림로                                                                                    | 대서면                                                    |                                                                                       |
| 석장사거리                                            | 고흥군                                     | 동서로                                                                                    | 대서면                                                    |                                                                                       |
| 남정삼거리                                            | 고흥군                                     | 동서로                                                                                    | 대서면                                                    |                                                                                       |
| 매현교                                                |                                            | 보성군                                                                                    | 조성면                                                    |                                                                                       |
| 조성회전 교차로                                       | 조성로                                     | 보성군                                                                                    | 조성면                                                    |                                                                                       |
| 신월삼거리                                            | 국도 제2호선 지방도 제843호선 (녹색로)     | 보성군                                                                                    | 조성면                                                    | 국도 제2호선과 중복 지방도 제843호선과 중복                                           |
| 조성삼거리                                            | 조성로                                     | 보성군                                                                                    | 조성면                                                    | 국도 제2호선과 중복 지방도 제843호선과 중복                                           |
| 조성남초등학교                                        |                                            | 보성군                                                                                    | 조성면                                                    | 국도 제2호선과 중복 지방도 제843호선과 중복                                           |
| 예당사거리                                            | 예당길 파청길                              | 보성군                                                                                    | 득량면                                                    | 국도 제2호선과 중복 지방도 제843호선과 중복                                           |
| 군두사거리                                            | 지방도 제843호선 지방도 제845호선 (충의로) | 보성군                                                                                    | 득량면                                                    | 국도 제2호선과 중복 지방도 제843호선과 중복                                           |
| 그럭재                                                |                                            | 보성군                                                                                    | 득량면                                                    | 국도 제2호선과 중복                                                                   |
| 그럭재                                                | 미력면                                     | 보성군                                                                                    |                                                           | 국도 제2호선과 중복                                                                   |
| 초당 교차로                                           | 국도 제18호선 (화보로) 흥성로              | 보성군                                                                                    | 국도 제2, 18호선과 중복                                   |                                                                                       |
| 장수 교차로                                           | 국도 제2호선 (녹색로)                      | 보성군                                                                                    | 국도 제2, 18호선과 중복                                   | 보성읍                                                                                |
| 온수 교차로                                           |                                            | 보성군                                                                                    | 국도 제18호선과 중복                                      | 보성읍                                                                                |
| 봇재 교차로                                           | 보성녹차밭                                 | 보성군                                                                                    | 국도 제18호선과 중복                                      | 회천면                                                                                |
| 밤고개삼거리                                          | 지방도 제845호선 (남부관광로)              | 보성군                                                                                    | 국도 제18호선과 중복                                      | 회천면                                                                                |
| 회령삼거리                                            | 지방도 제895호선 (일림로)                  | 보성군                                                                                    | 국도 제18호선과 중복                                      | 회천면                                                                                |
| 회령삼거리                                            | 지방도 제845호선 (남부관광로)              | 보성군                                                                                    | 국도 제18호선과 중복                                      | 회천면                                                                                |
| 용곡 교차로                                           | 지방도 제819호선 (수문용곡로)              | 장흥군                                                                                    | 국도 제18호선과 중복                                      | 안양면                                                                                |
| 수문터널                                              |                                            | 장흥군                                                                                    | 국도 제18호선과 중복 연장 180m                            | 안양면                                                                                |
| 수락 교차로                                           | 수문용곡로 수락길                          | 장흥군                                                                                    | 국도 제18호선과 중복                                      | 안양면                                                                                |
| 신촌 교차로                                           | 안양로                                     | 장흥군                                                                                    | 국도 제18호선과 중복                                      | 안양면                                                                                |
| 사촌 교차로                                           | 수문용곡로                                 | 장흥군                                                                                    | 국도 제18호선과 중복                                      | 안양면                                                                                |
| 운정사거리                                            | 안양로                                     | 장흥군                                                                                    | 국도 제18호선과 중복                                      | 안양면                                                                                |
| 수양삼거리                                            | 국도 제18호선 (남부관광로)                 | 장흥군                                                                                    | 국도 제18호선과 중복                                      | 안양면                                                                                |
| 풍암삼거리                                            | 안양로                                     | 장흥군                                                                                    |                                                           | 안양면                                                                                |
| 용산면차동리 교차로                                   | 덕암풍길로                                 | 장흥군                                                                                    | 용산면                                                    |                                                                                       |
| 계산초등학교 (폐교)                                   |                                            | 장흥군                                                                                    | 용산면                                                    |                                                                                       |
| 용산면인암리 교차로                                   | 인암길                                     | 장흥군                                                                                    | 용산면                                                    |                                                                                       |
| 장흥용산중학교                                        |                                            | 장흥군                                                                                    | 용산면                                                    |                                                                                       |
| 용산삼거리                                            | 국도 제23호선 (장흥대로)                   | 장흥군                                                                                    | 용산면                                                    | 국도 제23호선과 중복                                                                  |
| 용산면 행정복지센터 용산초등학교                      |                                            | 장흥군                                                                                    | 용산면                                                    | 국도 제23호선과 중복                                                                  |
| 접정삼거리                                            | 접정남포로                                 | 장흥군                                                                                    | 용산면                                                    | 국도 제23호선과 중복                                                                  |
| 솔치재 교차로                                         | 관산로                                     | 장흥군                                                                                    | 용산면                                                    | 국도 제23호선과 중복                                                                  |
| 솔치재                                                |                                            | 장흥군                                                                                    | 용산면                                                    | 국도 제23호선과 중복                                                                  |
|                                                       | 관산읍                                     | 장흥군                                                                                    |                                                           | 국도 제23호선과 중복                                                                  |
| (이름 없음)                                           | 지방도 제827호선 (정남진로)                | 장흥군                                                                                    |                                                           | 국도 제23호선과 중복                                                                  |
| 방촌사거리                                            | 관산로 천관산길                            | 장흥군                                                                                    |                                                           | 국도 제23호선과 중복                                                                  |
| 방촌삼거리                                            | 방촌길 방촌1길                             | 장흥군                                                                                    |                                                           | 국도 제23호선과 중복                                                                  |
| 관산남초등학교                                        |                                            | 장흥군                                                                                    |                                                           | 국도 제23호선과 중복                                                                  |
| 삼산방조제 교차로                                     | 삼산로                                     | 장흥군                                                                                    |                                                           | 국도 제23호선과 중복                                                                  |
| 관흥삼거리                                            | 관흥회진로                                 | 장흥군                                                                                    |                                                           | 국도 제23호선과 중복                                                                  |
| 연지 교차로                                           | 지방도 제819호선 (회진로)                  | 장흥군                                                                                    | 대덕읍                                                    | 국도 제23호선과 중복                                                                  |
| (이름 없음)                                           | 도청신월로                                 | 장흥군                                                                                    | 대덕읍                                                    | 국도 제23호선과 중복                                                                  |
| 신리삼거리                                            | 신리용암로                                 | 장흥군                                                                                    | 대덕읍                                                    | 국도 제23호선과 중복                                                                  |
| 하분교                                                |                                            | 장흥군                                                                                    | 대덕읍                                                    | 국도 제23호선과 중복                                                                  |
|                                                       | 강진군                                     | 마량면                                                                                    |                                                           | 국도 제23호선과 중복                                                                  |
| 숙마삼거리                                            | 강진군                                     | 마량면                                                                                    | 삼마로                                                    | 국도 제23호선과 중복                                                                  |
| 영동삼거리                                            | 강진군                                     | 마량면                                                                                    | 미항로                                                    | 국도 제23호선과 중복                                                                  |
| 마량 교차로                                           | 강진군                                     | 마량면                                                                                    | 국도 제23호선 (청자로)                                    | 국도 제23호선과 중복                                                                  |
| 신마 교차로                                           | 강진군                                     | 마량면                                                                                    | 삼마로                                                    |                                                                                       |
| 고금대교                                              | 강진군                                     | 마량면                                                                                    |                                                           |                                                                                       |
|                                                       | 완도군                                     | 고금면                                                                                    |                                                           |                                                                                       |
| 고금 교차로                                           | 완도군                                     | 고금면                                                                                    | 교성길                                                    |                                                                                       |
| 한국전력 고금센터                                     | 완도군                                     | 고금면                                                                                    | 국도 제27호선 지방도 제830호선 (고금동로)                 |                                                                                       |
| 고금초교앞 교차로                                     | 완도군                                     | 고금면                                                                                    | 고금동로 고금서로                                         |                                                                                       |
| 고금남초등학교(폐교)                                  | 완도군                                     | 고금면                                                                                    |                                                           |                                                                                       |
| 고금 교차로                                           | 완도군                                     | 고금면                                                                                    | 고금로                                                    |                                                                                       |
| 상정졸음쉼터                                          | 완도군                                     | 고금면                                                                                    |                                                           | 상행 전용                                                                             |
| 장보고대교                                            | 완도군                                     | 고금면                                                                                    |                                                           |                                                                                       |
|                                                       | 완도군                                     | 신지면                                                                                    |                                                           |                                                                                       |
| 송곡졸음쉼터                                          | 완도군                                     |                                                                                           | 하행 전용                                                 |                                                                                       |
| 송곡마을 교차로                                       | 완도군                                     | 신지로                                                                                    |                                                           |                                                                                       |
| 신지 교차로                                           | 완도군                                     | 국가지원지방도 제13호선 (완도로)                                                          | 국가지원지방도 제13호선과 중복                            |                                                                                       |
| 뒷골 교차로                                           | 완도군                                     |                                                                                           | 국가지원지방도 제13호선과 중복                            |                                                                                       |
| 물하태 교차로                                         | 완도군                                     | 신지로6번길                                                                               | 국가지원지방도 제13호선과 중복                            |                                                                                       |
| 강독 교차로                                           | 완도군                                     | 강독길                                                                                    | 국가지원지방도 제13호선과 중복                            |                                                                                       |
| 신지대교                                              | 완도군                                     |                                                                                           | 국가지원지방도 제13호선과 중복                            |                                                                                       |
|                                                       | 완도군                                     | 완도읍                                                                                    | 국가지원지방도 제13호선과 중복                            |                                                                                       |
| 완도 교차로                                           | 완도군                                     | 국도 제13호선 (완도로)                                                                    | 국가지원지방도 제13호선과 중복                            |                                                                                       |
| 완도수산고등학교                                      | 완도군                                     |                                                                                           |                                                           |                                                                                       |
| 완도읍가용리 교차로                                   | 완도군                                     | 장보고대로 개포로                                                                         |                                                           |                                                                                       |
| 완도종합운동장                                        | 완도군                                     |                                                                                           |                                                           |                                                                                       |
| 완도읍망석리 교차로                                   | 완도군                                     | 청해진남로                                                                                |                                                           |                                                                                       |
| 완도읍석장리 교차로                                   | 완도군                                     |                                                                                           |                                                           |                                                                                       |
| 완도초등학교 구계분교 (폐교)                          | 완도군                                     |                                                                                           |                                                           |                                                                                       |
| 완도읍사정리 교차로                                   | 완도군                                     | 구계등길                                                                                  |                                                           |                                                                                       |
| 완도읍정도리 교차로                                   | 완도군                                     | 화흥포길                                                                                  |                                                           |                                                                                       |
| 화흥초등학교 해신촬영장                               | 완도군                                     |                                                                                           |                                                           |                                                                                       |
| 군외면삼두리 교차로                                   | 완도군                                     | 청해진서로1598번길                                                                        | 군외면                                                    |                                                                                       |
| 군외남초등학교 (폐교)                                 | 완도군                                     |                                                                                           | 군외면                                                    |                                                                                       |
| 수목원삼거리                                          | 완도군                                     | 청해진북로                                                                                | 군외면                                                    |                                                                                       |
| 군외초등학교 군외면 행정복지센터 원동공용버스정류장   | 완도군                                     |                                                                                           | 군외면                                                    |                                                                                       |
| 원동 교차로                                           | 완도군                                     | 국도 제13호선 (완도로)                                                                    | 군외면                                                    | 국도 제13호선과 중복                                                                  |
| 완도대교                                              | 완도군                                     |                                                                                           | 군외면                                                    | 국도 제13호선과 중복                                                                  |
| 달도 교차로                                           | 완도군                                     | 청해진로                                                                                  | 군외면                                                    | 국도 제13호선과 중복                                                                  |
| 남창교                                                | 완도군                                     |                                                                                           | 군외면                                                    | 국도 제13호선과 중복                                                                  |
|                                                       | 해남군                                     | 북평면                                                                                    |                                                           | 국도 제13호선과 중복                                                                  |
| 남창 교차로                                           | 해남군                                     | 북평면                                                                                    | 국도 제13호선 (땅끝대로) 국가지원지방도 제55호선 (백도로) | 국도 제13호선과 중복                                                                  |
| 북평남초등학교 (폐교) 남성항                          | 해남군                                     | 북평면                                                                                    |                                                           |                                                                                       |
| 땅끝조각공원                                          | 해남군                                     |                                                                                           | 송지면                                                    |                                                                                       |
| 송지면갈두리 교차로                                   | 해남군                                     | 땅끝마을길                                                                                | 송지면                                                    |                                                                                       |
| 송호해수욕장 땅끝황토나라                             | 해남군                                     |                                                                                           | 송지면                                                    |                                                                                       |
| 대죽삼거리                                            | 해남군                                     | 대죽길                                                                                    | 송지면                                                    |                                                                                       |
| 엄남삼거리                                            | 해남군                                     | 엄남포길                                                                                  | 송지면                                                    |                                                                                       |
| 송지면산정리 교차로                                   | 해남군                                     | 산정길 엄남포길                                                                           | 송지면                                                    |                                                                                       |
| 산정사거리                                            | 해남군                                     | 어란로 산정길                                                                             | 송지면                                                    |                                                                                       |
| 미학1교 미학2교                                       | 해남군                                     |                                                                                           | 송지면                                                    |                                                                                       |
| 송지면신평리 교차로                                   | 해남군                                     | 미야길                                                                                    | 송지면                                                    |                                                                                       |
| 송암교                                                | 해남군                                     |                                                                                           | 송지면                                                    |                                                                                       |
| 송암 교차로                                           | 해남군                                     | 땅끝해안로                                                                                | 송지면                                                    |                                                                                       |
| 현산교                                                | 해남군                                     |                                                                                           | 송지면                                                    |                                                                                       |
|                                                       | 해남군                                     | 현산면                                                                                    |                                                           |                                                                                       |
| 화산교                                                | 해남군                                     |                                                                                           | 화산면                                                    |                                                                                       |
| 화산면안호리 교차로                                   | 해남군                                     | 서재길                                                                                    | 화산면                                                    |                                                                                       |
| 안호 교차로                                           | 해남군                                     | 중정길                                                                                    | 화산면                                                    |                                                                                       |
| 평호 교차로                                           | 해남군                                     | 송평로                                                                                    | 화산면                                                    |                                                                                       |
| 화산남초등학교                                        | 해남군                                     |                                                                                           | 화산면                                                    |                                                                                       |
| 시목삼거리                                            | 해남군                                     | 서재길                                                                                    | 화산면                                                    |                                                                                       |
| 화산삼거리                                            | 해남군                                     | 해남화산로                                                                                | 화산면                                                    |                                                                                       |
| 화산면행정복지센터                                    | 해남군                                     |                                                                                           | 화산면                                                    |                                                                                       |
| 월호삼거리                                            | 해남군                                     | 해남화산로                                                                                | 화산면                                                    |                                                                                       |
| 율동삼거리                                            | 해남군                                     | 북부길                                                                                    | 화산면                                                    |                                                                                       |
| 고천암방조제                                          | 해남군                                     |                                                                                           | 화산면                                                    |                                                                                       |
|                                                       | 해남군                                     | 황산면                                                                                    |                                                           |                                                                                       |
| 황산면신정리 교차로                                   | 해남군                                     | 송한길                                                                                    |                                                           |                                                                                       |
| 남리 교차로                                           | 해남군                                     | 국도 제18호선 (공룡대로)                                                                  | 국도 제18호선과 중복                                      |                                                                                       |
| 관춘 교차로                                           | 해남군                                     | 명량로                                                                                    | 국도 제18호선과 중복                                      |                                                                                       |
| 사교 교차로                                           | 해남군                                     | 명량로                                                                                    | 국도 제18호선과 중복                                      | 문내면                                                                                |
| 우수영 교차로                                         | 해남군                                     | 국도 제18호선 지방도 제801호선 (관광레저로) 지방도 제803호선 (공룡대로)                   | 국도 제18호선과 중복 지방도 제801호선과 중복              | 문내면                                                                                |
| 석교 교차로                                           | 해남군                                     | 지방도 제801호선 (문내화원로)                                                             | 지방도 제801호선과 중복                                   | 문내면                                                                                |
| 난대 교차로                                           | 해남군                                     | 난대길                                                                                    |                                                           | 문내면                                                                                |
| 외암 교차로                                           | 해남군                                     | 외암길                                                                                    |                                                           | 문내면                                                                                |
| 공영 교차로                                           | 해남군                                     | 공영길                                                                                    |                                                           | 문내면                                                                                |
| 장춘 교차로                                           | 해남군                                     | 개초길 일성길                                                                             | 화원면                                                    |                                                                                       |
| 이목 교차로                                           | 해남군                                     | 벗등길                                                                                    | 화원면                                                    |                                                                                       |
| 성산 교차로                                           | 해남군                                     | 관광로 문내화원로 신덕호길                                                                | 화원면                                                    |                                                                                       |
| 청룡교                                                | 해남군                                     |                                                                                           | 화원면                                                    |                                                                                       |
| 영호 교차로                                           | 해남군                                     | 청용길                                                                                    | 화원면                                                    |                                                                                       |
| 구지 교차로                                           | 해남군                                     | 국가지원지방도 제49호선 (관광레저로)                                                      | 화원면                                                    |                                                                                       |
| (월호슈퍼)                                            | 해남군                                     | 관광로                                                                                    | 화원면                                                    |                                                                                       |
| 화원초등학교 화원북분교 (폐교)                        | 해남군                                     |                                                                                           | 화원면                                                    |                                                                                       |
| 매월리                                                | 해남군                                     |                                                                                           | 화원면                                                    |                                                                                       |
| (교량 이름 미상)                                      | 해남군                                     |                                                                                           | 화원면                                                    | 미개통 구간 화원면 ~ 달리도 연결                                                      |
| (교량 이름 미상)                                      |                                            | 목포시                                                                                    | 유달동                                                    | 미개통 구간 화원면 ~ 달리도 연결                                                      |
| 달리도                                                |                                            | 목포시                                                                                    | 유달동                                                    | 미개통 구간                                                                           |
| (교량 이름 미상)                                      |                                            | 목포시                                                                                    | 유달동                                                    | 미개통 구간 달리도 ~ 율도 연결                                                        |
| 율도                                                  |                                            | 목포시                                                                                    | 유달동                                                    | 미개통 구간                                                                           |
| (교량 이름 미상)                                      |                                            | 목포시                                                                                    | 유달동                                                    | 미개통 구간 율도 ~ 압해도 연결                                                        |
| (교량 이름 미상)                                      |                                            | 신안군                                                                                    | 압해읍                                                    | 미개통 구간 율도 ~ 압해도 연결                                                        |
| 압해도선착장                                          |                                            | 신안군                                                                                    | 압해읍                                                    | 압해 ~ 화원간 도로 개통전 지정 구간                                                   |
| (이름 없음)                                           | 장감길                                     | 신안군                                                                                    | 압해읍                                                    | 압해 ~ 화원간 도로 개통전 지정 구간                                                   |
| 신안군청                                              |                                            | 신안군                                                                                    | 압해읍                                                    | 압해 ~ 화원간 도로 개통전 지정 구간                                                   |
| 신장 교차로                                           | 국도 제2호선 (압해로)                      | 신안군                                                                                    | 압해읍                                                    | 국도 제2호선과 중복                                                                   |
| (압해농협 신장지소)                                   | 수련의금길                                 | 신안군                                                                                    | 압해읍                                                    | 국도 제2호선과 중복                                                                   |
| 압해동초등학교                                        |                                            | 신안군                                                                                    | 압해읍                                                    | 국도 제2호선과 중복                                                                   |
| 분매리                                                | 거룡길 두지숭의길                          | 신안군                                                                                    | 압해읍                                                    | 국도 제2호선과 중복                                                                   |
| 한국국토정보공사 신안지사 신안군립도서관              |                                            | 신안군                                                                                    | 압해읍                                                    | 국도 제2호선과 중복                                                                   |
| 압해읍사무소                                          | 구항길                                     | 신안군                                                                                    | 압해읍                                                    | 국도 제2호선과 중복                                                                   |
| 압해읍삼거리                                          | 국도 제2호선 (압해로)                      | 신안군                                                                                    | 압해읍                                                    | 국도 제2호선과 중복                                                                   |
| 압해초등학교 신안군민체육관                           |                                            | 신안군                                                                                    | 압해읍                                                    |                                                                                       |
| (이름 없음)                                           | 가룡길                                     | 신안군                                                                                    | 압해읍                                                    |                                                                                       |
| 복룡 교차로                                           | 복룡로                                     | 신안군                                                                                    | 압해읍                                                    |                                                                                       |
| 김대중대교                                            |                                            | 신안군                                                                                    | 압해읍                                                    |                                                                                       |
|                                                       | 무안군                                     | 운남면                                                                                    |                                                           |                                                                                       |
| 성내 교차로                                           | 무안군                                     | 운남면                                                                                    | 영해로                                                    |                                                                                       |
| 연리 교차로                                           | 무안군                                     | 운남면                                                                                    | 운해로                                                    |                                                                                       |
| 팔학 교차로                                           | 무안군                                     | 운남면                                                                                    | 영해로                                                    |                                                                                       |
| 두곡 교차로                                           | 무안군                                     | 운남면                                                                                    | 운남신촌길                                                |                                                                                       |
| 송현 교차로                                           | 무안군                                     | 조금나루길                                                                                | 망운면                                                    |                                                                                       |
| 망운 교차로                                           | 무안군                                     | 공항로                                                                                    | 망운면                                                    | 무안국제공항과 연결                                                                   |
| 목동 교차로                                           | 무안군                                     | 국도 제24호선 (공항로)                                                                    | 현경면                                                    | 국도 제24호선과 중복                                                                  |
| 송정 교차로                                           | 무안군                                     | 상수장길                                                                                  | 현경면                                                    | 국도 제24호선과 중복                                                                  |
| 송정교                                                | 무안군                                     |                                                                                           | 현경면                                                    | 국도 제24호선과 중복                                                                  |
| 용정 교차로                                           | 무안군                                     | 봉월로                                                                                    | 현경면                                                    | 국도 제24호선과 중복                                                                  |
| 용정교 사은2교 사은1교                                | 무안군                                     |                                                                                           | 현경면                                                    | 국도 제24호선과 중복                                                                  |
| 마산 교차로                                           | 무안군                                     | 마산길 신정길                                                                             | 현경면                                                    | 국도 제24호선과 중복                                                                  |
| 거란천교                                              | 무안군                                     |                                                                                           | 현경면                                                    | 국도 제24호선과 중복                                                                  |
| 홀통 교차로                                           | 무안군                                     | 마산길                                                                                    | 현경면                                                    | 국도 제24호선과 중복                                                                  |
| 진등 교차로                                           | 무안군                                     | 가입길                                                                                    | 현경면                                                    | 국도 제24호선과 중복                                                                  |
| 수암 교차로                                           | 무안군                                     | 국도 제24호선 (해제지도로)                                                                | 해제면                                                    | 국도 제24호선과 중복                                                                  |
| (이름 없음)                                           | 무안군                                     | 달바위길                                                                                  | 해제면                                                    |                                                                                       |
| 학천 교차로                                           | 무안군                                     | 지방도 제805호선 (현해로)                                                                 | 해제면                                                    | 지방도 제805호선과 중복                                                               |
| 해제동초등학교 (폐교)                                 | 무안군                                     |                                                                                           | 해제면                                                    | 지방도 제805호선과 중복                                                               |
| 광주여대학생수련원                                    | 무안군                                     |                                                                                           | 해제면                                                    | 지방도 제805호선과 중복                                                               |
| 도리포 교차로                                         | 무안군                                     | 만송로                                                                                    | 해제면                                                    | 지방도 제805호선과 중복                                                               |
| 칠산대교                                              | 무안군                                     |                                                                                           | 해제면                                                    | 지방도 제805호선과 중복                                                               |
|                                                       | 영광군                                     | 염산면                                                                                    |                                                           | 지방도 제805호선과 중복                                                               |
| 향화도 교차로                                         | 영광군                                     | 염산면                                                                                    | 향화로                                                    | 지방도 제805호선과 중복                                                               |
| 대무 교차로                                           | 영광군                                     | 염산면                                                                                    | 향화로1길                                                 | 지방도 제805호선과 중복                                                               |
| 옥실 교차로                                           | 영광군                                     | 염산면                                                                                    | 지방도 제808호선 (손무로)                                 | 지방도 제805, 808호선과 중복                                                          |
| 송흥초등학교 (폐교)                                   | 영광군                                     | 염산면                                                                                    |                                                           | 지방도 제805, 808호선과 중복                                                          |
| 송정 교차로                                           | 영광군                                     | 염산면                                                                                    | 향화로3길                                                 | 지방도 제805, 808호선과 중복                                                          |
| 신오 교차로                                           | 영광군                                     | 염산면                                                                                    | 향화로 오동길                                             | 지방도 제805, 808호선과 중복                                                          |
| 오동천1교 오동천2교                                   | 영광군                                     | 염산면                                                                                    |                                                           | 지방도 제805, 808호선과 중복                                                          |
| 봉전 교차로                                           | 영광군                                     | 염산면                                                                                    | 지방도 제808호선 (천년로)                                 | 지방도 제805, 808호선과 중복                                                          |
| 염산면소재지                                          | 영광군                                     | 염산면                                                                                    | 향화로                                                    | 지방도 제805호선과 중복                                                               |
| 염산면사무소                                          | 영광군                                     | 염산면                                                                                    | 칠산로 칠산로1길                                          | 지방도 제805호선과 중복                                                               |
| 염산초등학교                                          | 영광군                                     | 염산면                                                                                    | 칠산로3길                                                 | 지방도 제805호선과 중복                                                               |
| 야월삼거리                                            | 영광군                                     | 염산면                                                                                    | 봉덕로                                                    | 지방도 제805호선과 중복                                                               |
| 두우 교차로                                           | 영광군                                     | 염산면                                                                                    | 창우로                                                    | 지방도 제805호선과 중복                                                               |
| 야월 교차로                                           | 영광군                                     | 염산면                                                                                    | 창우로                                                    | 지방도 제805호선과 중복                                                               |
| 선바위 교차로                                         | 영광군                                     | 염산면                                                                                    | 봉덕로                                                    | 지방도 제805호선과 중복                                                               |
| 송암 교차로                                           | 영광군                                     | 염산면                                                                                    | 봉덕로                                                    | 지방도 제805호선과 중복                                                               |
| 불갑천교                                              | 영광군                                     | 염산면                                                                                    |                                                           | 지방도 제805호선과 중복                                                               |
|                                                       | 영광군                                     | 백수읍                                                                                    |                                                           | 지방도 제805호선과 중복                                                               |
| 하사 교차로                                           | 영광군                                     | 백수로                                                                                    |                                                           | 지방도 제805호선과 중복                                                               |
| 하사삼거리                                            | 영광군                                     | 염백로                                                                                    |                                                           | 지방도 제805호선과 중복                                                               |
| 지산교                                                | 영광군                                     |                                                                                           |                                                           | 지방도 제805호선과 중복                                                               |
| 대전삼거리                                            | 영광군                                     | 지방도 제805호선 (백수로)                                                                 |                                                           | 지방도 제805호선과 중복                                                               |
| 백수서초등학교 홍곡분교 (폐교)                        | 영광군                                     |                                                                                           |                                                           |                                                                                       |
| (이름 없음)                                           | 영광군                                     | 해안로                                                                                    |                                                           |                                                                                       |
| 대신1교 대신2교                                       | 영광군                                     |                                                                                           |                                                           |                                                                                       |
| 대신3교                                               | 영광군                                     | 해안로                                                                                    |                                                           |                                                                                       |
| 목단 교차로                                           | 영광군                                     | 해안로                                                                                    |                                                           |                                                                                       |
| 영광대교                                              | 영광군                                     |                                                                                           |                                                           |                                                                                       |
|                                                       | 영광군                                     | 홍농읍                                                                                    |                                                           |                                                                                       |
| 목맥 교차로                                           | 영광군                                     | 칠곡로                                                                                    |                                                           |                                                                                       |
| 월곡 교차로                                           | 영광군                                     | 칠곡로 칠곡로2길                                                                          |                                                           |                                                                                       |
| 칠곡삼거리                                            | 영광군                                     | 지방도 제842호선 (가마미로)                                                               | 지방도 제842호선과 중복                                   |                                                                                       |
| 홍농남초등학교 (폐교)                                 | 영광군                                     |                                                                                           | 지방도 제842호선과 중복                                   |                                                                                       |
| 홍농읍상하리 교차로                                   | 영광군                                     | 국가지원지방도 제15호선 지방도 제842호선 (연우로)                                         | 지방도 제842호선과 중복 국가지원지방도 제15호선과 중복    |                                                                                       |
| 홍농사거리                                            | 영광군                                     | 국가지원지방도 제15호선 (홍농로)                                                          | 국가지원지방도 제15호선과 중복                            |                                                                                       |
| 홍농초등학교 동명분교 (폐교)                          | 영광군                                     |                                                                                           |                                                           |                                                                                       |
| 가학삼거리                                            | 영광군                                     | 샘목로                                                                                    |                                                           |                                                                                       |
| 월평삼거리                                            | 영광군                                     | 진덕로                                                                                    |                                                           |                                                                                       |
| 월암리                                                | 영광군                                     |                                                                                           |                                                           |                                                                                       |

- 공사구간 (2023년 완공 예정) : 신장 교차로 ~ 복룡 교차로

### 전북특별자치도
| 이름                    | 접속 노선                                        | 소재지 | 소재지                               | 비고                                                                        |
| ----------------------- | ------------------------------------------------ | ------ | ------------------------------------ | --------------------------------------------------------------------------- |
| 용대리                  |                                                  | 고창군 | 상하면                               |                                                                             |
| 용대삼거리              | 국도 제22호선 국가지원지방도 제15호선 (선운대로) | 고창군 | 상하면                               | 국도 제22호선과 중복 국가지원지방도 제15호선과 중복                         |
| 용덕삼거리              | 상하로                                           | 고창군 | 상하면                               | 국도 제22호선과 중복 국가지원지방도 제15호선과 중복                         |
| 상하 교차로             | 지방도 제733호선 (진암구시포로)                  | 고창군 | 상하면                               | 국도 제22호선과 중복 국가지원지방도 제15호선과 중복 지방도 제733호선과 중복 |
| 신사거리                | 상하1길                                          | 고창군 | 상하면                               | 국도 제22호선과 중복 국가지원지방도 제15호선과 중복 지방도 제733호선과 중복 |
| 상하터미널              |                                                  | 고창군 | 상하면                               | 국도 제22호선과 중복 국가지원지방도 제15호선과 중복 지방도 제733호선과 중복 |
| 검산삼거리              | 상하로                                           | 고창군 | 상하면                               | 국도 제22호선과 중복 국가지원지방도 제15호선과 중복 지방도 제733호선과 중복 |
| 지로사거리              | 지방도 제733호선 (나성로)                        | 고창군 | 해리면                               | 국도 제22호선과 중복 국가지원지방도 제15호선과 중복 지방도 제733호선과 중복 |
| 방축삼거리              | 사반로                                           | 고창군 | 해리면                               | 국도 제22호선과 중복 국가지원지방도 제15호선과 중복                         |
| 왕거삼거리              |                                                  | 고창군 | 해리면                               | 국도 제22호선과 중복 국가지원지방도 제15호선과 중복                         |
| 궁산삼거리              | 국가지원지방도 제15호선 (동서대로)               | 고창군 | 해리면                               | 국도 제22호선과 중복 국가지원지방도 제15호선과 중복                         |
| 팔형치사거리            | 국도 제22호선 (선운대로)                         | 고창군 | 해리면                               | 국도 제22호선과 중복                                                        |
| 목동 교차로             | 봉수로                                           | 고창군 | 해리면                               |                                                                             |
| 동호 교차로             | 애향갯벌로                                       | 고창군 | 해리면                               |                                                                             |
| 동호해수욕장            |                                                  | 고창군 | 해리면                               |                                                                             |
| 노을대교                |                                                  | 고창군 | 해리면                               |                                                                             |
|                         | 부안군                                           | 변산면 |                                      |                                                                             |
| 도청리                  | 부안군                                           | 변산면 | 국도 제30호선 (변산로)               | 국도 제30호선과 중복                                                        |
| 언포 교차로             | 부안군                                           | 변산면 | 격포로 궁항로                        | 국도 제30호선과 중복                                                        |
| 도청 교차로             | 부안군                                           | 변산면 | 격포로                               | 국도 제30호선과 중복                                                        |
| 격포 교차로             | 부안군                                           | 변산면 | 격포로                               | 국도 제30호선과 중복                                                        |
| 종암 교차로             | 부안군                                           | 변산면 | 격포로 마포로                        | 국도 제30호선과 중복                                                        |
| 마포 교차로             | 부안군                                           | 변산면 | 지방도 제736호선 (마포로)            | 국도 제30호선과 중복 지방도 제736호선과 중복                                |
| 운산 교차로             | 부안군                                           | 변산면 | 지방도 제736호선 (지서로) 변산해변로 | 국도 제30호선과 중복 지방도 제736호선과 중복                                |
| 변산 교차로             | 부안군                                           | 변산면 | 지서로                               | 국도 제30호선과 중복                                                        |
| 변산터널                | 부안군                                           | 변산면 |                                      | 국도 제30호선과 중복 상행 연장 285m 하행 연장 330m                          |
| 방포 교차로             | 부안군                                           | 변산면 | 변산우회길                           | 국도 제30호선과 중복 상행 진출 불가 하행 진입 불가                          |
| 대항 교차로             | 부안군                                           | 변산면 | 변산로                               | 국도 제30호선과 중복                                                        |
| 새만금 교차로           | 부안군                                           | 변산면 | 국도 제30호선 (변산바다로)           | 국도 제30호선과 중복                                                        |
| 새만금 방조제 (1호)     | 부안군                                           | 변산면 |                                      |                                                                             |
| 가력도공원 (가력휴게소) | 부안군                                           | 변산면 |                                      |                                                                             |
| 가력배수갑문            | 부안군                                           | 변산면 |                                      |                                                                             |
| 새만금 방조제 (2호)     |                                                  | 김제시 | 진봉면                               |                                                                             |
| 신시 교차로             | 국도 제12호선 (새만금 동서도로)                  | 김제시 | 진봉면                               | 국도 제12호선과 중복                                                        |
| 신시배수갑문            |                                                  | 군산시 | 옥도면                               | 국도 제12호선과 중복                                                        |
| 신시터널                |                                                  | 군산시 | 옥도면                               | 국도 제12호선과 중복 연장 약 70m                                            |
| 신시1사거리             | 국도 제12호선 (고군산로)                         | 군산시 | 옥도면                               | 국도 제12호선과 중복                                                        |
| 새만금 방조제 (3호)     |                                                  | 군산시 | 옥도면                               |                                                                             |
| 야미도                  |                                                  | 군산시 | 옥도면                               |                                                                             |
| 새만금 방조제 (4호)     |                                                  | 군산시 | 옥도면                               |                                                                             |
|                         | 소룡동                                           | 군산시 |                                      |                                                                             |
| 신시도입구삼거리        | 비응로                                           | 군산시 |                                      |                                                                             |
| 엑스포사거리            | 국도 제21호선 (새만금북로)                       | 군산시 | 국도 제4, 21호선과 중복              |                                                                             |
| 변전소사거리            | 동장산로 외항로                                  | 군산시 | 국도 제4, 21호선과 중복              |                                                                             |
| 대우삼거리              | 장산로                                           | 군산시 | 국도 제4, 21호선과 중복              |                                                                             |
| 여객터미널삼거리        | 임해로                                           | 군산시 | 국도 제4, 21호선과 중복              |                                                                             |
| 공단삼거리              | 공단대로                                         | 군산시 | 국도 제4, 21호선과 중복              |                                                                             |
| 외고삼거리              | 국도 제26호선 (공항로)                           | 군산시 | 국도 제4, 21, 26호선과 중복          |                                                                             |
| 월명터널삼거리          | 월명로                                           | 군산시 | 국도 제4, 21, 26호선과 중복          | 해신동                                                                      |
| 해망 교차로             | 국도 제21호선 국도 제26호선 (해망로)             | 군산시 | 국도 제4, 21, 26호선과 중복          | 해신동                                                                      |
| 동백대교                |                                                  | 군산시 | 국도 제4호선과 중복                  | 해신동                                                                      |

### 충청남도
| 이름                                       | 접속 노선                                                    | 소재지                                                      | 소재지                                                       | 비고                                                                            |
| ------------------------------------------ | ------------------------------------------------------------ | ----------------------------------------------------------- | ------------------------------------------------------------ | ------------------------------------------------------------------------------- |
| 동백대교                                   |                                                              | 서천군                                                      | 장항읍                                                       | 국도 제4호선과 중복                                                             |
| 원수 교차로                                | 국가지원지방도 제68호선 (장산로)                             | 서천군                                                      | 장항읍                                                       | 국도 제4호선과 중복                                                             |
| 송내 교차로 (송내교)                       | 국도 제21호선 (금강로)                                       | 서천군                                                      | 마서면                                                       | 국도 제4, 21호선과 중복                                                         |
| 과선교 송내2교                             |                                                              | 서천군                                                      | 마서면                                                       | 국도 제4, 21호선과 중복                                                         |
| 장항역사거리                               | 장항산단로 장항역길                                          | 서천군                                                      | 마서면                                                       | 국도 제4, 21호선과 중복                                                         |
| 덕암 교차로                                | 옥도로                                                       | 서천군                                                      | 마서면                                                       | 국도 제4, 21호선과 중복                                                         |
| 삼산 교차로                                | 삼산길                                                       | 서천군                                                      | 서천읍                                                       | 국도 제4, 21호선과 중복                                                         |
| 군사2 교차로                               | 장서로                                                       | 서천군                                                      | 서천읍                                                       | 국도 제4, 21호선과 중복                                                         |
| 군사 교차로 (군사IC교)                     | 충절로 장항산단북로                                          | 서천군                                                      | 서천읍                                                       | 국도 제4, 21호선과 중복                                                         |
| (이름 없음)                                | 사곡로                                                       | 서천군                                                      | 서천읍                                                       | 국도 제4, 21호선과 중복                                                         |
| 서천 교차로                                | 국도 제4호선 (대백제로) 서천로                               | 서천군                                                      | 서천읍                                                       | 국도 제4, 21호선과 중복                                                         |
| 황촌교                                     |                                                              | 서천군                                                      | 서천읍                                                       | 국도 제21호선과 중복                                                            |
| 오산교                                     |                                                              | 서천군                                                      | 서천읍                                                       | 국도 제21호선과 중복                                                            |
|                                            | 종천면                                                       | 서천군                                                      |                                                              | 국도 제21호선과 중복                                                            |
| 산천 교차로                                | 충서로92번길                                                 | 서천군                                                      |                                                              | 국도 제21호선과 중복                                                            |
| 화산 교차로                                | 종천화산길 충서로143번길                                     | 서천군                                                      |                                                              | 국도 제21호선과 중복                                                            |
| 당정 교차로                                | 지방도 제617호선 (장천로) 충서로302번길                      | 서천군                                                      | 국도 제21호선과 중복 지방도 제617호선과 중복                 |                                                                                 |
| 당정천교                                   |                                                              | 서천군                                                      | 국도 제21호선과 중복 지방도 제617호선과 중복                 |                                                                                 |
| 부내 교차로                                | 지방도 제617호선 (충서로)                                    | 서천군                                                      | 국도 제21호선과 중복 지방도 제617호선과 중복                 |                                                                                 |
| 종천 교차로                                | 당정로                                                       | 서천군                                                      | 국도 제21호선과 중복                                         |                                                                                 |
| 종천교                                     |                                                              | 서천군                                                      | 국도 제21호선과 중복                                         |                                                                                 |
| 다사 교차로                                | 충서로                                                       | 서천군                                                      | 국도 제21호선과 중복                                         |                                                                                 |
| 관리 교차로                                | 충서로                                                       | 서천군                                                      | 국도 제21호선과 중복                                         | 비인면                                                                          |
| 장포 교차로                                | 비인로                                                       | 서천군                                                      | 국도 제21호선과 중복                                         | 비인면                                                                          |
| (이름 없음)                                | 선도길                                                       | 서천군                                                      | 국도 제21호선과 중복                                         | 비인면                                                                          |
| 비인 교차로                                | 지방도 제607호선 (서인로) 비인로                             | 서천군                                                      | 국도 제21호선과 중복                                         | 비인면                                                                          |
| 성북1 교차로                               | 서인로1243번길                                               | 서천군                                                      | 국도 제21호선과 중복                                         | 비인면                                                                          |
| 성북교                                     |                                                              | 서천군                                                      | 국도 제21호선과 중복                                         | 비인면                                                                          |
| 성북2 교차로                               | 충서로                                                       | 서천군                                                      | 국도 제21호선과 중복                                         | 비인면                                                                          |
| 비인1교                                    |                                                              | 서천군                                                      | 국도 제21호선과 중복                                         | 비인면                                                                          |
| 춘장대 나들목 (춘장대 교차로) (춘장대IC교) | 15호선 서해안고속도로                                        | 서천군                                                      | 국도 제21호선과 중복                                         | 비인면                                                                          |
| 구복교                                     |                                                              | 서천군                                                      | 국도 제21호선과 중복                                         | 비인면                                                                          |
| 신구교                                     |                                                              | 서천군                                                      | 국도 제21호선과 중복                                         | 비인면                                                                          |
|                                            | 보령시                                                       | 주산면                                                      | 국도 제21호선과 중복                                         |                                                                                 |
| 야룡삼거리                                 | 보령시                                                       | 주산면                                                      | 국도 제21호선과 중복                                         | 만세운동길                                                                      |
| 주산면행정복지센터                         | 보령시                                                       | 주산면                                                      | 국도 제21호선과 중복                                         |                                                                                 |
| 금암삼거리 주산초등학교                    | 보령시                                                       | 주산면                                                      | 국도 제21호선과 중복                                         | 주산벚꽃로                                                                      |
| 산업단지교차로                             | 보령시                                                       | 주산면                                                      | 국도 제21호선과 중복                                         | 보령주산농공단지                                                                |
| 대창사거리                                 | 보령시                                                       | 지방도 제607호선 (독산로) 장터6길                           | 국도 제21호선과 중복                                         | 웅천읍                                                                          |
| 대창교                                     | 보령시                                                       |                                                             | 국도 제21호선과 중복                                         | 웅천읍                                                                          |
| 웅천교삼거리                               | 보령시                                                       | 장터중앙길                                                  | 국도 제21호선과 중복                                         | 웅천읍                                                                          |
| 대천리삼거리                               | 보령시                                                       | 지방도 제606호선 (만수로)                                   | 국도 제21호선과 중복 지방도 제606호선과 중복                 | 웅천읍                                                                          |
| 무창포삼거리                               | 보령시                                                       | 지방도 제606호선 (무창포로)                                 | 국도 제21호선과 중복 지방도 제606호선과 중복                 | 웅천읍                                                                          |
| 두룡2 교차로                               | 보령시                                                       | 충서로                                                      | 국도 제21호선과 중복                                         | 웅천읍                                                                          |
| 두명2교                                    | 보령시                                                       |                                                             | 국도 제21호선과 중복                                         | 웅천읍                                                                          |
| 두룡1교차로                                | 보령시                                                       |                                                             | 국도 제21호선과 중복                                         | 웅천읍                                                                          |
| 충혼탑 교차로                              | 보령시                                                       |                                                             | 국도 제21호선과 중복                                         | 웅천읍                                                                          |
| 사현 교차로                                | 보령시                                                       | 충서로                                                      | 국도 제21호선과 중복                                         | 남포면                                                                          |
| 사현교 남포교 읍내교 옥서교                | 보령시                                                       |                                                             | 국도 제21호선과 중복                                         | 남포면                                                                          |
| 남포 교차로 (남포IC교)                     | 보령시                                                       | 충서로                                                      | 국도 제21호선과 중복                                         | 남포면                                                                          |
| 창동교                                     | 보령시                                                       |                                                             | 국도 제21호선과 중복                                         | 남포면                                                                          |
| 흥덕교                                     | 보령시                                                       |                                                             | 국도 제21호선과 중복                                         | 남포면                                                                          |
|                                            | 보령시                                                       | 대천동                                                      | 국도 제21호선과 중복                                         |                                                                                 |
| 명천교                                     | 보령시                                                       |                                                             | 국도 제21호선과 중복                                         |                                                                                 |
| 명천 교차로                                | 보령시                                                       | 국도 제40호선 (성주산로)                                    | 국도 제21, 40호선과 중복                                     |                                                                                 |
| 명천1교 명암교 평산교 한내교 화산1교       | 보령시                                                       |                                                             | 국도 제21, 40호선과 중복                                     |                                                                                 |
| 화산 교차로                                | 보령시                                                       | 국도 제21호선 국도 제40호선 (충서로) 국도 제36호선 (대청로) | 국도 제21, 40호선과 중복 국도 제36호선과 중복                |                                                                                 |
| 신설사거리                                 | 보령시                                                       | 동현로 신평로                                               | 국도 제36호선과 중복                                         |                                                                                 |
| 동대사거리                                 | 보령시                                                       | 보령북로 한내로                                             | 국도 제36호선과 중복                                         |                                                                                 |
| 주공사거리                                 | 보령시                                                       | 주공로                                                      | 국도 제36호선과 중복                                         |                                                                                 |
| 수청사거리                                 | 보령시                                                       | 보령남로 중앙로                                             | 국도 제36호선과 중복                                         |                                                                                 |
| 궁촌사거리                                 | 보령시                                                       | 현충탑길                                                    | 국도 제36호선과 중복                                         |                                                                                 |
| 보령종합버스터미널 (터미널사거리)          | 보령시                                                       | 남대천로 명해로                                             | 국도 제36호선과 중복                                         |                                                                                 |
| 대천역 (대천역사거리)                      | 보령시                                                       |                                                             | 국도 제36호선과 중복                                         |                                                                                 |
| 남곡사거리                                 | 보령시                                                       | 황골길                                                      | 국도 제36호선과 중복                                         |                                                                                 |
| 대천 나들목                                | 보령시                                                       | 15호선 서해안고속도로                                       | 국도 제36호선과 중복                                         |                                                                                 |
| 후동삼거리                                 | 보령시                                                       | 뒷골길                                                      | 국도 제36호선과 중복                                         |                                                                                 |
| 삼현삼거리                                 | 보령시                                                       | 삼현길                                                      | 국도 제36호선과 중복                                         |                                                                                 |
| 해망산삼거리                               | 보령시                                                       | 해망산길                                                    | 국도 제36호선과 중복                                         |                                                                                 |
| 청룡초등학교                               | 보령시                                                       |                                                             | 국도 제36호선과 중복                                         |                                                                                 |
| 흑포삼거리                                 | 보령시                                                       | 지방도 제607호선 (대해로)                                   | 국도 제36호선과 중복                                         |                                                                                 |
| 고잠 교차로                                | 보령시                                                       | 광장진입로 석서1길                                          | 국도 제36호선과 중복                                         |                                                                                 |
| 대천서중학교 (대천해수욕장시외버스정류장)  | 보령시                                                       |                                                             | 국도 제36호선과 중복                                         |                                                                                 |
| 대천 교차로                                | 보령시                                                       | 국도 제36호선 (대천항로)                                    | 국도 제36호선과 중복                                         |                                                                                 |
| 보령해저터널                               | 보령시                                                       |                                                             | 상행 연장 6,927m 하행 연장 6,916m                            |                                                                                 |
| 보령해저터널                               | 보령시                                                       | 오천면                                                      | 상행 연장 6,927m 하행 연장 6,916m                            |                                                                                 |
| 저두 교차로 (저두교)                       | 보령시                                                       | 원산도4길                                                   |                                                              |                                                                                 |
| 원산 교차로                                | 보령시                                                       | 원산도4길                                                   |                                                              |                                                                                 |
| 원의 교차로                                | 보령시                                                       | 원산도3길                                                   |                                                              |                                                                                 |
| 선촌 교차로                                | 보령시                                                       | 원산도2길                                                   |                                                              |                                                                                 |
| 원산안면대교                               |                                                              |                                                             |                                                              |                                                                                 |
|                                            | 태안군                                                       | 고남면                                                      |                                                              |                                                                                 |
| 영목 교차로                                | 태안군                                                       | 고남면                                                      | 영목항로                                                     |                                                                                 |
| 만수 교차로                                | 태안군                                                       | 고남면                                                      | 만수길                                                       |                                                                                 |
| 고남 교차로 (고남IC교)                     | 태안군                                                       | 고남면                                                      | 영항로                                                       | 상행 진출 불가 하행 진입 불가                                                   |
| 고남면 행정복지센터 고남초등학교           | 태안군                                                       | 고남면                                                      |                                                              |                                                                                 |
| 감나무골삼거리                             | 태안군                                                       | 고남면                                                      | 누동로                                                       |                                                                                 |
| 누동삼거리                                 | 태안군                                                       | 고남면                                                      | 대야로                                                       |                                                                                 |
| 상촌삼거리                                 | 태안군                                                       | 중신로                                                      | 안면읍                                                       |                                                                                 |
| 안면도자연휴양림                           | 태안군                                                       |                                                             | 안면읍                                                       |                                                                                 |
| (승언3리)                                  | 태안군                                                       | 꽃지해안로 조운막터길                                       | 안면읍                                                       |                                                                                 |
| 승언삼거리                                 | 태안군                                                       | 장터로                                                      | 안면읍                                                       |                                                                                 |
| 방포사거리                                 | 태안군                                                       | 방포로                                                      | 안면읍                                                       |                                                                                 |
| (이름 없음)                                | 태안군                                                       | 초망수길                                                    | 안면읍                                                       |                                                                                 |
| 승언리 교차로                              | 태안군                                                       | 밧개길                                                      | 안면읍                                                       | 상행 진입 불가                                                                  |
| 안면삼거리                                 | 태안군                                                       | 장터로                                                      | 안면읍                                                       |                                                                                 |
| 창기리정류소                               | 태안군                                                       |                                                             | 안면읍                                                       |                                                                                 |
| 창기삼거리                                 | 태안군                                                       | 황도로                                                      | 안면읍                                                       |                                                                                 |
| 백사장사거리                               | 태안군                                                       | 백사장1길                                                   | 안면읍                                                       |                                                                                 |
| 연육교 교차로                              | 태안군                                                       | 등마루1길 흑석동길                                          | 안면읍                                                       |                                                                                 |
| 안면대교                                   | 태안군                                                       |                                                             | 안면읍                                                       |                                                                                 |
|                                            | 태안군                                                       | 남면                                                        |                                                              |                                                                                 |
| 드르니 교차로                              | 태안군                                                       |                                                             |                                                              |                                                                                 |
| 신온 교차로                                | 태안군                                                       |                                                             |                                                              |                                                                                 |
| 곰섬삼거리                                 | 태안군                                                       | 곰섬로                                                      |                                                              |                                                                                 |
| (이름 없음)                                | 태안군                                                       | 마검포길                                                    | 상행 진입 불가 하행 진출 불가                                |                                                                                 |
| 원청 교차로                                | 태안군                                                       | 국가지원지방도 제96호선 (천수만로) 별주부길                 | 국가지원지방도 제96호선과 중복                               |                                                                                 |
| 청포대 교차로                              | 태안군                                                       | 청포대길                                                    | 국가지원지방도 제96호선과 중복                               |                                                                                 |
| 달산포 교차로                              | 태안군                                                       | 달산포로                                                    | 국가지원지방도 제96호선과 중복                               |                                                                                 |
| 양잠 교차로                                | 태안군                                                       | 적돌길                                                      | 국가지원지방도 제96호선과 중복                               |                                                                                 |
| 양잠1 교차로                               | 태안군                                                       | 적돌길                                                      | 국가지원지방도 제96호선과 중복                               |                                                                                 |
| 쪽다리 교차로                              | 태안군                                                       | 남면로                                                      | 국가지원지방도 제96호선과 중복 상행 진입 불가 하행 진출 불가 |                                                                                 |
| 몽산포 교차로                              | 태안군                                                       | 남면로 몽산포길                                             | 국가지원지방도 제96호선과 중복                               |                                                                                 |
| 삼거리 교차로                              | 태안군                                                       | 남면로                                                      | 국가지원지방도 제96호선과 중복                               |                                                                                 |
| 신장 교차로                                | 태안군                                                       | 연꽃길 우운길                                               | 국가지원지방도 제96호선과 중복                               |                                                                                 |
| 몽산 교차로                                | 태안군                                                       | 몽대로                                                      | 국가지원지방도 제96호선과 중복                               |                                                                                 |
| 서초휴양소 (구 남진초등학교)               | 태안군                                                       |                                                             | 국가지원지방도 제96호선과 중복                               |                                                                                 |
| 남진 교차로                                | 태안군                                                       | 연꽃길 진산2길                                              | 국가지원지방도 제96호선과 중복                               |                                                                                 |
| 진산 교차로                                | 태안군                                                       | 진산1길                                                     | 국가지원지방도 제96호선과 중복                               |                                                                                 |
| 진산2 교차로                               | 태안군                                                       | 진산1길                                                     | 국가지원지방도 제96호선과 중복                               | 태안읍                                                                          |
| 남산 교차로                                | 태안군                                                       |                                                             | 국가지원지방도 제96호선과 중복                               | 태안읍                                                                          |
| 송남 교차로                                | 태안군                                                       | 송암로                                                      | 국가지원지방도 제96호선과 중복                               | 태안읍                                                                          |
| 남산1 교차로                               | 태안군                                                       | 속햇말길                                                    | 국가지원지방도 제96호선과 중복 상행 진입 불가 하행 진출 불가 | 태안읍                                                                          |
| 남산2 교차로                               | 태안군                                                       | 남산1길                                                     | 국가지원지방도 제96호선과 중복                               | 태안읍                                                                          |
| 남문 교차로                                | 태안군                                                       | 국도 제32호선 국가지원지방도 제96호선 (서해로) 환동로       | 국가지원지방도 제96호선과 중복 국도 제32호선과 중복          | 태안읍                                                                          |
| 평천 교차로                                | 태안군                                                       | 동백로                                                      | 국도 제32호선과 중복                                         | 태안읍                                                                          |
| 화동 교차로                                | 태안군                                                       | 중앙로                                                      | 국도 제32호선과 중복                                         | 태안읍                                                                          |
| 인평 교차로                                | 태안군                                                       | 강경벌로 선비길                                             | 국도 제32호선과 중복                                         | 태안읍                                                                          |
| (고성 교차로)                              | 팔봉2로 진장3길                                              | 서산시                                                      | 국도 제32호선과 중복                                         | 팔봉면                                                                          |
| 어송 교차로                                | 팔봉1로 팔봉2로                                              | 서산시                                                      | 국도 제32호선과 중복                                         | 팔봉면                                                                          |
| 수랑재 교차로                              | 차동길 차리강수길                                            | 서산시                                                      | 국도 제32호선과 중복                                         | 인지면                                                                          |
| 화수 교차로                                | 차동길 화수2길 화수왕대길                                    | 서산시                                                      | 국도 제32호선과 중복                                         | 인지면                                                                          |
| 풍전 교차로                                | 수현로                                                       | 서산시                                                      | 국도 제32호선과 중복                                         | 인지면                                                                          |
| 공림삼거리                                 | 지방도 제649호선 (무학로)                                    | 서산시                                                      | 석남동                                                       | 국도 제32호선과 중복 지방도 제649호선과 중복                                    |
| 예천사거리                                 | 국도 제29호선 국도 제32호선 지방도 제649호선 (서해로) 고운로 | 서산시                                                      | 석남동                                                       | 국도 제29, 32호선과 중복 국가지원지방도 제70호선과 중복 지방도 제649호선과 중복 |
| 갈산 교차로                                | 안견로                                                       | 서산시                                                      | 부춘동                                                       | 국도 제29, 32호선과 중복 국가지원지방도 제70호선과 중복                         |
| 서산종합운동장                             | 안견로                                                       | 서산시                                                      | 부춘동                                                       | 국도 제29, 32호선과 중복 국가지원지방도 제70호선과 중복                         |
| 일람 교차로                                | 국도 제32호선 (외곽순환로)                                   | 서산시                                                      | 성연면                                                       | 국도 제29, 32호선과 중복 국가지원지방도 제70호선과 중복                         |
| 일람사거리                                 | 지방도 제634호선 (한월당로) 사연동로                         | 서산시                                                      | 성연면                                                       | 국도 제29호선과 중복 국가지원지방도 제70호선과 중복 지방도 제634호선과 중복     |
| 일람삼거리                                 | 람동길                                                       | 서산시                                                      | 성연면                                                       | 국도 제29호선과 중복 국가지원지방도 제70호선과 중복 지방도 제634호선과 중복     |
| 오사삼거리                                 | 지방도 제634호선 (성연3로)                                   | 서산시                                                      | 성연면                                                       | 국도 제29호선과 중복 국가지원지방도 제70호선과 중복 지방도 제634호선과 중복     |
| (이름 없음)                                | 무장산업로                                                   | 서산시                                                      | 성연면                                                       | 국도 제29호선과 중복 국가지원지방도 제70호선과 중복                             |
| 중왕 교차로                                | 왕산이로 화천2길                                             | 서산시                                                      | 지곡면                                                       | 국도 제29호선과 중복 국가지원지방도 제70호선과 중복                             |
| 지곡 교차로                                | 국가지원지방도 제70호선 (백제사신로)                         | 서산시                                                      | 지곡면                                                       | 국도 제29호선과 중복 국가지원지방도 제70호선과 중복                             |
| 대요 교차로                                | 진충사길 한새지1길                                           | 서산시                                                      | 지곡면                                                       | 국도 제29호선과 중복                                                            |
| 대산중학교                                 |                                                              | 서산시                                                      | 대산읍                                                       | 국도 제29호선과 중복                                                            |
| 대산1교차로                                | 구진로 가로림로                                              | 서산시                                                      | 대산읍                                                       | 국도 제29호선과 중복                                                            |
| 명지사거리                                 | 국도 제38호선 (명지1로)                                      | 서산시                                                      | 대산읍                                                       | 국도 제29, 38호선과 중복                                                        |
| 화곡 교차로                                | 국도 제29호선 (평신1로)                                      | 서산시                                                      | 대산읍                                                       | 국도 제29, 38호선과 중복                                                        |
| 반곡 교차로                                | 화곡로 삼길포1로                                             | 서산시                                                      | 대산읍                                                       | 국도 제38호선과 중복                                                            |
| 화곡터널                                   |                                                              | 서산시                                                      | 대산읍                                                       | 국도 제38호선과 중복 상행 연장 470m 하행 연장 395m                              |
| 삼길포 교차로                              | 삼길포1로 삼길포7로                                          | 서산시                                                      | 대산읍                                                       | 국도 제38호선과 중복                                                            |
| 대호교                                     |                                                              | 서산시                                                      | 대산읍                                                       | 국도 제38호선과 중복                                                            |
| 대호방조제                                 |                                                              | 서산시                                                      | 대산읍                                                       | 국도 제38호선과 중복                                                            |
|                                            | 당진시                                                       | 석문면                                                      |                                                              | 국도 제38호선과 중복                                                            |
| 도비도 교차로                              | 당진시                                                       | 석문면                                                      | 대호만로                                                     | 국도 제38호선과 중복                                                            |
| 대호 교차로                                | 당진시                                                       | 석문면                                                      | 초락2로                                                      | 국도 제38호선과 중복                                                            |
| 초락 교차로                                | 당진시                                                       | 석문면                                                      | 초락2로                                                      | 국도 제38호선과 중복                                                            |
| 삼봉 교차로                                | 당진시                                                       | 석문면                                                      | 지방도 제647호선 (대호로)                                    | 국도 제38호선과 중복                                                            |
| 석문 교차로                                | 당진시                                                       | 석문면                                                      | 지방도 제615호선 (대호만로)                                  | 국도 제38호선과 중복                                                            |
| 통정 교차로                                | 당진시                                                       | 석문면                                                      | 해명1로                                                      | 국도 제38호선과 중복                                                            |
| (교차로 이름 미정)                         | 당진시                                                       | 석문면                                                      | 산단1로                                                      | 국도 제38호선과 중복                                                            |
| 새터 교차로                                | 당진시                                                       | 석문면                                                      | 삼화길                                                       | 국도 제38호선과 중복                                                            |
| 석문대교                                   | 당진시                                                       | 석문면                                                      |                                                              | 국도 제38호선과 중복                                                            |
|                                            | 당진시                                                       | 송산면                                                      |                                                              | 국도 제38호선과 중복                                                            |
| 무수 교차로                                | 당진시                                                       | 무수들길                                                    |                                                              | 국도 제38호선과 중복                                                            |
| 가곡 교차로                                | 당진시                                                       | 지방도 제633호선 (송산로)                                   |                                                              | 국도 제38호선과 중복                                                            |
| 동곡 교차로 (동곡지하차도)                 | 당진시                                                       |                                                             |                                                              | 국도 제38호선과 중복                                                            |
| 송산 교차로                                | 당진시                                                       |                                                             |                                                              | 국도 제38호선과 중복                                                            |
| 현대제철 교차로 (지하차도)                 | 당진시                                                       |                                                             | 송악읍                                                       | 국도 제38호선과 중복                                                            |
| (이름 없음)                                | 당진시                                                       | 대섬길                                                      | 송악읍                                                       | 국도 제38호선과 중복                                                            |
| 고대 교차로                                | 당진시                                                       | 고잔로                                                      | 송악읍                                                       | 국도 제38호선과 중복                                                            |
| 고대공단 교차로                            | 당진시                                                       | 고대공단1길                                                 | 송악읍                                                       | 국도 제38호선과 중복                                                            |
| 한진 교차로                                | 당진시                                                       | 지방도 제619호선 (송악로)                                   | 송악읍                                                       | 국도 제38호선과 중복                                                            |
| 부곡 교차로                                | 당진시                                                       | 신복운로 부곡공단1길                                        | 송악읍                                                       | 국도 제38호선과 중복                                                            |
| 송악 나들목                                | 당진시                                                       | 15호선 서해안고속도로                                       | 송악읍                                                       | 국도 제38호선과 중복                                                            |
| 법석이 교차로                              | 당진시                                                       | 매산로                                                      | 신평면                                                       | 국도 제38호선과 중복                                                            |
| 운정 나들목                                | 당진시                                                       | 국도 제34호선 (서해로)                                      | 신평면                                                       | 국도 제34, 38호선과 중복                                                        |
| 운정 교차로                                | 당진시                                                       | 닻거리길                                                    | 신평면                                                       | 국도 제34, 38호선과 중복 하행 진출 불가                                         |
| 삽교대교                                   | 당진시                                                       |                                                             | 신평면                                                       | 국도 제34, 38호선과 중복                                                        |
| 삽교 교차로                                | 당진시                                                       | 삽교천길                                                    | 신평면                                                       | 국도 제34, 38호선과 중복                                                        |
| 삽교천방조제                               | 당진시                                                       |                                                             | 신평면                                                       | 국도 제34, 38호선과 중복                                                        |
|                                            | 아산시                                                       | 인주면                                                      |                                                              | 국도 제34, 38호선과 중복                                                        |
| 문방 교차로                                | 아산시                                                       | 인주면                                                      | 인주산단로 아산만로1578번길                                  | 국도 제34, 38호선과 중복                                                        |
| 인주공단 교차로                            | 아산시                                                       | 인주면                                                      | 지방도 제623호선 (인주산단로)                                | 국도 제34, 38호선과 중복                                                        |
| 밀두 교차로                                | 아산시                                                       | 인주면                                                      | 현대로 걸매길                                                | 국도 제34, 38호선과 중복                                                        |
| 인주초등학교                               | 아산시                                                       | 인주면                                                      |                                                              | 국도 제34, 38호선과 중복                                                        |
| 공세 교차로                                | 아산시                                                       | 인주면                                                      | 공세길                                                       | 국도 제34, 38호선과 중복                                                        |
| 입체 교차로 (인주육교)                     | 아산시                                                       | 인주면                                                      | 국도 제34호선 (장영실로) 국도 제39호선 (아산로)              | 국도 제34, 38, 39호선과 중복                                                    |
| 아산호 교차로                              | 아산시                                                       | 인주면                                                      | (도로 이름 없음)                                             | 국도 제38, 39호선과 중복 상행 진출 불가                                         |
| 아산만방조제                               | 아산시                                                       | 인주면                                                      |                                                              | 국도 제38, 39호선과 중복                                                        |

기존 구간 (2010년 이전 노선)
- 보령시 남포삼거리 - 보령종합경기장 - 보령시보건소 - 보령요양원 - 명천삼거리 - 대천여객자동차 - 시청삼거리 - 대천4동주민센터 - 한내초등학교 - 보령고용복지센터 - 보령도서관 - 대천중학교 - 수청사거리 - 주공사거리 - 동대사거리 - 신설사거리 - 대천3동주민센터 - 화산 교차로

기존 구간 (2014년 이전 노선)
- 당진시 대호방조제 - 도비도 - 대호방조제 - 교로 교차로 - 삼봉사거리 - 통정리 - (단절) - 가곡 교차로

### 경기도(인천광역시이남)
| 이름                                     | 접속 노선                        | 소재지                                     | 소재지                                                                | 비고                                                                     |
| ---------------------------------------- | -------------------------------- | ------------------------------------------ | --------------------------------------------------------------------- | ------------------------------------------------------------------------ |
| 아산만방조제                             |                                  | 평택시                                     | 현덕면                                                                | 국도 제38, 39호선과 중복                                                 |
| 현덕 교차로                              | 국도 제39호선 (서해로)           | 평택시                                     | 현덕면                                                                | 국도 제38, 39호선과 중복                                                 |
| 우경삼거리                               | 서동대로                         | 평택시                                     | 현덕면                                                                | 국도 제38호선과 중복                                                     |
| 서부두입구삼거리                         |                                  | 평택시                                     | 포승읍                                                                | 국도 제38호선과 중복                                                     |
| 포승 나들목                              | 173호선 익산평택고속도로지선     | 평택시                                     | 포승읍                                                                | 국도 제38호선과 중복                                                     |
| 신명1리삼거리                            | 직산동길                         | 평택시                                     | 포승읍                                                                | 국도 제38호선과 중복                                                     |
| 만호사거리                               | 평택항로 평택항만길              | 평택시                                     | 포승읍                                                                | 국도 제38호선과 중복                                                     |
| 포승중학교                               |                                  | 평택시                                     | 포승읍                                                                | 국도 제38호선과 중복                                                     |
| 내기삼거리                               | 국도 제38호선 (서동대로)         | 평택시                                     | 포승읍                                                                | 국도 제38호선과 중복 국도 제82호선과 중복 국가지원지방도 제82호선과 중복 |
| 서평택 나들목 (서평택IC사거리)           | 15호선 서해안고속도로 포승공단로 | 평택시                                     | 포승읍                                                                | 국도 제82호선과 중복 국가지원지방도 제82호선과 중복                      |
| (이름 없음)                              | 지방도 제309호선 (포승서로)      | 평택시                                     | 포승읍                                                                | 국도 제82호선과 중복 국가지원지방도 제82호선과 중복                      |
| 원정 교차로                              | 평택항로                         | 평택시                                     | 포승읍                                                                | 국도 제82호선과 중복 국가지원지방도 제82호선과 중복                      |
| 원정삼거리                               | 남양만로                         | 평택시                                     | 포승읍                                                                | 국도 제82호선과 중복 국가지원지방도 제82호선과 중복                      |
| 남양대교                                 |                                  | 평택시                                     | 포승읍                                                                | 국도 제82호선과 중복 국가지원지방도 제82호선과 중복                      |
|                                          | 화성시                           | 우정읍                                     |                                                                       | 국도 제82호선과 중복 국가지원지방도 제82호선과 중복                      |
| 노진1사거리                              | 화성시                           | 우정읍                                     | 지방도 제302호선 (남양황라로)                                         | 국도 제82호선과 중복 국가지원지방도 제82호선과 중복                      |
| 노진2사거리                              | 화성시                           | 우정읍                                     |                                                                       | 국도 제82호선과 중복 국가지원지방도 제82호선과 중복                      |
| 이화사거리                               | 화성시                           | 우정읍                                     | 화곡로                                                                | 국도 제82호선과 중복 국가지원지방도 제82호선과 중복                      |
| 석천사거리                               | 화성시                           | 우정읍                                     | 남양만로                                                              | 국도 제82호선과 중복 국가지원지방도 제82호선과 중복                      |
| 봉화 교차로                              | 화성시                           | 우정읍                                     | 국가지원지방도 제82호선 지방도 제301호선 (기아자동차로)               | 국도 제82호선과 중복 국가지원지방도 제82호선과 중복                      |
| 마산 교차로                              | 화성시                           | 우정읍                                     | 버들로                                                                | 국도 제82호선과 중복                                                     |
| 죽말 교차로                              | 화성시                           | 우정읍                                     |                                                                       | 국도 제82호선과 중복                                                     |
| 멱우교                                   | 화성시                           | 우정읍                                     |                                                                       | 국도 제82호선과 중복                                                     |
| 멱우 교차로                              | 화성시                           | 우정읍                                     | 국도 제82호선 (포승향남로) 지방도 제313호선 (쌍봉로)                  | 국도 제82호선과 중복 지방도 제313호선과 중복                             |
| 화수사거리                               | 화성시                           | 우정읍                                     | 지방도 제310호선 (버들로)                                             | 지방도 제313호선과 중복                                                  |
| 경기요양병원                             | 화성시                           | 우정읍                                     |                                                                       | 지방도 제313호선과 중복                                                  |
| 선창포구                                 | 화성시                           | 우정읍                                     |                                                                       | 미개통 구간 지방도 제313호선과 중복                                      |
| (배바위)                                 | 화성시                           |                                            | 남양읍                                                                | 미개통 구간 지방도 제313호선과 중복                                      |
| 장덕2육교                                | 화성시                           |                                            | 남양읍                                                                | 지방도 제313호선과 중복                                                  |
| (현대자동차연구소입구)                   | 화성시                           | 현대연구소로                               | 남양읍                                                                | 지방도 제313호선과 중복                                                  |
| 신남3리                                  | 화성시                           | 신남로                                     | 남양읍                                                                | 지방도 제313호선과 중복                                                  |
| 화성 나들목                              | 화성시                           | 400호선 수도권제2순환고속도로              | 남양읍                                                                | 지방도 제313호선과 중복                                                  |
| 화성서부경찰서                           | 화성시                           |                                            | 남양읍                                                                | 지방도 제313호선과 중복                                                  |
| 신남4리                                  | 화성시                           | 지방도 제318호선 (신남안길)                | 남양읍                                                                | 지방도 제313, 318호선과 중복                                             |
| 택지앞 교차로                            | 화성시                           | 지방도 제318호선 (시청로) 남양로           | 남양읍                                                                | 지방도 제313, 318호선과 중복                                             |
| 영남교                                   | 화성시                           |                                            | 남양읍                                                                | 지방도 제313호선과 중복                                                  |
| 남양 교차로                              | 화성시                           | 남양성지로                                 | 남양읍                                                                | 지방도 제313호선과 중복                                                  |
| (경기약국)                               | 화성시                           | 남양시장로                                 | 남양읍                                                                | 지방도 제313호선과 중복                                                  |
| 남양파출소                               | 화성시                           | 남양시장로                                 | 남양읍                                                                | 지방도 제313호선과 중복                                                  |
| 남양초등학교                             | 화성시                           | 남양시장로25번길                           | 남양읍                                                                | 지방도 제313호선과 중복                                                  |
| 수작이 교차로                            | 화성시                           | 지방도 제322호선 (화성로)                  | 남양읍                                                                | 지방도 제313, 322호선과 중복                                             |
| 남양 교차로                              | 화성시                           | 지방도 제313호선 지방도 제322호선 (화성로) | 남양읍                                                                | 지방도 제313, 322호선과 중복                                             |
| 송림리                                   | 화성시                           | 남양로                                     | 남양읍                                                                |                                                                          |
| 삼부실 교차로                            | 화성시                           | 남양로                                     | 남양읍                                                                |                                                                          |
| (생태통로)                               | 화성시                           |                                            | 남양읍                                                                |                                                                          |
| 서호2교 서호1교 수화3교                  | 화성시                           |                                            | 남양읍                                                                |                                                                          |
| 수화 교차로                              | 화성시                           | 송산비봉로                                 | 남양읍                                                                |                                                                          |
| 수화2교                                  | 화성시                           |                                            | 남양읍                                                                |                                                                          |
| 문호 교차로                              | 화성시                           | 남양서로                                   | 남양읍                                                                |                                                                          |
| (교차로 명칭 미상)                       | 화성시                           | 남양로                                     | 남양읍                                                                |                                                                          |
| 오룡지하차도                             | 화성시                           | 수노을중앙로                               | 새솔동                                                                |                                                                          |
| 송산교                                   | 화성시                           |                                            | 새솔동                                                                |                                                                          |
|                                          | 안산시                           | 단원구                                     |                                                                       |                                                                          |
| 초지고가교                               | 안산시                           | 단원구                                     | 시화호수로                                                            |                                                                          |
| 별망고가사거리                           | 안산시                           | 단원구                                     | 국가지원지방도 제84호선 국가지원지방도 제98호선 (해안로) 신안산대학로 | 국가지원지방도 제84, 98호선과 중복                                       |
| (대연)                                   | 안산시                           | 단원구                                     | 시우로                                                                | 국가지원지방도 제84, 98호선과 중복                                       |
| (대성하이피)                             | 안산시                           | 단원구                                     | 산성로                                                                | 국가지원지방도 제84, 98호선과 중복                                       |
| 원시역                                   | 안산시                           | 단원구                                     | 산단로                                                                | 국가지원지방도 제84, 98호선과 중복                                       |
| 기업은행사거리                           | 안산시                           | 단원구                                     | 목내로                                                                | 국가지원지방도 제84, 98호선과 중복                                       |
| 삼양통상사거리                           | 안산시                           | 단원구                                     | 해봉로                                                                | 국가지원지방도 제84, 98호선과 중복                                       |
| 돌안말공원사거리                         | 안산시                           | 단원구                                     | 성곡로 첨단로267번길                                                  | 국가지원지방도 제84, 98호선과 중복                                       |
| 시흥5교                                  | 안산시                           | 단원구                                     | 지원로                                                                | 국가지원지방도 제84, 98호선과 중복                                       |
| 시흥7교                                  | 안산시                           | 단원구                                     | 시화로 진흥로                                                         | 국가지원지방도 제84, 98호선과 중복                                       |
| 시화공단길 교차로                        | 안산시                           | 단원구                                     | 시화로                                                                | 국가지원지방도 제84, 98호선과 중복                                       |
| 정왕7교                                  | 안산시                           | 단원구                                     |                                                                       | 국가지원지방도 제84, 98호선과 중복                                       |
|                                          | 시흥시                           | 정왕동                                     |                                                                       | 국가지원지방도 제84, 98호선과 중복                                       |
| 군자1교                                  | 시흥시                           | 정왕동                                     | 마유로                                                                | 국가지원지방도 제84, 98호선과 중복                                       |
| 옥구7교                                  | 시흥시                           | 정왕동                                     | 옥구천동로                                                            | 국가지원지방도 제84, 98호선과 중복                                       |
| 환경사업소 교차로                        | 시흥시                           | 정왕동                                     | 지방도 제301호선 (서해안로)                                           | 국가지원지방도 제84, 98호선과 중복                                       |
| 오이도입구 교차로                        | 시흥시                           | 정왕동                                     | 소망공원로 오이도로                                                   | 국가지원지방도 제84, 98호선과 중복                                       |
| 조일제지사거리                           | 시흥시                           | 정왕동                                     | 공단1대로                                                             | 국가지원지방도 제84, 98호선과 중복                                       |
| 옥구공원                                 | 시흥시                           | 정왕동                                     | 옥구공원로                                                            | 국가지원지방도 제84, 98호선과 중복                                       |
| 옥구고가삼거리 (옥구고가교)              | 시흥시                           | 정왕동                                     | 정왕대로                                                              | 국가지원지방도 제84, 98호선과 중복                                       |
| 서해고교삼거리                           | 시흥시                           | 정왕동                                     | 정왕신길로                                                            | 국가지원지방도 제84, 98호선과 중복                                       |
| (이름 없음)                              | 시흥시                           | 정왕동                                     | 함송로                                                                | 국가지원지방도 제84, 98호선과 중복                                       |
| 동원아파트삼거리                         | 시흥시                           | 정왕동                                     | 봉화로                                                                | 국가지원지방도 제84, 98호선과 중복                                       |
| 정왕 나들목 (정왕 교차로) (달월고가차도) | 시흥시                           | 정왕동                                     | 지방도 제330호선 (제3경인고속화도로)                                  | 국가지원지방도 제84, 98호선과 중복                                       |
| 월곶대교삼거리                           | 시흥시                           | 월곶중앙로                                 | 월곶동                                                                | 국가지원지방도 제84, 98호선과 중복                                       |
| 월곶입구삼거리                           | 시흥시                           | 서해안로                                   | 월곶동                                                                | 국가지원지방도 제84, 98호선과 중복                                       |
| 소래대교삼거리                           | 시흥시                           | 월곶해안로                                 | 월곶동                                                                | 국가지원지방도 제84, 98호선과 중복                                       |
| 소래대교                                 | 시흥시                           |                                            | 월곶동                                                                | 국가지원지방도 제84, 98호선과 중복                                       |

- (2017년 이설 이전 노선)
  - 화성시 삼부실교차로 - 신외리 - 신외교차로

### 인천광역시
| 이름                                                       | 접속 노선                                            | 소재지     | 소재지                                                           | 비고                                                                                   |
| ---------------------------------------------------------- | ---------------------------------------------------- | ---------- | ---------------------------------------------------------------- | -------------------------------------------------------------------------------------- |
| 소래대교                                                   |                                                      | 인천광역시 | 남동구                                                           | 국가지원지방도 제84, 98호선과 중복                                                     |
| (소래대교북단)                                             | 소래로                                               | 인천광역시 | 남동구                                                           | 국가지원지방도 제84, 98호선과 중복 회차 필요                                           |
| 소래포구                                                   |                                                      | 인천광역시 | 남동구                                                           | 국가지원지방도 제84, 98호선과 중복                                                     |
| 소래역사관                                                 | 소래역로                                             | 인천광역시 | 남동구                                                           | 국가지원지방도 제84, 98호선과 중복                                                     |
| (이름 없음)                                                | 논고개로                                             | 인천광역시 | 남동구                                                           | 국가지원지방도 제84, 98호선과 중복                                                     |
| 아암2교                                                    |                                                      | 인천광역시 | 남동구                                                           | 국가지원지방도 제84, 98호선과 중복                                                     |
| (이름 없음)                                                | 논현고잔로                                           | 인천광역시 | 남동구                                                           | 국가지원지방도 제84, 98호선과 중복                                                     |
| 인천운전면허시험장                                         |                                                      | 인천광역시 | 남동구                                                           | 국가지원지방도 제84, 98호선과 중복                                                     |
| (이름 없음)                                                | 지방도 제330호선 (제3경인고속화도로)                 | 인천광역시 | 남동구                                                           | 국가지원지방도 제84, 98호선과 중복 상행 진출 불가 하행 진입 불가                       |
| (해안지하차도)                                             | 인천신항대로 호구포로                                | 인천광역시 | 남동구                                                           | 국가지원지방도 제84, 98호선과 중복                                                     |
| (이름 없음)                                                | 지방도 제330호선 (제3경인고속화도로)                 | 인천광역시 | 남동구                                                           | 국가지원지방도 제84, 98호선과 중복 상행 진입 불가 하행 진출 불가                       |
| (고잔지하차도)                                             | 남동대로 송도바이오대로                              | 인천광역시 | 남동구                                                           | 국가지원지방도 제84, 98호선과 중복                                                     |
| (이름 없음)                                                | 지방도 제330호선 (제3경인고속화도로)                 | 인천광역시 | 남동구                                                           | 국가지원지방도 제84, 98호선과 중복 상행 진출 불가 하행 진입 불가                       |
| 외암도사거리 (송도지하차도)                                | 경원대로 송도국제대로                                | 인천광역시 | 남동구                                                           | 국가지원지방도 제84, 98호선과 중복                                                     |
| 외암도사거리 (송도지하차도)                                | 경원대로 송도국제대로                                | 인천광역시 | 연수구                                                           | 국가지원지방도 제84, 98호선과 중복                                                     |
| (동춘지하차도)                                             | 미추홀대로 컨벤시아대로                              | 인천광역시 |                                                                  | 국가지원지방도 제84, 98호선과 중복                                                     |
| 송도 나들목                                                | 110호선 제2경인고속도로                              | 인천광역시 | 국가지원지방도 제84, 98호선과 중복 상행 진입 불가 하행 진출 불가 |                                                                                        |
| 송도3교 교차로                                             | 아트센터대로 앵고개로                                | 인천광역시 | 국가지원지방도 제84, 98호선과 중복                               |                                                                                        |
| 옥련 나들목                                                | 110호선 제2경인고속도로                              | 인천광역시 | 국가지원지방도 제84, 98호선과 중복 상행 진출 불가 하행 진입 불가 |                                                                                        |
| 옹암 교차로 (옹암지하차도)                                 | 능허대로 비류대로 서해대로94번길                     | 인천광역시 | 국가지원지방도 제84, 98호선과 중복                               |                                                                                        |
| 정비단지입구삼거리                                         | 아암대로253번길                                      | 인천광역시 | 국가지원지방도 제84, 98호선과 중복                               | 미추홀구                                                                               |
| 능해 나들목 (제2경인시점 교차로) (능해고가교)              | 110호선 제2경인고속도로 축항대로                     | 인천광역시 | 국가지원지방도 제84, 98호선과 중복                               | 미추홀구                                                                               |
| 낙섬사거리                                                 | 매소홀로                                             | 인천광역시 | 국가지원지방도 제84, 98호선과 중복                               | 미추홀구                                                                               |
| 인천 나들목 (인하대병원사거리) (고속종점지하차도)          | 인천대로 용오로 인항로 아암대로45번길                | 인천광역시 | 국가지원지방도 제84, 98호선과 중복                               | 미추홀구                                                                               |
| 용현동시외버스정류장 CJ제일제당 인천1공장                  |                                                      | 인천광역시 | 국가지원지방도 제84, 98호선과 중복                               | 미추홀구                                                                               |
| 능안삼거리                                                 | 인주대로 서해대로410번길                             | 인천광역시 | 국가지원지방도 제84, 98호선과 중복                               | 미추홀구                                                                               |
| 신광사거리                                                 | 국도 제42호선 국도 제46호선 (인중로) 제물량로 도원로 | 인천광역시 | 중구                                                             | 국도 제42, 국도 제46호선과 중복 국가지원지방도 제84, 98호선과 중복                     |
| 수인사거리                                                 | 서해대로                                             | 인천광역시 | 중구                                                             | 국도 제42, 국도 제46호선과 중복 국가지원지방도 제84, 98호선과 중복                     |
| 이마트 동인천점 인천여자상업고등학교 인천제2국제여객터미널 |                                                      | 인천광역시 | 중구                                                             | 국도 제42, 국도 제46호선과 중복 국가지원지방도 제84, 98호선과 중복                     |
| 사동삼거리                                                 | 우현로                                               | 인천광역시 | 중구                                                             | 국도 제42, 국도 제46호선과 중복 국가지원지방도 제84, 98호선과 중복                     |
| (제1부두입구)                                              | 인중로                                               | 인천광역시 | 중구                                                             | 국도 제42, 국도 제46호선과 중복 국가지원지방도 제84, 98호선과 중복                     |
| 신포사거리                                                 | 신포로 제물량로                                      | 인천광역시 | 중구                                                             | 국도 제42, 국도 제46호선과 중복 국가지원지방도 제84, 98호선과 중복                     |
| 동인천등기소                                               |                                                      | 인천광역시 | 중구                                                             | 국도 제42, 국도 제46호선과 중복 국가지원지방도 제84, 98호선과 중복                     |
| 중구청입구                                                 | 제물량로218번길                                      | 인천광역시 | 중구                                                             | 국도 제42, 국도 제46호선과 중복 국가지원지방도 제84, 98호선과 중복                     |
| 인천중부경찰서                                             |                                                      | 인천광역시 | 중구                                                             | 국도 제42, 국도 제46호선과 중복 국가지원지방도 제84, 98호선과 중복                     |
| 인천역 (인천역사거리)                                      | 월미로 차이나타운로51번길                            | 인천광역시 | 중구                                                             | 국도 제42, 국도 제46호선과 중복 국도 제6호선과 중복 국가지원지방도 제84, 98호선과 중복 |
| 송월시장                                                   | 참외전로                                             | 인천광역시 | 중구                                                             | 국도 제6호선과 중복 국가지원지방도 제84, 98호선과 중복                                 |
| 만석고가교                                                 |                                                      | 인천광역시 | 중구                                                             | 국도 제6호선과 중복 국가지원지방도 제84, 98호선과 중복                                 |
|                                                            | 동구                                                 | 인천광역시 |                                                                  | 국도 제6호선과 중복 국가지원지방도 제84, 98호선과 중복                                 |
| 동일방직 인천공장 인천만석초등학교                         |                                                      | 인천광역시 |                                                                  | 국도 제6호선과 중복 국가지원지방도 제84, 98호선과 중복                                 |
| 화수사거리                                                 | 인중로 제물량로                                      | 인천광역시 |                                                                  | 국도 제6호선과 중복 국가지원지방도 제84, 98호선과 중복                                 |
| 송현사거리                                                 | 국가지원지방도 제84호선 (중봉대로) 송현로            | 인천광역시 |                                                                  | 국도 제6호선과 중복 국가지원지방도 제84, 98호선과 중복                                 |
| 황금고개사거리                                             | 샛골로 인중로                                        | 인천광역시 | 국도 제6호선과 중복 국가지원지방도 제98호선과 중복               |                                                                                        |
| 인천서흥초등학교                                           |                                                      | 인천광역시 | 국도 제6호선과 중복 국가지원지방도 제98호선과 중복               |                                                                                        |
| 송림오거리                                                 | 동산로 샛골로 송림로                                 | 인천광역시 | 국도 제6호선과 중복 국가지원지방도 제98호선과 중복               |                                                                                        |
| (이름 없음)                                                | 새천년로                                             | 인천광역시 | 국도 제6호선과 중복 국가지원지방도 제98호선과 중복               |                                                                                        |
| 송림삼거리                                                 | 봉수대로 인중로                                      | 인천광역시 | 국도 제6호선과 중복 국가지원지방도 제98호선과 중복               |                                                                                        |
| 송림고개                                                   |                                                      | 인천광역시 | 국도 제6호선과 중복 국가지원지방도 제98호선과 중복               |                                                                                        |
|                                                            | 미추홀구                                             | 인천광역시 | 국도 제6호선과 중복 국가지원지방도 제98호선과 중복               |                                                                                        |
| 인천대삼거리                                               | 숙골로                                               | 인천광역시 | 국도 제6호선과 중복 국가지원지방도 제98호선과 중복               |                                                                                        |
| 인천서화초등학교                                           |                                                      | 인천광역시 | 국도 제6호선과 중복 국가지원지방도 제98호선과 중복               |                                                                                        |
| 궁현사거리                                                 | 염전로                                               | 인천광역시 | 국도 제6호선과 중복 국가지원지방도 제98호선과 중복               |                                                                                        |
| 인천교삼거리                                               | 장고개로                                             | 인천광역시 | 국도 제6호선과 중복 국가지원지방도 제98호선과 중복               |                                                                                        |
| 동구구민운동장                                             |                                                      | 인천광역시 | 국도 제6호선과 중복 국가지원지방도 제98호선과 중복               |                                                                                        |
| 가좌 나들목 (가좌IC앞 교차로)                              | 인천대로 백범로 장고개로                             | 인천광역시 | 국도 제6호선과 중복 국가지원지방도 제98호선과 중복               | 서구                                                                                   |
| 석남제2고가교                                              | 건지로                                               | 인천광역시 | 국도 제6호선과 중복 국가지원지방도 제98호선과 중복 하부 통과     | 서구                                                                                   |
| 석남진출입로                                               | 인천대로                                             | 인천광역시 | 국도 제6호선과 중복 국가지원지방도 제98호선과 중복 하부 통과     | 서구                                                                                   |
| 석남제1고가교 (석남역)                                     | 길주로                                               | 인천광역시 | 국도 제6호선과 중복 국가지원지방도 제98호선과 중복 하부 통과     | 서구                                                                                   |
| 율도입구삼거리                                             | 율도로                                               | 인천광역시 | 국도 제6호선과 중복 국가지원지방도 제98호선과 중복               | 서구                                                                                   |
| 가정오거리                                                 | 국가지원지방도 제98호선 (서곶로) 아나지로            | 인천광역시 | 국도 제6호선과 중복 국가지원지방도 제98호선과 중복               | 서구                                                                                   |
| (효성고가교 북단)                                          | 봉오대로 청안로 효서로                               | 인천광역시 | 계양구                                                           | 국도 제6호선과 중복                                                                    |
| 새말사거리                                                 | 마장로                                               | 인천광역시 | 계양구                                                           | 국도 제6호선과 중복                                                                    |
| 효성사거리                                                 | 안남로                                               | 인천광역시 | 계양구                                                           | 국도 제6호선과 중복                                                                    |
| 나들목사거리 (부평 나들목)                                 | 120호선 경인고속도로 계양대로                        | 인천광역시 | 계양구                                                           | 국도 제6호선과 중복                                                                    |
| 작전고가앞 교차로                                          | 주부토로                                             | 인천광역시 | 계양구                                                           | 국도 제6호선과 중복                                                                    |
| 메뜰사거리                                                 | 장제로                                               | 인천광역시 | 계양구                                                           | 국도 제6호선과 중복                                                                    |
| 서운중학교 서운고등학교                                    |                                                      | 인천광역시 | 계양구                                                           | 국도 제6호선과 중복                                                                    |
| 천상교                                                     |                                                      | 인천광역시 | 계양구                                                           | 국도 제6호선과 중복                                                                    |

### 경기도부천시
| 이름                       | 접속 노선                   | 소재지 | 소재지 | 비고                    |
| -------------------------- | --------------------------- | ------ | ------ | ----------------------- |
| 천상교                     |                             | 부천시 | 오정구 | 국도 제6호선과 중복     |
| 자동차검사소삼거리         | 오정로39번길                | 부천시 | 오정구 | 국도 제6호선과 중복     |
| (이름 없음)                | 국도 제39호선 (석천로)      | 부천시 | 오정구 | 국도 제6, 39호선과 중복 |
| 산업길사거리 (부천 나들목) | 국도 제39호선 (신흥로)      | 부천시 | 오정구 | 국도 제6, 39호선과 중복 |
| 내촌고가입구               | 부천로                      | 부천시 | 오정구 | 국도 제6호선과 중복     |
| 우편집중국삼거리           | 오정로211번길               | 부천시 | 오정구 | 국도 제6호선과 중복     |
| OBS 경인TV                 |                             | 부천시 | 오정구 | 국도 제6호선과 중복     |
| 덕산고등학교               | 오정로251번길 오정로252번길 | 부천시 | 오정구 | 국도 제6호선과 중복     |
| 봉오대로사거리             | 봉오대로                    | 부천시 | 오정구 | 국도 제6호선과 중복     |
| 대장동입구 교차로          | 대장로                      | 부천시 | 오정구 | 국도 제6호선과 중복     |
| 아시아나항공입구           |                             | 부천시 | 오정구 | 국도 제6호선과 중복     |
| 오쇠삼거리                 | 소사로 소사로970번길        | 부천시 | 오정구 | 국도 제6호선과 중복     |

### 서울특별시
| 이름                                         | 접속 노선                                                     | 소재지     | 소재지                                             | 비고                    |
| -------------------------------------------- | ------------------------------------------------------------- | ---------- | -------------------------------------------------- | ----------------------- |
| 오쇠삼거리                                   | 소사로 소사로970번길                                          | 서울특별시 | 강서구                                             | 국도 제6호선과 중복     |
| 메이필드호텔 대한항공                        | 방화대로 하늘길                                               | 서울특별시 | 강서구                                             | 국도 제6호선과 중복     |
| 외발산사거리                                 | 남부순환로 방화대로                                           | 서울특별시 | 강서구                                             | 국도 제6호선과 중복     |
| 마곡역 교차로                                | 국도 제48호선 (공항대로)                                      | 서울특별시 | 강서구                                             | 국도 제6, 48호선과 중복 |
| 발산역 교차로                                | 강서로                                                        | 서울특별시 | 강서구                                             | 국도 제6, 48호선과 중복 |
| 한국가스공사 KBS스포츠월드                   |                                                               | 서울특별시 | 강서구                                             | 국도 제6, 48호선과 중복 |
| 강서구청사거리                               | 화곡로                                                        | 서울특별시 | 강서구                                             | 국도 제6, 48호선과 중복 |
| 등촌중학교 서울백석초등학교 한국정보화진흥원 |                                                               | 서울특별시 | 강서구                                             | 국도 제6, 48호선과 중복 |
| 등촌역 교차로                                | 등촌로 공항대로59길                                           | 서울특별시 | 양천구                                             | 국도 제6, 48호선과 중복 |
| 염창역                                       |                                                               | 서울특별시 | 양천구                                             | 국도 제6, 48호선과 중복 |
| 양화교                                       | 안양천로 양천로                                               | 서울특별시 | 양천구                                             | 국도 제6, 48호선과 중복 |
| 양화교                                       | 영등포구                                                      | 서울특별시 |                                                    | 국도 제6, 48호선과 중복 |
| 성산대교남단 교차로                          | 국도 제1호선 국도 제48호선 (서부간선도로)                     | 서울특별시 |                                                    | 국도 제6, 48호선과 중복 |
| 양화대교남단 교차로                          | 노들로 선유로                                                 | 서울특별시 | 국도 제6호선과 중복                                |                         |
| 양화대교                                     |                                                               | 서울특별시 | 국도 제6호선과 중복                                |                         |
|                                              | 마포구                                                        | 서울특별시 | 국도 제6호선과 중복                                |                         |
| 양화대교북단 교차로                          | 국도 제6호선 (양화로) 국가지원지방도 제23호선 (강변북로)      | 서울특별시 | 국도 제6호선과 중복 국가지원지방도 제23호선과 중복 |                         |
| (이름 없음)                                  | 동교로                                                        | 서울특별시 | 국가지원지방도 제23호선과 중복 상행 진출만 가능    |                         |
| 성산대교북단 교차로                          | 국도 제1호선 국도 제48호선 (서부간선도로) (성산로) 내부순환로 | 서울특별시 | 국가지원지방도 제23호선과 중복                     |                         |
| 난지공원 교차로                              | 증산로                                                        | 서울특별시 | 국가지원지방도 제23호선과 중복 하행 진출 불가      |                         |
| 노을공원 교차로                              | 하늘공원로                                                    | 서울특별시 | 국가지원지방도 제23호선과 중복 상행 진출입만 가능  |                         |
| 가양대교북단 교차로                          | 가양대로 화곡로                                               | 서울특별시 | 국가지원지방도 제23호선과 중복 경기도 - 서울 경계  |                         |

### 경기도(한강이북)
| 이름                       | 접속 노선                                      | 소재지                    | 소재지                           | 비고                          |
| -------------------------- | ---------------------------------------------- | ------------------------- | -------------------------------- | ----------------------------- |
| 시계                       |                                                | 고양시                    | 덕양구                           | 경기도 - 서울 경계            |
| (이름 없음)                | 대덕로                                         | 고양시                    | 덕양구                           |                               |
| 남고양 나들목              | 17호선 평택파주고속도로                        | 고양시                    | 덕양구                           | 상행 진입 불가 하행 진출 불가 |
| 북로 분기점                | 130호선 인천국제공항고속도로                   | 고양시                    | 덕양구                           |                               |
| (이름 없음)                | 행주로                                         | 고양시                    | 덕양구                           | 상행 진입 불가                |
| 행주 분기점                | 국도 제39호선 국가지원지방도 제78호선 (호국로) | 고양시                    | 덕양구                           |                               |
| 자유로 나들목              | 100호선 수도권제1순환고속도로                  | 고양시                    | 덕양구                           |                               |
| (이름 없음)                | 신평길                                         | 고양시                    | 덕양구                           | 상행 진출만 가능              |
| 장항 나들목                | 백마로                                         | 고양시                    | 일산동구                         |                               |
| 킨텍스 나들목              | 킨텍스로                                       | 고양시                    | 일산동구                         |                               |
| 킨텍스 나들목              | 킨텍스로                                       | 고양시                    | 일산서구                         |                               |
| 이산포 분기점              | 국가지원지방도 제98호선 (고양대로)             | 고양시                    |                                  |                               |
| 구산 나들목 (구산지하차도) | 지방도 제356호선 (송산로)                      | 고양시                    | 하행 진출 불가                   |                               |
| 장월 나들목                | 지방도 제358호선 (동서대로) 문발로             | 고양시                    |                                  |                               |
| 장월교                     |                                                | 고양시                    |                                  |                               |
| 파주시                     | 교하동                                         |                           |                                  |                               |
| 파주시                     | 교하동                                         | 문발 나들목               | 국가지원지방도 제56호선 (파주로) |                               |
| 파주시                     | 교하동                                         | (이름 없음)               | 문발로                           | 상행 진입만 가능              |
| 파주시                     | 교하동                                         | 운정 나들목               | 400호선 수도권제2순환고속도로    | 고속도로 나들목 미개통        |
| 파주시                     | 교하동                                         | 송촌대교                  |                                  |                               |
| 파주시                     | 탄현면                                         |                           |                                  |                               |
| 파주시                     | (이름 없음)                                    | 필승로                    | 상행 진출만 가능                 |                               |
| 파주시                     | 성동 나들목                                    | 지방도 제360호선 (평화로) |                                  |                               |
| 파주시                     | 낙하 나들목                                    | 지방도 제363호선 (엘지로) |                                  |                               |
| 파주시                     | (내포리)                                       | 지방도 제359호선 (방촌로) | 문산읍                           |                               |
| 파주시                     | 내포 나들목                                    | 17호선 평택파주고속도로   | 문산읍                           | 하행 진입 불가                |
| 파주시                     | 문산대교                                       |                           | 문산읍                           |                               |
| 파주시                     | 당동 나들목                                    | 국도 제37호선 (율곡로)    | 문산읍                           |                               |
| 파주시                     | 마정육교                                       |                           | 문산읍                           |                               |
| 파주시                     | 임진각 나들목                                  | 임진각로                  | 문산읍                           | 하행 진출입만 가능            |
| 파주시                     | 자유 나들목                                    | 국도 제1호선 (통일로)     | 문산읍                           | 종점                          |

## 주요 교량 및 터널
- 경상남도 창원시 성산구 ~ 마산합포구 : 마창대교 (2008년 준공, 연장 1700m)
- 경상남도 통영시 도산면 저산리 ~ 고성군 삼산면 두포리 : 계획중
- 경상남도 사천시 동서동 대방 교차로 ~ 모개도 : 삼천포대교 (2003년 4월 28일 준공, 연장 약 800m)
- 경상남도 사천시 동서동 모개도 ~ 초양도 : 초양대교 (2003년 4월 28일 준공, 연장 약 240m)
- 경상남도 사천시 동서동 초양도 ~ 늑도 : 늑도대교 (2003년 4월 28일 준공, 연장 약 340m)
- 경상남도 사천시 동서동 늑도 ~ 남해군 창선면 창선도 : 창선대교 (2003년 4월 28일 준공, 연장 약 340m)
- 경상남도 남해군 창선면 창선도 ~ 삼동면 지족리 : 창선교
- 경상남도 남해군 서면 노구리 ~ 전라남도 여수시 삼일동 : 한려해저터널 (계획중)
- 전라남도 여수시 대교동 ~ 돌산읍 우두리 : 돌산대교
- 전라남도 여수시 돌산읍 신복리 ~ 남면 화태도 : 화태대교 (2015년 12월 22일 준공, 연장 1,345m)
- 전라남도 여수시 남면 화태도 ~ 화정면 월호도 : 월호대교 (2027년 완공 예정)
- 전라남도 여수시 화정면 월호도 ~ 개도 : 개도대교 (2027년 완공 예정)
- 전라남도 여수시 화정면 개도 ~ 제도 : 제도대교 (2027년 완공 예정)
- 전라남도 여수시 화정면 제도 ~ 백야도 : 화정대교 (2027년 완공 예정)
- 전라남도 여수시 화정면 백야도 ~ 화양면 안포리 : 백야대교 (2005년 4월 14일 준공, 연장 325m)
- 전라남도 여수시 화양면 장수리 ~ 화정면 조발도 : 화양대교 (2020년 2월 28일 준공)
- 전라남도 여수시 화정면 조발도 ~ 둔병도 : 조발대교 (2019년 12월 31일 준공)
- 전라남도 여수시 화정면 둔병도 ~ 낭도 : 둔병대교 (2019년 12월 31일 준공)
- 전라남도 여수시 화정면 낭도 ~ 적금도 : 낭도대교 (2020년 1월 30일 준공)
- 전라남도 여수시 화정면 적금도 ~ 고흥군 영남면 우천리 : 팔영대교 (2016년 12월 27일 준공)
- 전라남도 강진군 마량면 마량리 ~ 완도군 고금면 고금도 : 고금대교
- 전라남도 완도군 고금면 고금도 ~ 신지면 신지도 : 장보고대교 (2017년 12월 6일 준공)
- 전라남도 완도군 신지면 신지도 ~ 완도읍 가용리 : 신지대교 (2005년 12월 14일 준공)
- 전라남도 완도군 군외면 원동리 ~ 달도 : 완도대교 (신완도대교 2012년 3월 29일 준공, 연장 500m)
- 전라남도 완도군 군외면 달도 ~ 해남군 북평면 남창리 : 남창교
- 전라남도 해남군 화원면 매월리 ~ 목포시 유달동 달리도 : (2027년 완공 예정)
- 전라남도 목포시 유달동 달리도 ~ 율도 : (2027년 완공 예정)
- 전라남도 목포시 유달동 율도 ~ 신안군 압해읍 압해도 : (2027년 완공 예정)
- 전라남도 신안군 압해읍 압해도 ~ 무안군 운남면 성내리 : 김대중대교 (2013년 12월 27일 준공, 연장 925m)
- 전라남도 무안군 해제면 송석리 ~ 영광군 염산면 옥실리 : 칠산대교 (2019년 12월 18일 준공, 연장 1820m)
- 전라남도 영광군 백수읍 구수리 ~ 홍농읍 칠곡리 : 영광대교 (2016년 3월 25일 준공, 연장 590m)
- 전북특별자치도 고창군 해리면 동호리 ~ 부안군 변산면 도청리 : 부창대교 (계획중)
- 충청남도 보령시 대천동 대천항 ~ 오천면 원산도 : 보령해저터널 (2021년 12월 1일 준공, 연장 6,927m)
- 충청남도 보령시 오천면 원산도 ~ 태안군 고남면 고남리 : 원산안면대교 (2019년 12월 26일 준공, 연장 1750m)
- 충청남도 태안군 안면읍 창기리 ~ 남면 신온리 : 안면대교 (2002년 4월 20일 준공)
- 경기도 평택시 포승읍 원정리 ~ 화성시 우정읍 이화리 : 남양대교
- 경기도 화성시 우정읍 주곡리 ~ 남양읍 장덕리 : 계획중
- 경기도 화성시 남양읍 신외리 ~ 안산시 단원구 원시동 : 송산교 (2017년 10월 27일 준공)
- 서울특별시 영등포구 ~ 마포구 : 양화대교 (구교 1965년 1월 25일 준공, 신교 1982년 2월 2일 준공, 연장 1053m)

## 도로명
부산광역시
- 중구 옛시청 교차로 ~ 서구 구덕운동장삼거리 : 구덕로
- 서구 구덕운동장삼거리 ~ 대신사거리 : 망양로
- 서구 대신사거리 ~ 사하구 하단 교차로 : 낙동대로
- 사하구 하단 교차로 ~ 강서구 녹송교 : 낙동남로

경상남도
- 창원시 진해구 녹송교 ~ 성산구 양곡 나들목 : 진해대로
- 창원시 성산구 양곡 나들목 ~ 마산합포구 진전면 진목 교차로 : 남해안대로
- 창원시 마산합포구 진전면 진목 교차로 ~ 암아 교차로 : 삼진의거대로
- 창원시 마산합포구 진전면 암아 교차로 ~ 동진교 서단 : 회진로
- 창원시 마산합포구 진전면 동진교 서단 ~ 고성군 거류면 봉곡삼거리 : 조선특구로
- 고성군 거류면 봉곡삼거리 ~ 당동삼거리 : 거류로
- 고성군 거류면 당동삼거리 ~ 통영시 광도면 노산삼거리 : 안정로
- 통영시 광도면 노산삼거리 ~ 도산면 도산삼거리 : 남해안대로
- 통영시 도산면 도산삼거리 ~ (유촌) : 도산일주로
- 고성군 삼산면 장지삼거리 ~ 하이면 신덕사거리 : 공룡로
- 고성군 하이면 신덕사거리 ~ 사천시 동서금동 2호광장 교차로 : 남일로
- 사천시 동서금동 2호광장 교차로 ~ 선구동 중앙시장사거리 : 중앙로
- 사천시 선구동 중앙시장사거리 ~ 동서동 대방 교차로 : 각산로
- 사천시 동서동 대방 교차로 ~ 창선대교 : 삼천포대교로
- 남해군 창선면 창선대교 ~ 미조면 초전삼거리 : 동부대로
- 남해군 미조면 초전삼거리 ~ 고현면 탑동 교차로 : 남해대로
- 남해군 고현면 탑동 교차로 ~ 서면 노구리 : 남서대로

전라남도
- 여수시 삼일동 낙포부두 ~ 낙포삼거리 : 여수산단로
- 여수시 삼일동 낙포삼거리 ~ 둔덕동 둔덕삼거리 : 상암로
- 여수시 둔덕동 둔덕삼거리 ~ 서강동 서교동로터리 : 좌수영로
- 여수시 서강동 서교동로터리 ~ 대교동 돌산대교입구 교차로 : 신월로
- 여수시 대교동 돌산대교입구 교차로 ~ (돌산대교입구) : 대교로
- 여수시 대교동 (돌산대교입구) ~ 돌산읍 신복리 : 돌산로
- 여수시 화정면 (백야등대입구) ~ 화양면 화양대교삼거리 : 백야로
- 여수시 화양면 화양대교삼거리 ~ 세포3교차로 : 화양로
- 여수시 화양면 세포3교차로 ~ 공정교차로 : 안포장수로
- 여수시 화양면 공정교차로 ~ 화정면 둔병대교 동단 : 화양조발대교로
- 여수시 화정면 둔병대교 동단 ~ 낭도대교 동단 : 둔병대교로
- 여수시 화정면 낭도대교 동단 ~ 적금대교 동단 : 낭도대교로
- 여수시 화정면 적금대교 동단 ~ 팔영대교 동단 : 적금대교로
- 여수시 화정면 팔영대교 동단 ~ 고흥군 포두면 옥강삼거리 : 팔영로
- 고흥군 포두면 옥강삼거리 ~ 남성삼거리 : 우주로
- 고흥군 포두면 남성삼거리 ~ 도양읍 봉암리 : 천마로
- 고흥군 도양읍 봉암리 ~ 남양면 탄포 교차로 : 우주항공로
- 고흥군 남양면 탄포 교차로 ~ 탄포삼거리 : 고흥로
- 고흥군 남양면 탄포삼거리 ~ 보성군 조성면 조성사거리 : 봉두로
- 보성군 조성면 조성사거리 ~ 신월삼거리 : 조성로
- 보성군 조성면 신월삼거리 ~ 보성읍 장수 교차로 : 녹색로
- 보성군 보성읍 장수 교차로 ~ 회천면 회령삼거리 : 녹차로
- 보성군 회천면 회령삼거리 ~ 장흥군 안양면 수양삼거리 : 남부관광로
- 장흥군 안양면 수양삼거리 ~ 용산면 용산삼거리 : 용안로
- 장흥군 용산면 용산삼거리 ~ 대덕읍 하분교 : 장흥대로
- 강진군 마량면 하분교 ~ 마량 교차로 : 청자로
- 강진군 마량면 마량 교차로 ~ 완도군 고금면 상정리 : 고금로
- 완도군 신지면 송곡 교차로 ~ 완도읍 완도 교차로 : 신지로
- 완도군 완도읍 완도 교차로 ~ 완도읍가용리 교차로 : 장보고대로
- 완도군 완도읍 완도읍가용리 교차로 ~ 완도종합운동장 : 개포로
- 완도군 완도읍 완도종합운동장 ~ 군외면 원동 교차로 : 청해진서로
- 완도군 군외면 원동 교차로 ~ 남창교 : 완도로
- 해남군 북평면 남창교 ~ 남창 교차로 : 땅끝대로
- 해남군 북평면 남창 교차로 ~ 송지면 송암 교차로 : 땅끝해안로
- 해남군 송지면 송암 교차로 ~ 화산면 안호리 : 백포해안로
- 해남군 화산면 평호리 ~ 화산삼거리 : 송평로
- 해남군 화산면 화산삼거리 ~ 월호삼거리 : 해남화산로
- 해남군 화산면 월호삼거리 ~ 황산면 남리 교차로 : 고천암로
- 해남군 황산면 남리 교차로 ~ 문내면 우수영 교차로 : 공룡대로
- 해남군 문내면 우수영 교차로 ~ 화원면 구지 교차로 : 관광레저로
- 해남군 화원면 구지 교차로 ~ (월호슈퍼) : 관광로
- 해남군 화원면 (월호슈퍼) ~ 매월리 : 조선소길
- 신안군 압해읍 압해도선착장 ~ 신장 교차로 : 천사로
- 신안군 압해읍 신장 교차로 ~ 압해읍사무소 : 압해로
- 신안군 압해읍 압해읍사무소 ~ 복룡 교차로 : 복룡로
- 신안군 압해읍 복룡 교차로 ~ 김대중대교 : 압해 ~ 운남간 도로
- 무안군 운남면 김대중대교 ~ 현경면 목동 교차로 : 공항로
- 무안군 현경면 목동 교차로 ~ 홀통 교차로 : 송마로
- 무안군 현경면 홀통 교차로 ~ 해제면 토치삼거리 : 현해로
- 무안군 해제면 토치삼거리 ~ 도리포항 : 만송로
- 영광군 염산면 향화도항 ~ 염산면소재지 : 향화로
- 영광군 염산면 염산면소재지 ~ 염산면사무소 : 천년로
- 영광군 염산면 염산면사무소 ~ 창우마을 : 칠산로
- 영광군 백수읍 하사리 ~ 백수읍대전리 교차로 : 백수로
- 영광군 백수읍 백수읍대전리 교차로 ~ 대신리 : 해안로
- 영광군 백수읍 대신리 ~ 대신3교 서단 : 대신길
- 영광군 백수읍 영광대교 ~ 홍농읍 홍농사거리 : 홍농로
- 영광군 홍농읍 홍농사거리 ~ 가학삼거리 : 동부로
- 영광군 홍농읍 가학삼거리 ~ 월암리 : 샘목로

전북특별자치도
- 고창군 상하면 용대리 ~ 용대삼거리 : 샘목로
- 고창군 상하면 용대삼거리 ~ 해리면 팔형치사거리 : 선운대로
- 고창군 해리면 팔형치사거리 ~ 동호해수욕장 : 동호로
- 부안군 변산면 도청리 ~ 새만금 교차로 : 변산로
- 부안군 변산면 새만금 교차로 ~ 군산시 소룡동 신시도입구삼거리 : 새만금로
- 군산시 소룡동 신시도입구삼거리 ~ 엑스포사거리 : 새만금북로
- 군산시 소룡동 엑스포사거리 ~ 변전소사거리 : 동장산로
- 군산시 소룡동 변전소사거리 ~ 해신동 : 외항로, 해망로

충청남도
- 서천군 장항읍 동백대교 ~ 서천읍 서천 교차로 : 대백제로
- 서천군 서천읍 서천 교차로 ~ 보령시 대천동 화산 교차로 : 충서로
- 보령시 대천동 화산 교차로 ~ 수청사거리 : 대청로
- 보령시 대천동 수청사거리 ~ 흑포삼거리 : 대해로
- 보령시 대천동 흑포삼거리 ~ 대천 교차로 : 대천항로
- 보령시 대천동 대천 교차로 ~ 오천면 원산안면대교 : 원산대로
- 태안군 고남면 원산안면대교 ~ 태안읍 남문 교차로 : 안면대로
- 태안군 태안읍 남문 교차로 ~ 서산시 석남동 예천사거리 : 서해로
- 서산시 석남동 예천사거리 ~ 대산읍 대호방조제 : 충의로
- 당진시 석문면 대호방조제 ~ 신평면 운정 나들목 : 북부산업로
- 당진시 신평면 운정 나들목 ~ 아산시 인주면 아산만방조제 : 서해로

경기도
- 평택시 현덕면 아산만방조제 ~ 현덕 교차로 : 서해로
- 평택시 현덕면 현덕 교차로 ~ 우경삼거리 : 평택호1길
- 평택시 현덕면 우경삼거리 ~ 포승읍 내기삼거리 : 서동대로
- 평택시 포승읍 내기삼거리 ~ 화성시 우정읍 멱우 교차로 : 포승향남로
- 화성시 우정읍 멱우 교차로 ~ 선창포구 : 쌍봉로
- 화성시 남양읍 (배바위) ~ 남양읍 택지앞 교차로 : 남양로
- 화성시 남양읍 택지앞 교차로 ~ (경기약국) : 시청로
- 화성시 남양읍 (경기약국) ~ 남양파출소 : 남양시장로
- 화성시 남양읍 남양파출소 ~ 남양초등학교 : 남양시장로45번길
- 화성시 남양읍 남양초등학교 ~ 수작이 교차로 : 남양시장로25번길
- 화성시 남양읍 수작이 교차로 ~ 남양 교차로 : 화성로
- 화성시 남양읍 남양 교차로 ~ 송림리 : 송림로
- 화성시 남양읍 송림리 ~ 삼부실 교차로 : 남양로
- 화성시 남양읍 삼부실 교차로 ~ 안산시 단원구 별망고가사거리 : 남양초지로
- 안산시 단원구 별망고가사거리 ~ (대연) : 시우로
- 안산시 단원구 (대연) ~ 정왕7교 : 별망로
- 시흥시 정왕동 정왕7교 ~ 환경사업소 교차로 : 공단2대로
- 시흥시 정왕동 환경사업소 교차로 ~ 월곶동 월곶입구삼거리 : 서해안로
- 시흥시 월곶동 월곶입구삼거리 ~ 소래대교 : 소래로
- 부천시 오정구 천상교 ~ 오쇠삼거리 : 오정로

인천광역시
- 남동구 소래대교 ~ (소래대교북단) : 소래로
- 남동구 (소래대교북단) ~ 미추홀구 능안삼거리 : 아암대로
- 미추홀구 능안삼거리 ~ 중구 신광사거리 : 제물량로
- 중구 신광사거리 ~ (제1부두입구) : 인중로
- 중구 (제1부두입구) ~ 신포사거리 : 신포로
- 중구 신포사거리 ~ 동구 화수사거리 : 제물량로
- 동구 화수사거리 ~ 황금고개사거리 : 인중로
- 동구 황금고개사거리 ~ 송림오거리 : 샛골로
- 동구 송림오거리 ~ 미추홀구 인천교삼거리 : 송림로
- 미추홀구 인천교삼거리 ~ 서구 가좌IC앞 교차로 : 장고개로
- 서구 가좌IC앞 교차로 ~ 가정오거리 : 가남로
- 서구 가정오거리 ~ 계양구 (효성고가교 북단) : 봉오대로
- 계양구 (효성고가교 북단) ~ 천상교 : 아나지로

서울특별시
- 강서구 오쇠삼거리 ~ 외발산사거리 : 오정로
- 강서구 외발산사거리 ~ 마곡역 교차로 : 발산로
- 강서구 마곡역 교차로 ~ 양천구 양화교 : 공항대로
- 영등포구 양화교 ~ 양화대교남단 교차로 : 노들로
- 영등포구 양화대교남단 교차로 ~ 마포구 양화대교북단 교차로 : 선유로
- 마포구 양화대교북단 교차로 ~ 가양대교북단 교차로 시계 : 강변북로

경기도
- 고양시 덕양구 가양대교북단 교차로 시계 ~ 파주시 문산읍 자유 나들목 : 자유로

## 자동차 전용도로 구간
아래 구간은 국토교통부에서 지정한 자동차 전용도로 구간이므로 보행자, 자전거 등은 통행할 수 없다. 이륜자동차6 (모터사이클 혹은 오토바이)는 긴급자동차 (싸이카 및 소방용 모터사이클 등)에 한해 통행이 가능하며, 그 밖의 이륜자동차와 경운기, 우마차, 트랙터, 손수레는 통행할 수 없다.
| 도로명               | 시점                                         | 종점                                       | 총연장 (km) | 차로수 | 지정일           |
| -------------------- | -------------------------------------------- | ------------------------------------------ | ----------- | ------ | ---------------- |
| 남해안대로(마창대교) | 경상남도 창원시 마산합포구 현동(현동 교차로) | 경상남도 창원시 성산구 양곡동(양곡 나들목) | 8.59        | 4      | 2008년 6월 19일  |
| 자유로               | 경기도 고양시 행주외동                       | 경기도 파주시 탄현면 성동리                | 49.8        | 4~10   | 1993년 12월 20일 |
| 자유로               | 경기도 파주시 탄현면 성동리                  | 경기도 파주시 문산읍 마정리(자유 나들목)   | 49.8        | 4~10   | 1996년 7월 15일  |
| 자유로               | 고양시 덕양구 덕은동(서울시계)               | 고양시 덕양구 행주동(행주 나들목)          | 4.7         | 8      | 1997년 1월 20일  |
| 자유로               | 고양시 덕양구 행주동(행주 나들목)            | 고양시 일산서구 송포동(이산포 나들목)      | 10.76       | 10     | 1997년 5월 6일   |

## 중앙버스전용차로
- 2008년 7월 2일부터 부산에서는 최초로 낙동남로의 하단교차로 ~ 낙동강 하구둑 입구 구간에서 중앙버스전용차로제가 시범 실시되었으며, 동년 7월 14일부터 본격적으로 실시되고 있다. 원리는 서울에서 실시되고 있는 중앙버스전용차로와 같으나, 차이점은 서울과는 달리 평일 출ㆍ퇴근 시간에만 운영되며, 토ㆍ일ㆍ공휴일 및 평일의 다른 시간대에는 일반 차로로 운영된다.
- 버스전용차로 운영시간은 토·일·공휴일을 제외한 출근시간 (07:00 ~ 09:00)과 퇴근시간 (17:30 ~ 20:30)으로 시내버스, 마을버스 등 대중교통과 36인승 이상 대형 승합자동차의 통행이 가능하며 36인승 미만 16인승 이상 통학·통근용 승합차의 경우 부산지방경찰청의 지정을 받을 경우 전용차로 통행이 가능하다.